# Area archeologica di Poggio Sommavilla
L'area archeologica di Poggio Sommavilla è un sito archeologico che si trova a Poggio Sommavilla frazione del comune di Collevecchio nella Valle del Tevere.

## Epoca preistorica

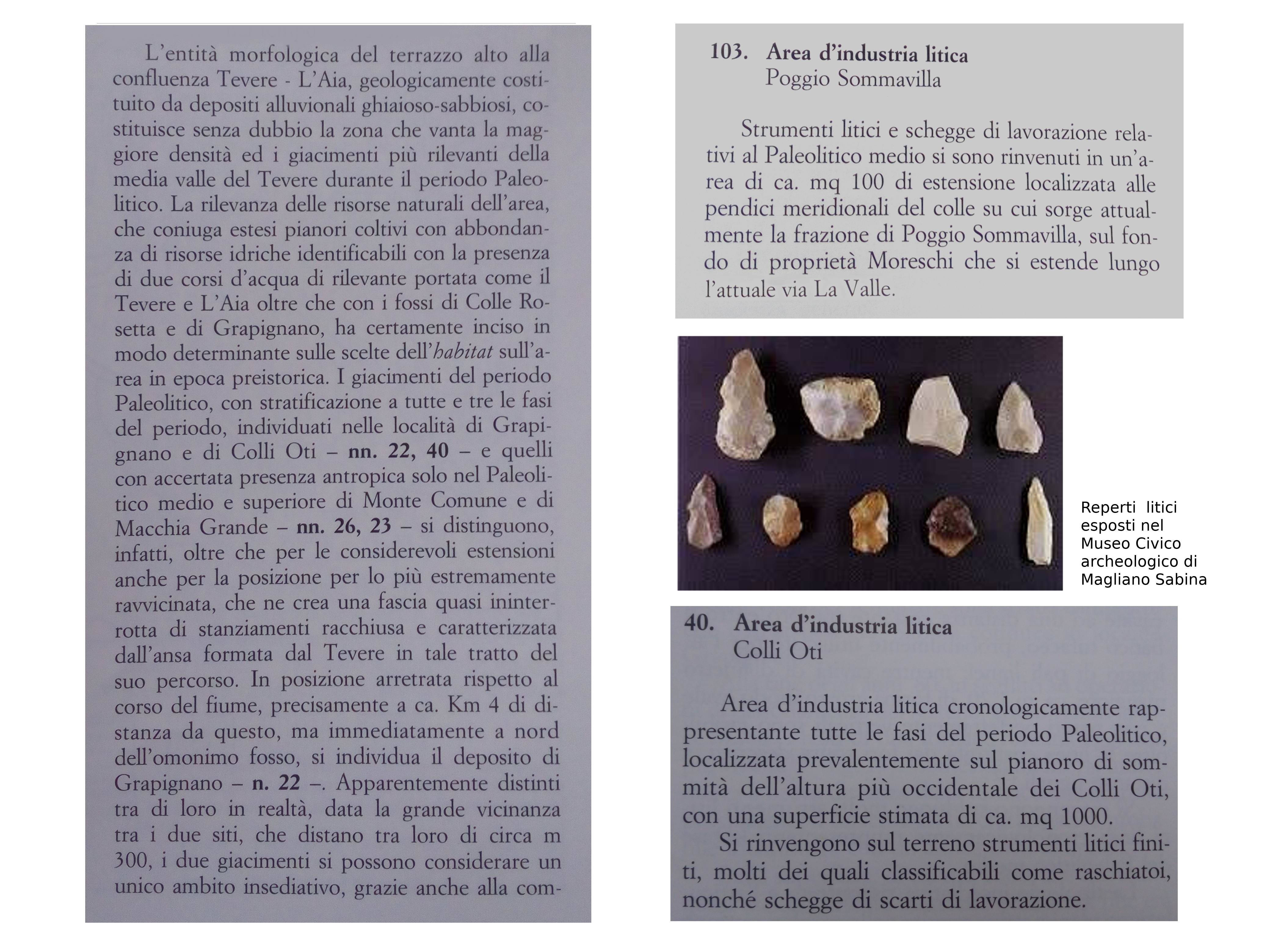
Reperti preistorici paleolitici di industria litica, Poggio Sommavilla-Grappignano, Valle del Tevere.

L'entità morfologica del terrazzo fluviale di Poggio Sommavilla-Grappignano alla confluenza del Tevere e del Torrente Aia di fronte al Treja (Paleotevere), geologicamente costituito da depositi ghiaioso sabbiosi, costituisce senza dubbio la zona che vanta la maggiore densità e i giacimenti più rilevanti della Valle del Tevere a sud della confluenza con il Nera, durante la Preistoria nel periodo paleolitico. La rilevanza delle risorse naturali dell'area, che coniuga estesi pianori coltivi con abbondanza di risorse idriche identificabili con la presenza di due corsi d'acqua di rilevante portata come il Tevere e L'Aia di fronte al fiume Treja (Paleotevere), oltre che con i fossi di Colle Rosetta e di Grappignano, ha certamente inciso in modo determinante sulle scelte dell'habitat in epoca preistorica. I giacimenti del periodo Paleolitico, con stratificazione in tutte e tre fasi del periodo, individuati nelle località di Grappignano e di Colli Oti a Poggio Sommavilla i giacimenti di industria litica, si possono considerare un unico ambito insediativo. Ai Colli Oti di Poggio Sommavilla è attestata un'area di industria litica, cronologicamente rappresentante tutte le fasi del Paleolitico, localizzata prevalentemente sul pianoro di sommità dell'altura più occidentale dei Colli Oti, con una superficie stimata di ca. mq 1000. Si rinvengono sul terreno strumenti litici finiti, molti dei quali classificabili come raschiatoi, punte di lancia, frecce, matrici di lavorazione, nonché schegge di scarti di lavorazione. Strumenti litici e schegge di lavorazione relativi al paleolitico medio sono stati rinvenuti in un'area di ca. 100 m² di estensione localizzata alle pendici meridionale del colle su cui sorge attualmente il centro storico di Poggio Sommavilla, sul fondo di proprietà Moreschi, che si estende lungo l'attuale via La Valle.

## Età del bronzo
Nell'età del bronzo si intensificano insediamenti di cultura protovillanoviana nei costoni in località "i Grotti", ritrovamenti di aree necropolari sono attestati nella proprietà Moreschi all'incrocio di via La Valle con via S. Antonio, e nei pianori sopra la fascia che sovrasta i terrazzi fluviali della Valle del Tevere, si consolida una costante attività di scambio con le popolazioni dell'opposta sponda con il guadi del fiume Tevere a Campo Rampone e alla zona di confluenza del Torrente Aia opposto al Treja con il Tevere.

## Età del ferro
Nell'età del ferro si insediano nuclei sparsi di capanne intervallate ad ampi spazi destinati alla coltivazione, nei pianori dei terrazzi fluviali che sovrastavano la valle del torrente Aia e quella del Tevere formando un triangolo abitativo con le zone di Grappignano Ponte del Peccato e i Colli Oti a Poggio Sommavilla. Inizia la fase proto arcaica del centro che si svilupperà a Poggio Sommavilla

## Età arcaica orientalizzante ellenistica
Il completo silenzio delle fonti classiche sul centro di Poggio Sommavilla, del quale non conosciamo neppure il nome originario, è un dato che di certo osta con la ricostruzione storica esaustiva di questo territorio, e che parallelamente ne rende difficile una lettura interpretativa sulle modalità della genesi. È possibile ipotizzare, sulla base della sola cultura materiale, uno stretto rapporto di collegamento e di scambi con Veio, che esercita nel periodo arcaico una funzione egemone sui traffici della Valle del Tevere e l'area falisco-capenate.

### Abitato arcaico (acropoli)

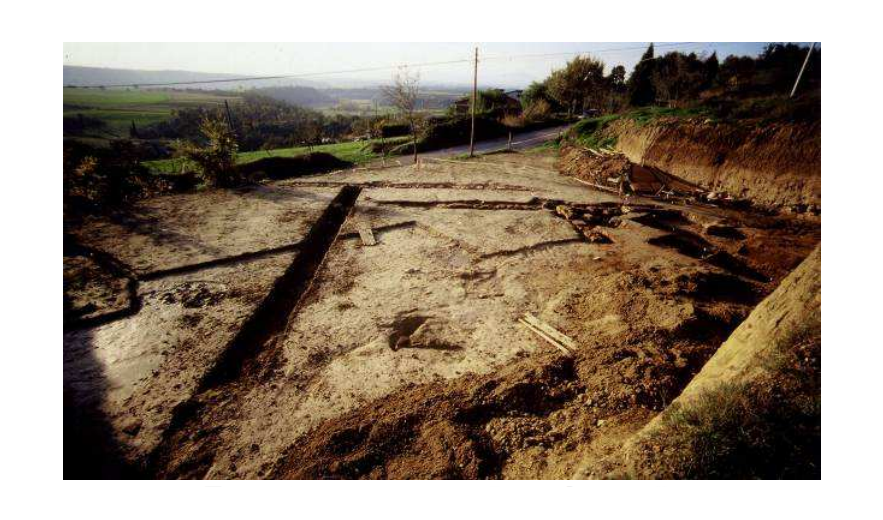
Resti delle strutture murarie dell'abitato arcaico di Poggio Sommavilla, terrazzi fluviali del Tevere, Archivio SBALazio Etruria meridionale.

Il centro arcaico di Poggio Sommavilla si sviluppava sui terrazzi fluviali del Tevere. L'abitato principale si ipotizza comprendesse un'area di circa 30 ettari, pressappoco nella quale insiste l'insediamento moderno che secondo gli studi dei dati raccolti ebbe vita e sviluppo quanto meno dall'età preistorica fino all'età ellenistica, verosimilmente fino all'epoca della distruzione da parte dell'esercito romano guidato dal tribuno consolare Marco Furio Camillo di Veio, Capena e di Falerii Veteres, città con le quali ebbe intensa continuità di rapporti nel corso della sua storia culturale.

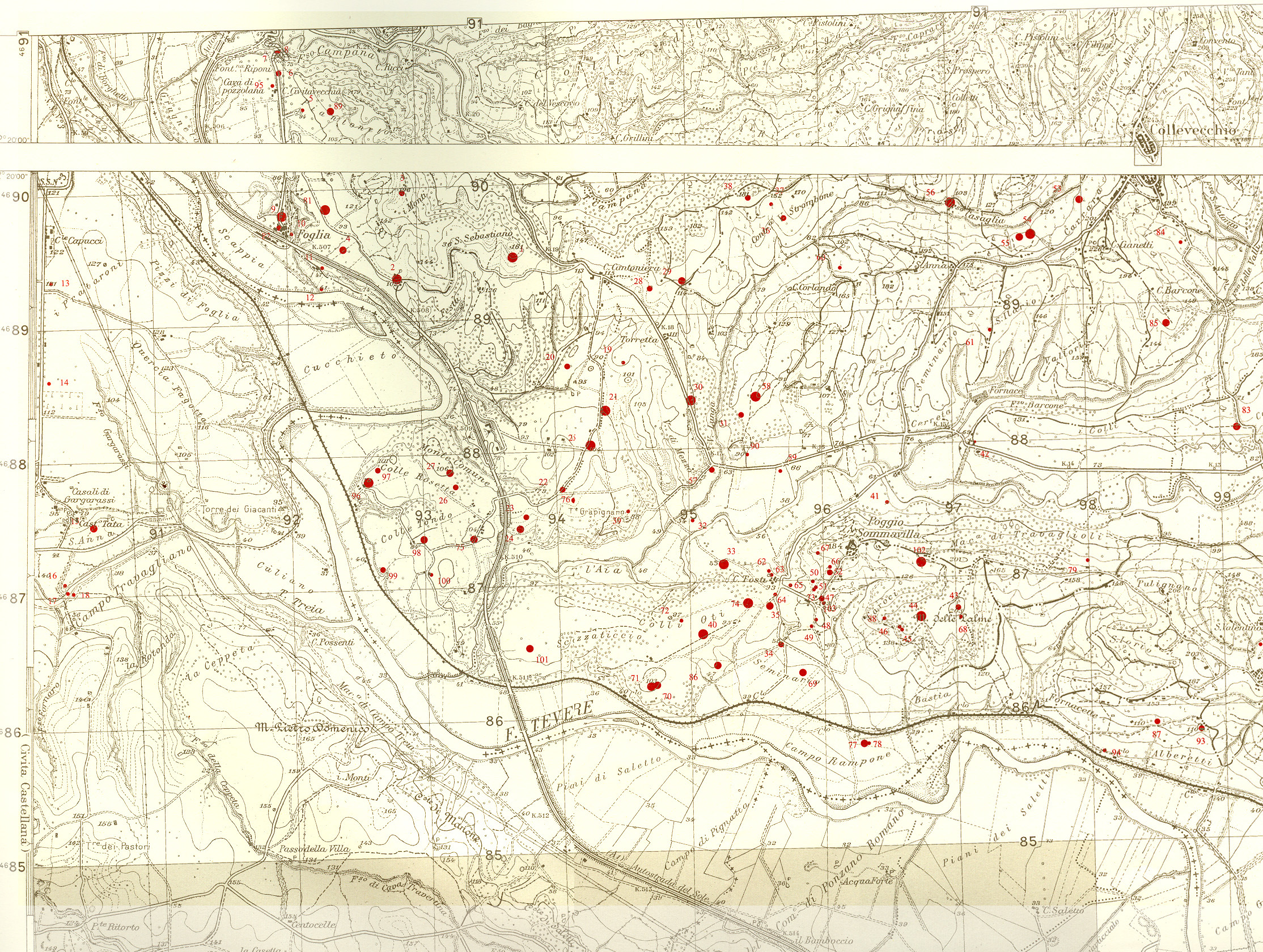
Carta archeologica del centro arcaico di Poggio Sommavilla, Flaminia Verga

L'avvento del periodo orientalizzante, nell'ultimo quarto dell'VII sec a.C., coincide per l'abitato con l'adozione di un modello urbano come conseguenza di un processo di organizzazione socio-economica sollecitato dal contatto con il mondo etrusco. Dal punto di vista logistico l'insediamento di Poggio Sommavilla sulle sommità dei pianori ricopre un ruolo di controllo strategico del corso del Tevere in un tratto di particolare importanza perché interessato dal collegamento con Falerii Veteres e con l'area Capenate.

### Necropoli
La necropoli venne indagata in tre periodi differenti a partire dal 1836, sebbene si fosse già a conoscenza della presenza di resti antichi. Le ultime campagne di scavo, condotte tra il 1983 e il 1986 dalla Soprintendenza archeologica del Lazio e dell'Etruria meridionale, hanno consentito il recupero di 48 tombe di tipo a fossa, a camera, a fossa con dromos e a incastro. Il numero rilevante delle sepolture, oltre che la presenza della tipologia architettonica della tomba a camera, individuano un'organizzazione urbana già evolutasi secondo gli schemi culturali delle coeve società falische, etrusche, capenate e latine del periodo orientalizzante. Gli scavi della Necropoli furono intrapresi a marzo del 1837 in seguito alle scoperte fortuite di tre tombe avvenute da febbraio a dicembre dell'anno precedente presso i terreni della famiglia Piacentini e terminati nel 1839. Le esplorazioni furono condotte da Benedetto Piacentini in società con l'imprenditore di scavi archeologici Melchiade Fossati. Molti materiali rinvenuti nei sepolcreti sono stati trafugati e venduti, oggi si trovano in tutto il mondo. La descrizione dello scavo nella proprietà Ara dei Gelsi, contiene una puntuale descrizione della zona interessata e l'ipotesi dell'ubicazione dell'insediamento sulla cima del colle occupata dal borgo di Poggio Sommavilla.

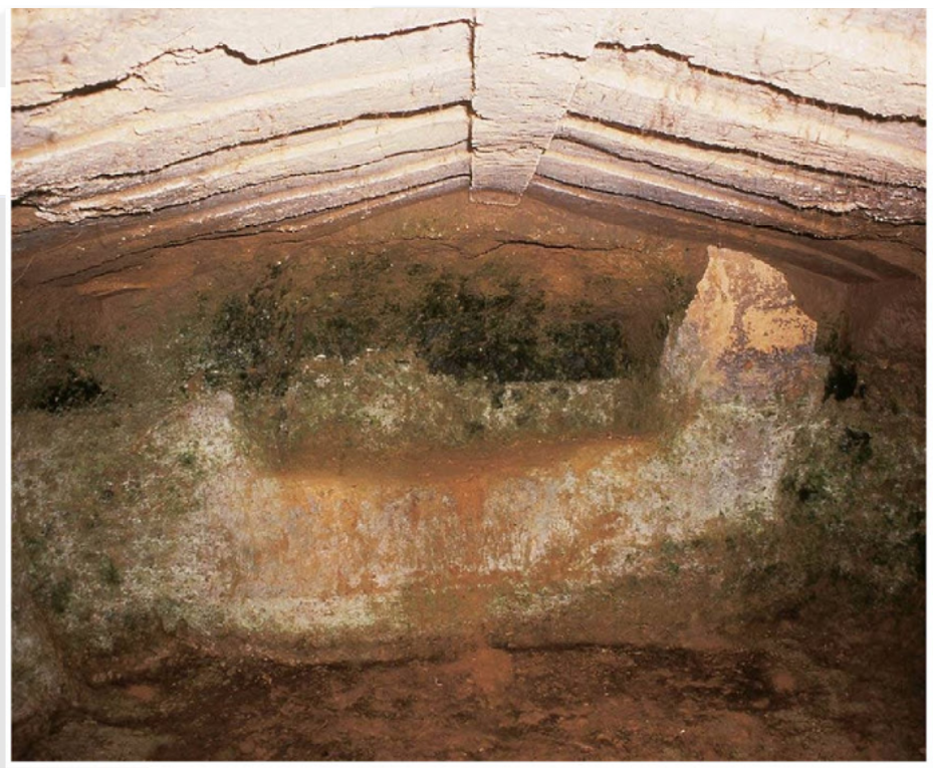
Tomba 14, necropoli di Poggio Sommavilla, Columen centrale, Mutuli e Cantherii scolpiti a formare il tetto displuviato decorato, chiusura con tegole poste a incastro, fondo Stallone, Archivio SBALazio Etruria meridionale.

Una seconda relazione del Fossati contiene annotazioni sulla topografia interna della necropoli; la descrizione dei materiali recuperati, oggi in parte dispersi e in parte reidentificati in musei stranieri, si trova in Fossati 1838. A maggio del 1896 riprendono gli scavi dopo una nuova scoperta casuale di una tomba a camera in località Grotti avvenuta l'anno precedente. Le esplorazioni nei terreni della famiglia Piacentini, affidate a Fausto Benedetti, consentono di rintracciare numerose tombe a camera, delle quali solo cinque e con diversi errori, furono presentate in Pasqui 1896. Molti reperti trovati dal Benedetti sono stati venduti dallo stesso e si trovano in molte parti del mondo. È proprio in questi scavi che è venuta alla luce la nota fiaschetta con iscrizioni conservata al Museum of Fine Art di Boston. Disegni di alcuni ipogei messi in luce in quello stesso intervento sono pubblicati in Martelli 1977. In base ai vecchi dati catastali si nota che la dizione "i Grotti" comprende sia l'odierno sito Casale Tosti sia la contigua proprietà fondo Scucchia, ed è in questa zona che gli scavi ripresero nel 1980 nell'ambito della ricerca del Centro Studi per l'archeologia etrusco italica, dal 1983 la Soprintendenza Archeologica del Lazio e dell'Etruria meridionale ha intrapreso un corso di scavi regolari sulla collina più orientale interessata dagli scavi del Fossati, oggi fondo Stallone. Ancora oggi aree necropolari dei terrazzi fluviali relative al centro arcaico di Poggio Sommavilla non sono state soggette a scavi archeologici e rimangono ancora in gran parte inediti i risultati degli scavi più recenti.

## Viabilità antica

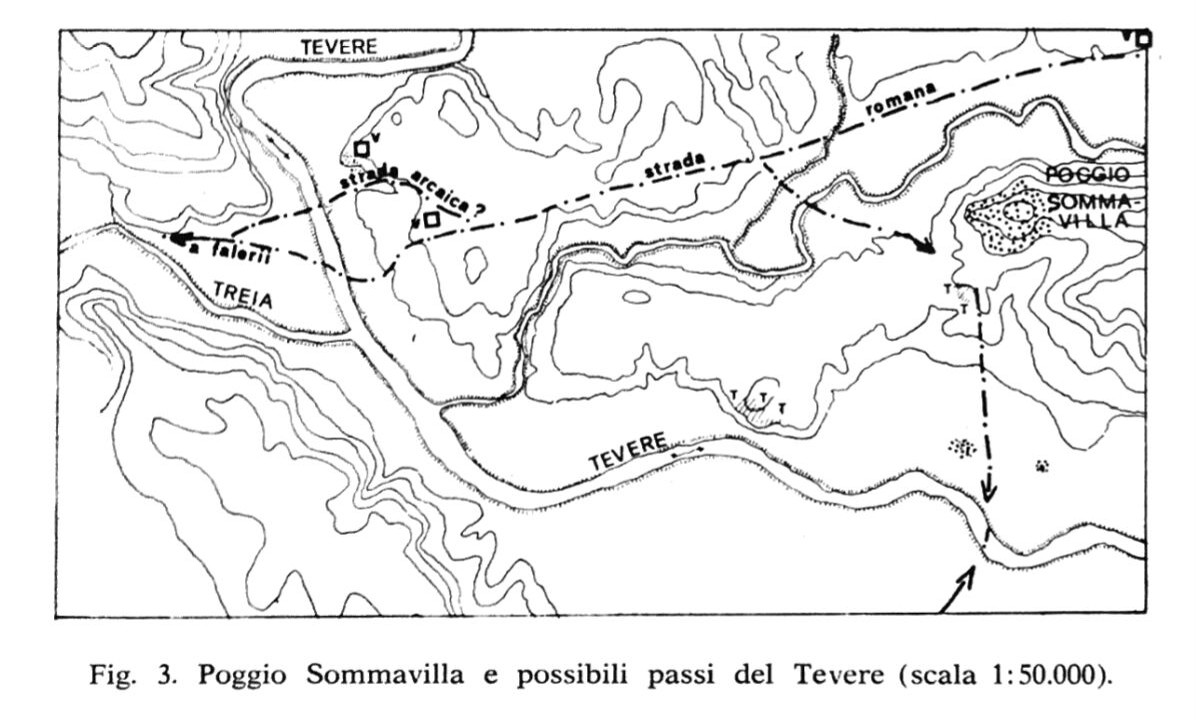
Poggio Sommavilla arcaica e i possibili passi del Tevere, (Quaderni di archeologia etrusco italica) Stefania Q. Gigli

La viabilità antica è caratterizzata dall'assetto viario connesso in modo diretto con l'ambiente falisco-etrusco-capenate attraverso la Valle del Tevere accogliendo l'ipotesi che l'area abitata acropolare del pagus sorgesse sullo stesso terrazzo fluviale oggi occupato da quello moderno, la sua posizione apparirebbe leggermente arretrata rispetto al fiume. La strada che ancora oggi scende diretta a sud al Tevere a Campo Rampone segue la direttrice più corta e agevole per il fiume e induce ad ipotizzare un approdo al suo sbocco, e il ricongiungimento con la viabilità oltretevere attraverso un ponte di connessione alla zona di Monte Ramiano dove era presente un abitato arcaico, a Coste di Manone dove è attestata una necropoli e in località Brecceto dove è stata trovata un'iscrizione arcaica con dedica a una divinità, dal quale si può ipotizzare l'intersezione con la viabilità Tiberina e del Soratte dove si trovava il centro del culto di Soranus. Nell'area di Campo Rampone sono presenti resti di basolati e frammenti fittili, ceramica tegole arcaiche, materiali in bucchero, e materiale di epoca romano imperiale connessi all'area portuale. Le comunicazioni con Falerii Veteres e l'Etruria meridionale interna appaiono invece aperte poco a monte della foce del torrente L'Aia e dalla valle del Treja attraverso la sella di via del sacramento, contigua all'area archeologica di Grappignano.
La posizione geografica di Poggio Sommavilla posta sulle direttrici che sfruttano i corsi d'acqua legati al Tevere e i tratturi di origine preistorica aperti e battuti per la transumanza, collegavano il centro arcaico in un flusso di scambi culturali commerciali, dall'area tirrenica all'area adriatica. Oltre che nell'affine cultura falisco-capenate, la diffusione degli oggetti materiali ritrovati è stata riscontrata nell'area Etrusca di Chiusi, l'Alto Fiora, il distretto Vulcente Orvietano e attraverso la valle del Nera e la conca Velina nell'area Osco-Sannita-Sabellica-Sabina, sino all'area medio-adriatica picena.

## Età romana repubblicana
Durante il periodo romano repubblicano, il centro arcaico di Poggio Sommavilla rimase attivo, verosimilmente, fino all'epoca della distruzione, da parte dell'esercito romano guidato dal tribuno consolare Marco Furio Camillo, di Veio, Capena e di Falerii Veteres, città con le quali ebbe intensa continuità di rapporti nel corso della sua storia culturale. In questo periodo si genera una nuova organizzazione sociale ed urbana del territorio. Nelle parti più alte nascono strutture abitative più complesse, le villae, residenze estive dei patrizi, con abitazioni organizzate all'attività produttiva pars rustica che comprendeva un fondo generalmente in relazione agli schiavi posseduti. La distribuzione delle terre meno fertili veniva assegnata alla popolazione locale.
Nella Valle del torrente Aia, in località fontanile Madonna del Piano, dove sono visibili i resti della costruzione a Torre romana, si suppone sia stato parte di un insediamento a pianta militare romana poi trasformato in un Foro romano dopo la distruzione del centro arcaico di Poggio Sommavilla.

## Età romana imperiale
In epoca romana imperiale, nella seconda metà del I sec d.C. l'area fu assoggettata al municipio romano di Forum Novum assegnato alla tribù Crustumina, regio IV Samnium et Sabina, che cessa la propria funzione nella media età imperiale nel III d.C. Ipotesi indicano il nome "Novum" in relazione al Foro romano di età repubblicana sorto dopo la distruzione da parte dei romani del centro arcaico di Poggio Sommavilla.
L'area si presume venne accorpata tra il 365 e il 399 d.C. circa, alla provincia romana Flaminia et Valeria della Dioecesis Italiciana imperiale suburbicaria. Nel 420 nella provincia Valeria della Prefettura del pretorio diocesi d'Italia romana imperiale. Singolare è l'assetto catastale romano che accomuna ancora in età alto medioevale l'agro foronovano all'agro falisco direttamente collegato attraverso la valle del torrente Aia con l'asse viario della via Tiberina e del Treja alla Flaminia.

## Reperti archeologici
- Tomba I, Calice con coperchio da decorazione graffita di un Cavallo, Alabastron a fondo piatto con fregio di cani in corsa, Aryballos con sfingi e cigni (perduti)  ceramica etrusco-corinzia VI sec. a.C. rinvenuti nella tomba ad un solo loculo nel 1896, si trovano Museo Archeologico di Firenze.

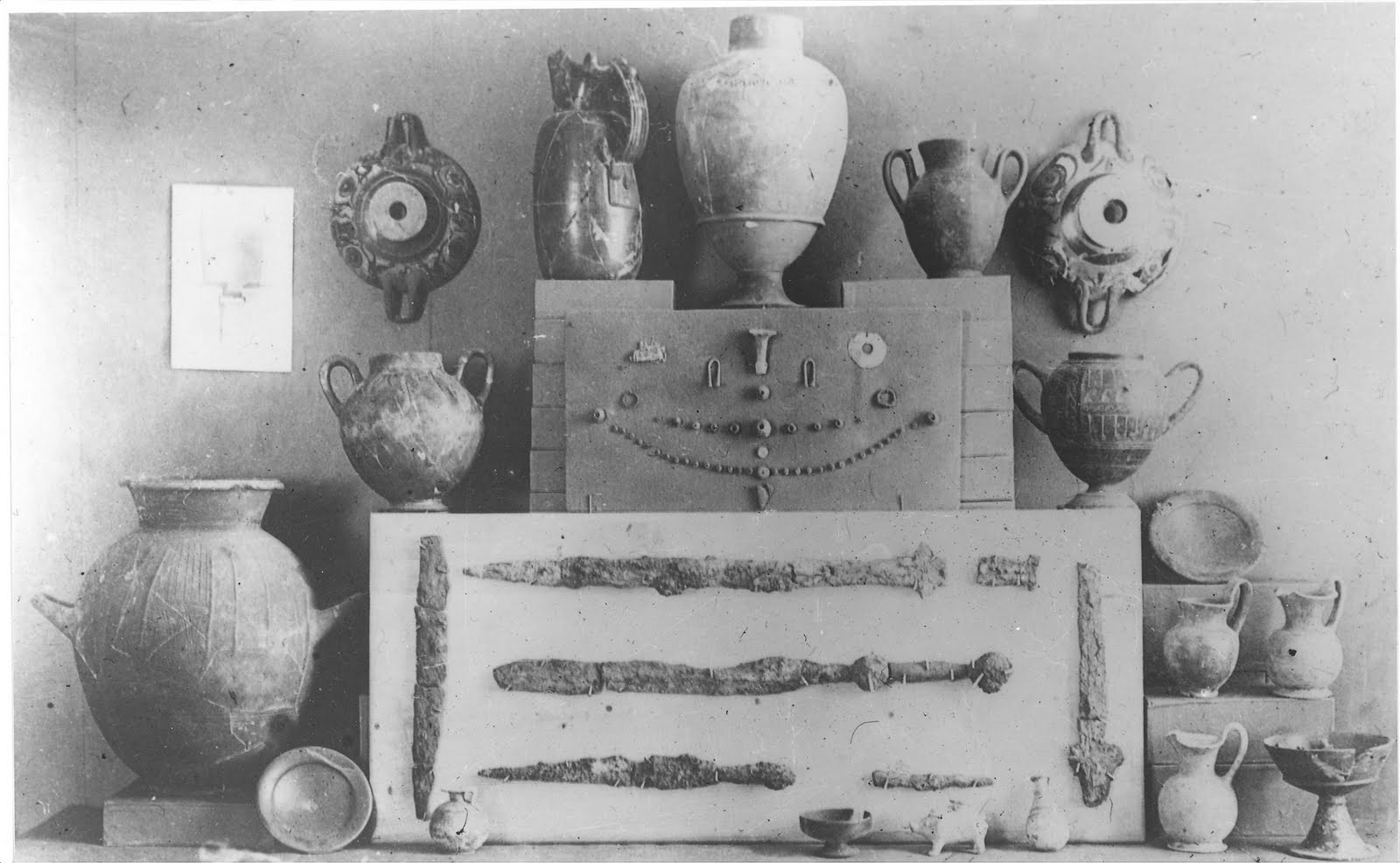
Necropoli di Poggio Sommavilla, Corredo Tomba II, scavi del 1896

- Tomba II, Balsamario a forma di cinghiale 136 ceramica etrusco corinzia, Aryballos globulare 135, scavi 1896, Olletta in bucchero con fregio ad aironi VI sec a.C. scavi del 1896, Oinochoe in bucchero con testa femminile fiancheggiata da due serpenti VI sec a.C. Calice 133 in bucchero, Onochoe 141 in bucchero, piattelli in bucchero 139-140, Pezzi adespoti in bucchero; Oinochoe 160, Olpe 164, Kantharoi 161-163 buccheri della prima metà-seconda metà del IV a.C. manufatti con analogie riscontrabili a Vulci, Orvieto, Poggio Buco, Chiusi e alla necropoli della Acciaierie di Terni. Anfora decorata con impressioni a cerchielli punzonati e fregi impressi con cilindretti di produzione artigiana locale, scavi del 1896, Firenze Museo Archeologico. Kylix due, e un certo numero di vasi Attici inseribili nel Leafless Group: Anfora a f.n. colla rappresentazione d'Ercole Musagete, che suona la lira innanzi a Giove,[42] Berlino 1857 VI sec a.C. Pittore di Londra B 228. Kylix a figure rosse, recante medaglione una figura di Nero armato conservata al Louvre VI sec a.C. Kylix, ceramica a figure rosse, Pantera Leopardo, 525-475 a.c necropoli di Poggio Sommavilla, musee du Louvre.[43] Kylix a figure rosse, firmata dal vasaio Hieron riferibile alla prima attività di Makron 490 a.C. conservata al Fitzwilliam Museum di Cambridge.[44]

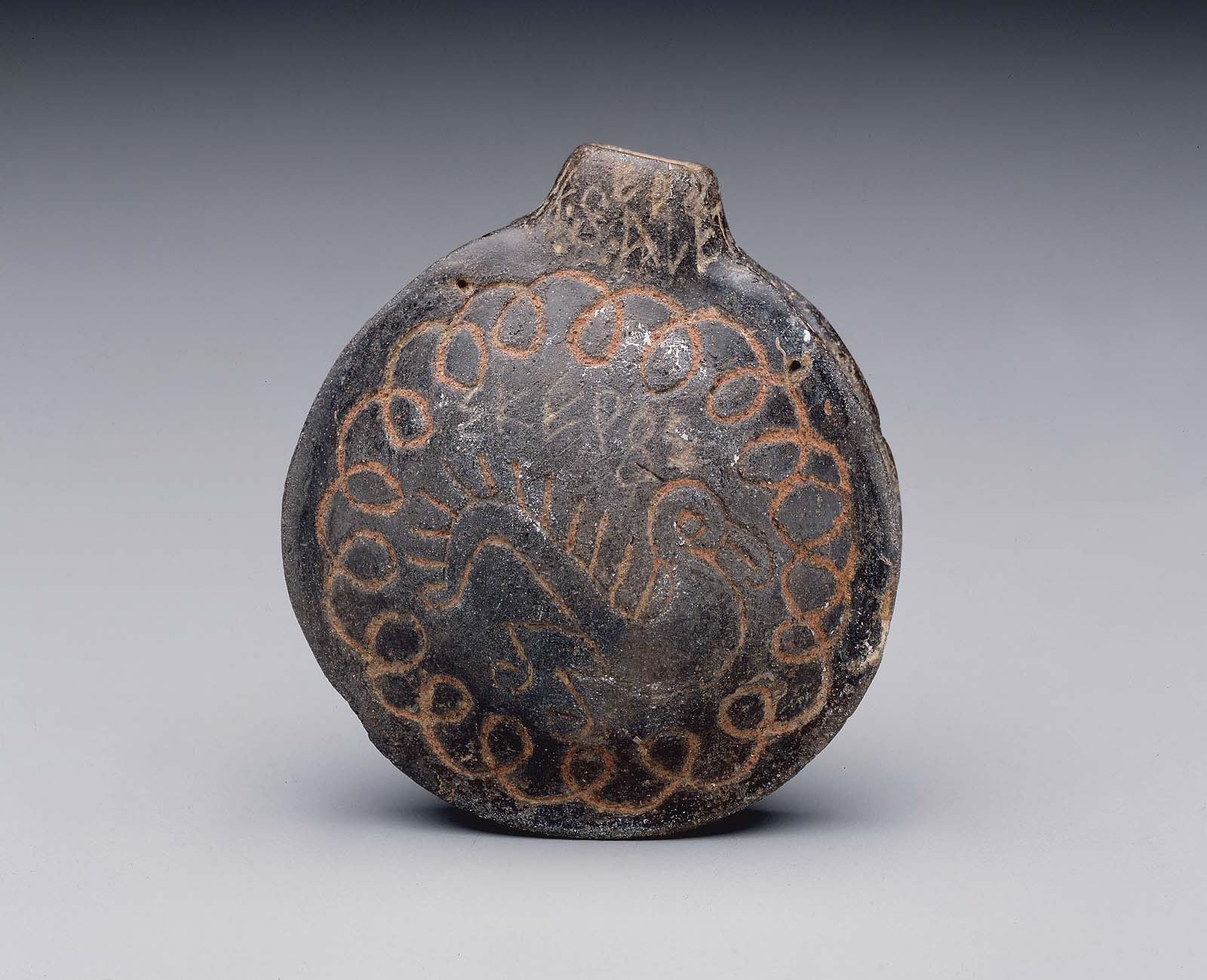
Fiaschetta pendaglio amuleto VII sec A.c iscrizione Poggio Sommavilla tomba III lato B

- Tomba III, Fiaschetta pendaglio amuleto in impasto bruno VII sec a.C. di Poggio Sommavilla con iscrizione affine all'area falisco-veiente, sigma a quattro tratti, forma dell'ypsilon (Mauro Cristofani)[45], appartenuta ad una donna, conservata dal 1901 nel Museum of Fine Art Boston venduta da Fausto Benedetti.[46]. Vasi delle officine ceramiche tipiche della zona Poggio Sommavilla, Magliano - Otricoli, grandi olle d'impasto bruno lucidato a stecca con il corpo scandito da cordoni plastici, calici a corolla e anforette a corpo ovoide su piede a tromba con decorazione a cilindretto sulla spalla d'impasto, scavi del Pasqui vendute al Museo Nazionale di Copenaghen.[47]. Vasi di impasto del corredo funerario, due Oplai, due Ollette, due Karchesia con cavalli, due Karchesia con triangoli decorati con tecnica a incavo. Coppia di Fuseruole che qualificano la deposizione come femminile. La tecnica graffita affinità ductus in entrambi i vasi è riconducibile allo stesso artigiano, la figura del Cavallo dominante nel territorio falisco ricorre a Poggio Sommavilla.
- Tomba IV, Piattelli Genucilia, due, con testa femminile del gruppo Falisco, forse oggi negli Stati Uniti.[48]. Cratere a colonna a figure Rosse, scena con musicisti di cetra lira necropoli di Poggio Sommavilla, Harvard Art Museums[49][50], venduto da Fausto Benedetti da Roma a Joseph Clark Hoppin nel 1897 proveniente dalla tomba 4 grotta 5, insieme a un certo numero di vasi, bronzi, perline e altri oggetti non decorati, ceduto poi nel 1925 al Fogg Art Museum.
- Tomba V, Crateri a calice ceramica a figure rosse del V sec a.C. opere eponime del pittore detto appunto di Sommavilla[51] venduti nel 1841 dal Fossati al Museo delle Antichità di Parma. Deposizioni di epoca arcaica e epoca ellenistica. La tomba V Pasqui (IV Benedetti)[52], in località I Grotti, con tre deposizioni, ha restituito anche il Thymiaterion n.256 falisco associato a un loculo, con oggetti di ornamento personali, anellino d'argento e collana di grani di pasta vitrea, un'anforetta in pasta vitrea e una coppa di ceramica a vernice nera, uno specchio frammentario con manico desinente a testa equina.[53]

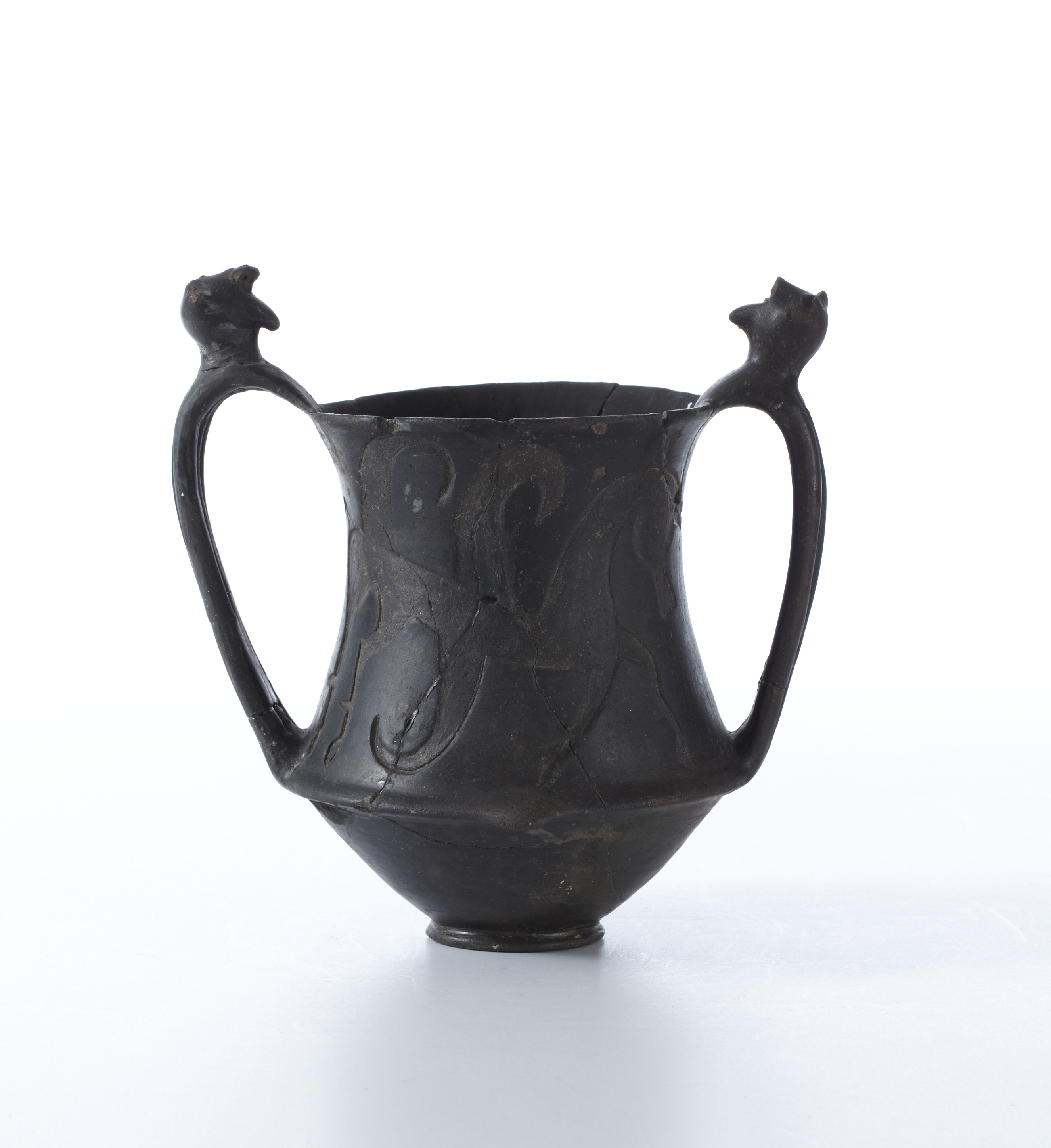
Kantharos con Cavallo stilizzato inciso su ceramica a impasto bruno, scavi del 1896 necropoli di Poggio Sommavilla, Museo Nazionale di Danimarca

- Tomba VII, Ipogeo a camera quadrata a tre loculi con pilastro centrale, con blocchi squadrati lapidei di chiusura. deposizione in loculi parietali note nel periodo arcaico a Capena, Narce, a Vignanello trova analogie nella deposizione in cassa lignea.[54] Documenti grafici, Archivio della Sopraintendenza delle Antichità di Firenze Anno 1909, fascicolo A/31.
- Gruppo di Tombe scavate nel 1896 da F. Benedetti, reperti venduti al Museo Nazionale di Danimarca: Kantharos con Cavallo stilizzato inciso su ceramica a impasto bruno.[55][56]
- Tomba 14, Soffitto decorato a doppio spiovente con columen centrale, travi perpendicolari, Mutuli e Cantherii scolpiti a formare il tetto displuviato chiusura con tegole poste a incastro. La tipologia di tomba a soffitto decorata si riallaccia all'architettura funeraria di Ceare Cerveteri, e all'area falisco-capenate, si trova nel fondo Stallone.
- Tomba 16, Tomba 20, Tomba 36, Semi colonna o unica colonna con funzione statica del tetto, chiusura con tegole poste ad incastro di tipologia architettonica affine all'area falisco-etrusco-capenate, fondo Stallone VII a.C. riutilizzo IV & II a.C.[57]
- Tomba 27, del tipo a fossa VII VI a.C. Alabastron, ceramica etrusco corinzia, cani in corsa, necropoli di Poggio Sommavilla.[58]
- Tomba 43,  Kylix del tipo ad occhioni con decorazione a vernice nera, conservata al Museo civico di Rieti.[59]
- Tomba 32, Kylix, ceramica a figure rosse 370 a.C. tomba 32, necropoli di Poggio Sommavilla[58]. Cratere a colonnette, ceramica a figure rosse, danze di satiri 375-350 a.c tomba 32, necropoli di Poggio Sommavilla, SBALazio etruria meridionale.
- Tomba 39, Kilyx, ceramica a figure rosse 480 a.C. tomba 39, necropoli di Poggio Sommavilla[58]
- Tomba 48, Oinochoe a figure rosse, scena festante, danza di una figura femminile che suona il tamburello insieme a una figura maschile nuda, Museo archeologico di Villa Giulia, Roma. Oinochoe a impasto grigio, con decorazioni equine VI sec. a.C.  Museo civico di Rieti[59]. Spada con fodero in ferro, VI sec. a.C.
- Stammos Falisco di soggetto dionistico 2953 IV a.C. Il Kylix con Scilla IV a.C. conservato a Bonn.
- Scudi orientalizzanti e placche da cinturone capenati, materiali più antichi e caratteristici trovati a Poggio Sommavilla.[60]
- Cratere a figure rosse rappresentazione del Pittore di Sommavilla, scena che descrive un'evocazione festosa affrettarsi verso il simposio, di una figura femminile con satiro che suona la cetra, Dioniso, un mulo sbrigliato e satiro con vaso per mescere il vino, ancora vuoto.[61][62]
- Pelike a figure rosse con figure femminili che osservano un melogranato, attribuita al pittore di Sommavilla V a.C.[63]
- In una tomba del VII a.C. è stato trovato un corredo vascolare e ornamenti personali di una donna insieme ai corpi dei suoi cinque cani, necropoli di Poggio Sommavilla, Collina dei Celsi fondo Stallone. (Jacopo de grossi Mazzorin, Claudia Minniti, Archeozologia)[64][65]
- Kylix del corteggiamento erotico (?)  giovani drappeggiati con le borse, donne, con ghirlanda e rametto; donna che abbraccia uomo coperto con bastone, sgabello, lekythos sospeso; CAVI-Soggetto: int.: donna che abbraccia un maschio; sedia. a-b giovani e donne; Iscrizioni CAVI: sull'area riservata di una maniglia, in bg, dip.: h ιερον εποιεσεν.[66]
- Corredi funerari della necropoli di Poggio Sommavilla sono esposti al Museo della Ceramica di Sermoneta[67]
- Disegno della decorazione di un Cratere ceramica a figure rosse 380-360 a.C. Sole sorge tra sei satiri, necropoli di Poggio Sommavilla, Museo archeologico di Parma.
- Cratere a calice ceramica a figure rosse, raffigurante dio Helios tra i raggi solari, dramma satiresco non identificato, stile eclettico attribuito al ceramografo detto Pittore di Sommavilla V A.c. rinvenuto a Poggio Sommavilla da Melchiade Fossati, venduto nel 1841 all'allora direttore del Museo di Parma Michele Lopez, Museo archeologico di Parma.[68][69]
- Un piatto con presine in stile lineare e un'olpe del gruppo degli archetti intrecciati ceramica etrusco-corinzia, provenienti da Cerveteri
- Abitato arcaico, due resti di Strutture di tufo, tegole wikander I di impasto bruno decorate, olle stammoidi a impasto rosso,  calici su piede in bucchero, ciotole di argilla decorata, Pesi da telaio con foro passante in argilla, Peso rettangolare con decorazione di sei impressioni a crudo di forma ellissoidale con motivo floreale a sette petali divise da un registro orizzontale, analogo a un ritrovamento nell'abitato di Tarquinia, sul fondo di calpestio i frammenti risultano vistose tracce di bruciato sulla superficie, scavo 1993, fondo Moiani, Soprintendenza Archeologica del Lazio e dell'Etruria meridionale.[70]
- Abitato arcaico, Resti strutturali di Fondi di Capanne, età del ferro-orientalizzante a forma sub-circolare, analoghi ai centri falisci e dell'etruria meridionale, Coppi a impasto rosso wikander I II, scavi '80 '90 2000, fondi Pinardi, Casale Tosti-Ara dei Celsi, Soprintendenza Archeologica del Lazio e dell'Etruria meridionale.[71] La struttura meglio leggibile è quella individuata dallo scavo effettuato in proprietà Moiani. Essenziali risultano in proposito anche le testimonianze di M.A. Firmani, V. Menicucci e C. Taizzani, presenti al momento dei rinvenimenti effettuati in seguito a scassi edilizi susseguitosi sul territorio nel corso degli anni '80, da ultimo, su l'intervento di scavo citato in[72]. Dai Manufatti e la documentazione dei fondi capannicoli 1-4-5 depositata presso il Museo Civico archeologico di Magliano Sabina, si può osservare la grande quantità di frammenti di ceramica a impasto bruno rispetto a quella di impasto rosso. Inoltre, dal fondo Pinardi provengono due coppi frammentati ad impasto rosso con numerosi inclusi di augite tipo Wikander I e III. b[73] compresa l'area del bocciodromo ex campo di calcio, Archivio Soprintendenza Archeologica del Lazio Etruria meridionale 6-4-1979. Il modello insediativo che appare delinearsi a Poggio Sommavilla nell'età del Ferro con nuclei capannicoli a breve distanza tra loro e aree necropolari sparse sembrerebbe strettamente collegato con il coevo quadro insediativo prodotto dall'abitato di Veio[74]
- Quota 103, Abitato arcaico e area necropolare, Ciotole monoansate con orlo rientrante o sferico-ovoidale, doli del tipo a maniglia semicircolare.[75][76]
- Area Portuale di Campo Rampone sono presenti resti di basolati e frammenti fittili, ceramica tegole arcaiche, materiali in bucchero, e materiale di epoca romano imperiale connessi.
- Fornace del tratturo del sacramento di tipo d1 non ancora scavata appare il prefurnio con frammenti del piano forato, frammenti di laterizio non bollati[77][78]  sul terreno intorno, scarti di cottura. Probabilmente la fornace doveva rientrare tipologicamente nella categoria 1d a pianta circolare, con corridoio centrale e piano forato sostenuto da una complessa e organica struttura muraria formata da una successione di archi intervallati ad intercapedini e da una serie di muretti ortogonali all'asse centrale della classificazione formulata da Cuomo[79] A breve distanza della fornace su una scarpata prospiciente il torrente Aia è stata individuata la cava di argilla.[80][81]
- Area del pozzo votivo del Ponte del Peccato, oggetti votivi[82][83], frammento di colore rossiccio relativo ad un oggetto votivo, due tessere di arenaria e selce di piccole dimensioni, quella in selce quasi integra, terracotta depurata. Frammenti fittili, orlo frammentario di piccola olla, orlo di dolio, parete di dolia con decorazione a didate di impasto bruno e rosso. Elementi architettonici 1 base angolare frammentaria di piccole dimensioni, in argilla giallina di piccole dimensioni.[84][85]
- Colli Oti Bocciodromo Poggio Sommavilla, elementi architettonici di antefisse in argilla a tre scanalature, materiale ceramico di epoca arcaica bruno rossiccio, nuclei di malta e di coccio pesto di età romana imperiale, sigillata italica, sigillata chiara e numerosi strumenti litici finiti, punte di lancia, frecce, raschiatoi, del Paeleolitico medio[85][86]
- Scudi in lamina bronzea di produzione Veiente[87]
- Si tratta di una serie di numerosi vaghi in pasta vitrea di varie dimensioni, blu e bianchi con cerchietti bianchi e gialli del V IV III a.c. tomba 1, Localita' Stallone, Necropoli di Poggio Sommavilla, SBALazio etruria meridionale,Tivoli [88][89][90].
- Anello digitale, laminatura in argento, eta arcaica, Tomba 8, Localita' Stallone, Necropoli di Poggio Sommavilla, SBALazio etruria meridionale, Tivoli[91][92][93].
- Fibula ad arco serpeggiante, fusione in bronzo, (Guzzo classe F, tipo 1) VI ac, Tomba 2, Localita' Stallone, Necropoli di Poggio Sommavilla, SBALazio etruria meridionale,Tivoli.[94][95][96].
- Fibula, frammento, fusione in bronzo, lavorazione a pinza, (Guzzo, classe d, tipo II) VI a.c. Tomba 10, Necropoli di Poggio Sommavilla, SBALazio etruria meridionale, Tivoli.[97][98][99].
- Gancio, fusione in bronzo, eta' arcaica, Tomba 15, Localita' Stallone, Necropoli di Poggio Sommavilla, SBALazio etruria meridionale, Tivoli[100][101][102].
- Sauroter, forgiatura in ferro, VI V a.c. Tomba 8, Localita' Stallone, Necropoli di Poggio Sommavilla, SBALazio etruria meridionale, Tivoli[103][104][105].
- Spada, forgiatura in ferro, V VI a.c. Tomba 1, Localita' Stallone, Necropoli di Poggio Sommavilla, SBALazio etruria meridionale, Tivoli[106][107][108].
- Sauroter, forgiatura in ferro, V VI a.c. Tomba 8, Localta' Stallone, Necropoli di Poggio Sommavilla, SBALazio etruria meridionale, Tivoli[109][110].
- Spada, elsa, pomo, Tomba 1, VI a.c. forgiatura a ferro, necropoli di Poggio Sommavilla, SBALazio etruria meridionale, Tivoli[111][112][113].
- Spada, elsa, pomo, forgiatura in ferro, V VI a.c. Tomba 8, Necropoli di Poggio Sommavilla, SBALazio etruria meridionale, Tivoli [114][115][116].
- Spada, elsa, pomo, forgiatura in ferro, VI a.c. Tomba 1, Localita' Stallone, Necropoli di Poggio Sommavilla, SBALazio etruria meridionale, Tivoli[117][118][119].
- Spada, elsa, pomo, forgiatura in ferro, VI a.c. Tomba 1, Localita' Stallone, Necropoli di Poggio Sommavilla, SBALazio etruria meridionale. Tivoli [120][121][122].
- Sauroter, forgiatura in ferro, V VI a.c. Tomba 6, Localita' Stallone, Necropoli di Poggio Sommavilla, SBALazio etruria meridionale, Tivoli[123][124][125].
- Punta di lancia, forgiatura in ferro, V VI a.c. Tomba 8, Localita' Stallone, Necropoli di Poggio Sommavilla, SBALazio etruria meridionale, Tivoli[126][127][128].
- Sauroter, forgiatura in ferro, V VI a.c. Tomba 8, Localita' Stallone, Necropoli di Poggio Sommavilla, SBALazio etruria meridionale, Tivoli[129][130][131].
- Spada, forgiatura in ferro, V VI ac, Tomba 1, Necropoli di Poggio Sommavilla, SBALazio etruria meridionale, Tivoli[132][133][134].
- Impugnatura di spada, forgiatura in ferro, VI ac, Tomba 1, Localita' Stallone, Necropoli di Poggio Sommavilla, SBALazio etruria meridionale, Tivoli.[104][135][136].
- Sauroter[137], tallone in metallo di una lancia oplita, forgiatura in ferro, VI V 599-500 a.c. Tomba 1, Localita' Stallone, Necropoli di Poggio Sommavilla, SBALazio etruria meridionale, Tivoli[138][139][140].

### Materiali al Museo Archeologico di Firenze
- Tomba I, VII a.C. scavi del Benedetti 1895[141][142]  129 Calice a corolla[143][144] 130 Coperchio con decorazione graffita[145][146] 131 Piatto etrusco corinzio[147][148][149] Oggetti votivi, resoconto di scavo[150]
- Tomba II, VII a.C. a camera a pianta trapezoidale con un loculo su ciascuna parete ingresso ad ovest, preceduto da breve corsia.[151][152] 132 Olla stammoide d'impasto[153][154]  133 Calice in bucchero nero[154][155] 134 Olletta in bucchero nero[156][157]   135 Aryballos globulare etrusco-corinzio[157][158][159][160] 136 Balsamario Plastico etrusco-corinzio[157][161][162] 137 Oinocoe a becco in bucchero di foggia peculiare dipende da prototipi in lamina bronzea, per la forma si può ricordare una consimile brocca da Numana[163][164][165][166] 138 Anforetta in bucchero grigio[166][167][168] 139  - 140 Piattelli su piede di bucchero[166][169][170] 141 Oinochoe di bucchero grigio[166][171] 142 Kilix Attica a occhioni 500 a.c.[172][173][174] 143 Kylix attica a occhioni[174][175][176]
- Tomba III, VII a.C. a camera di tipo trapezoidale con una deposizione in cassa lignea, fu rinvenuta ai piedi dell'altura leggermente franata[177][178] 144 Anfora di bucchero grigio con decorazione a cilindretto, cerchielli trattini e fregi zoomofi quadrupedi equini, peculiarità di produzione sommavillana[179][180][181][182] 145 Askos ad Anello, presenta strette analogie di ordine tipologico e decorativo,  spirale graffita ricorrente, con un Askos rinvenuto nella tomba LIV della necropoli di Contrada s. Martino a Capena[183][184][185][186] 146 Olla d'impasto con quattro anse, sembra ispirata ad esemplari di Poggio Buco, ma non ignota a Capena[186][187][188][189] 147 Olla a corpo globulare con protomi di grifo di tipo tubolare a becco aperto con motivi di palmetta a petali, assai diffusa nell'agro di Faleri Veteres[190], come quella rinvenuta a Trevignano[191][192][193] 148 Olla d'impasto, graffita come in uso su buccheri nel VII a.C. e decorata a tacche sulle nervature note a Capena[193][194][195] 149 Olla d'impasto buccheroide decorata ad archetti multilineari con protrome di uccello VII a.C.[196][197] 150 Coperchio calicetto d'impasto a piede troncoconico, bacino decorato a graffito ocra rossa da 6 elementi fitomorfi disposti a raggera, stringente è un confronto con un vaso Capenate della necropoli di s. Martino[198][199][200] 151 Piatto d'impasto con orlo decorato e graffito da una catena di archetti intrecciati, morfologia e motivi attestati a Capena[201][202][200] 152 Piatto su piede d'impasto decorazione graffita a zig-zag[200][203][204] 153 Olletta d'impasto bruno su piede a tromba a corpo globulare con decorazione graffita, riscontrata anche a Orvieto[205] e Chiusi[206][207][208] 154 Attingitoio d'impasto decorato con graffiti a temi floreali e fitomorfi, excisa una figura di airone[208][209] 155 Olletta biansata di impasto a corpo globulare decorata a excisione[208][210] 156 Coppa su alto piede con anse a corolla[211][212] 157 Pyxis[213] d'impasto bruno, con prese a linguetta attraversata da un foro pervio per la sospensione, esemplari affini sono stati rinvenuti a Tarquinia[214], a Civita Castellana Faleri Veteres[215] e a Mazzano con decorazione incisa[212] 158 Anfora in bucchero con fregio a cilindretto su piede a tromba a corpo ovoidale, decorazioni a fregio di quadrupedi equidi?  alternati a segni ad uncino, protomi di uccelli? uguale al reperto 144 tomba III[216] 159 Coperchio calice in bucchero nero, sotto il piede serie di 7 doppi cerchielli impressi, concentrati ad un cerchiello centrale, all'esterno del bacino sequenza di 15 cerchielli doppi analoghi ai precedenti[217][218] 160 Oinochoe in bucchero nero a bocca trilobata VII a.C.[218][219][220] 161 - 162 -163 Kantharos in bucchero nero forma canonica su piede a tromba, i Kantharoi appartengono al c.d. tipo canonico datato tra il primo quarto del VI a.c.[221] al secondo quarto del VI a.c.[222][223]  164 Olpe di bucchero grigio privo di ornati, uno simile è stato rinvenuto nella tomba C[224] della necropoli capenate  di monte Cornazzano[225][226][227] 165 Alabastron corinzio decorato da coppie di fascette a 10 fila di punti guttiformi[227][228] 166 Alabastron etrusco-corinzio vernice evanide, argilla giallina, decorata a fascette paonazze, decorazione comune etrusco-corinzia, datato tra il VII e VI a.C.[229][230][231][232] 167 Alabastron etrusco-corinzio a corpo ovoidale con tondello incavato al centro, decorato sul corpo con fregi di cani in corsa realizzati a macchia, intramezzati da bande brune con suddipinta una lista paonazza, esemplari identici sono pubblicati in The Tombs of Fosso Pietrisco and Valle Vesca[233] Blera [232][234][235]

### Materiali al Museo Nazionale di Copenaghen

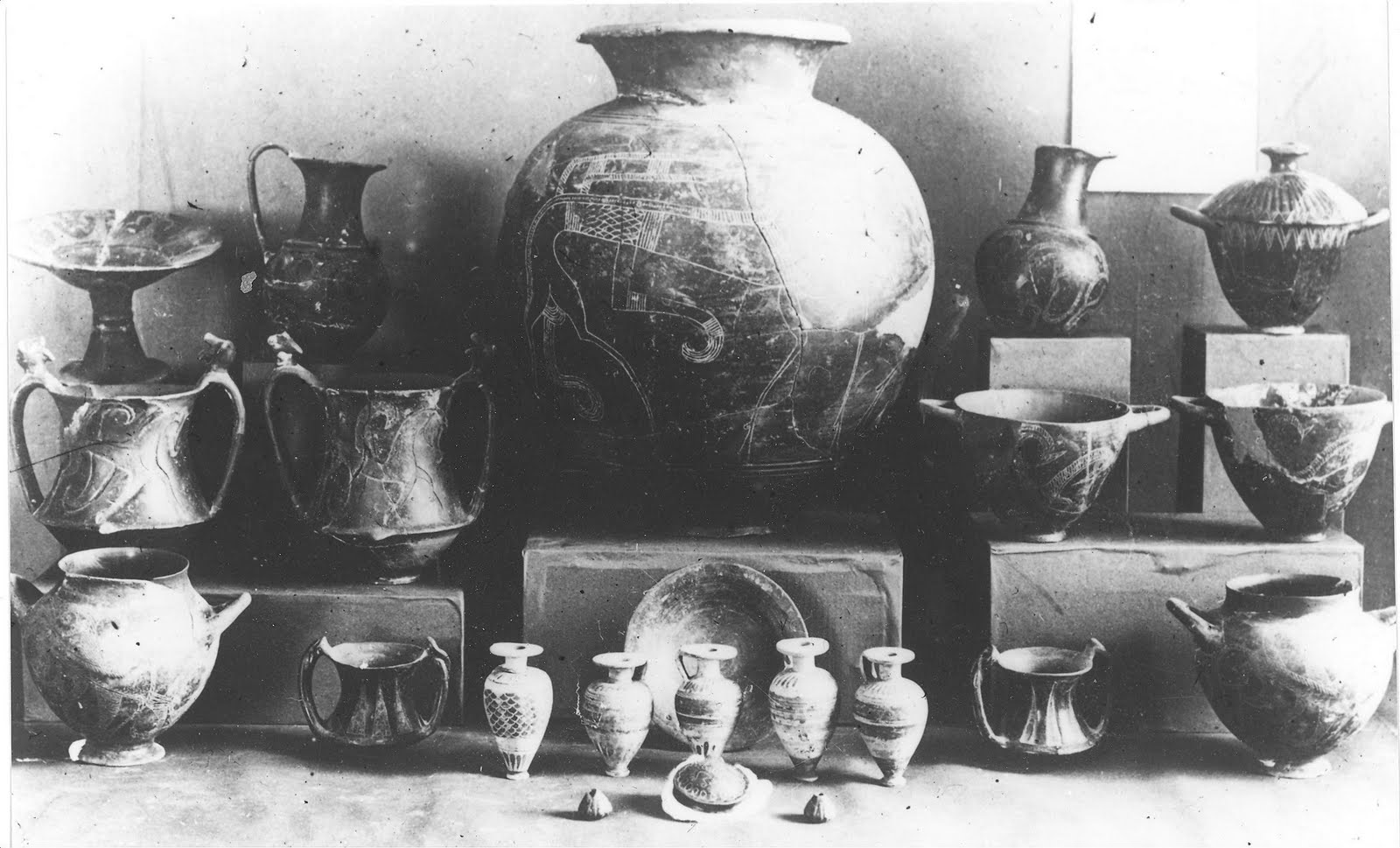
Corredo tomba III necropoli di Poggio Sommavilla, scavi del 1896

Il Materiale proviene dalla tomba III. Al medesimo complesso appartengono la grande anfora n. 144 al Museo Archeologico di Firenze e una fiasca lenticolare con iscrizione, oggi perduta. Tomba a pianta trapezoidale con calatoia. Complesso piuttosto omogeneo. Gli aryballoi con decorazione a squame nn. 168 e 169 riportano ad una classe piuttosto nota, largamente attestata in molti centri dell'Etruria e del Lazio arcaico in complessi databili all'orientalizzante recente: esemplari simili sono presenti a Caere Cerveteri nella camera degli alari. Ricollegabili al Gruppo a Squame, databili tra il 630-610. Inseribili nel medesimo arco cronologico gli aryballoi con decorazione a giri di petali e a fasce orientalizzanti. Il notevole numero di impasti documentati riportano al repertorio tipico della produzione falisca, sia per le forme, sia per il modulo decorativo. Tipico elemento è il cavallo fantastico equide alato, con ali variamente disposte. Il corredo in questione è il più antico scoperto nella necropoli di Poggio Sommavilla. Può essere inquadrato cronologicamente all'ultimo trentennio del VII secolo A.c.
- 168 - 169 - 170 - 171- 172 Aryballos Pintiformi[237][238][239] Gli Aryballoi con decorazione a squame n. 168 e 169 riportano ad una classe piuttosto nota attestata in molti centri dell'Etruria e del Lazio arcaico in complessi databili al periodo orientalizzante recente: esemplari sono presenti a Caere Cerveteri nella camera degli alari. Ricollegabili al gruppo a Squame, databili tra il 630-610 a.c.[239] 173 Coppa d'impasto, sull'orlo due piccoli fori per la sospensione[240][241] 174 Olla d'impasto globulare a decorazione incisa teoria di cavalli fantastici contorni bianchi dagli animali si alza una grande ala, piegata ad angolo retto, forma di olla cui si ritrovano esemplari a Capena arcaica, ma soprattutto a Faleri Veteres Civita Castellana e Narce[241][242][243] 175 Olpe d'impasto a decorazione incisa sul corpo due grandi cavalli fantastici con grandi ali[241][244][245] 176 Olpe d'impasto forma e decorazione come la precedente[241][246][247] 177 Piatto su alto piede ad impasto marrone lucidato a stecca, decorazione incisa, i contorni del disegno di ocra rossa su bordo corona di palmette stilizzate[248][249][250] 178 Kotyle d'impasto bruno con decorazione di due cavalli alati gradienti a destra[250][251] 179 Kotyle d'impasto forma e decorazione simile al precedente[250][252][253] 180 Kotyle d'impasto bruno lucidato a stecca, decorazione incisa con una serie di punti sotto l'orlo, sotto a zig-zag a doppio margine, la produzione di Kotyle come anche il n. 178 - 179 è attestata comunemente prima della metà del VII a.c.  a Caere Cerveteri in bucchero, ad impasto sono documentati a Veio e Narce[250][254][255] 181 Coperchio con presa a bottone, impasto bruno con decorazione incisa lungo il bordo con serie continua di angoli[256][257][258] 182 - 183 Ollette globulari d'impasto bruno lucidato a stecca, decorazione di due cavalli alati gradienti a destra. Come per la olla n. 174 il corpo del cavallo non ha più niente di naturalistico ma si dissolve in un puro elemento di decorazione[258][259][260] 184 - 185 Kantharos d'impasto bruno lucidato a stecca in superficie, corpo ad alte pareti con profilo concavo, base a calotta emisferica piede a disco; anse bifide, sopraelevate, sormontate da due protomi di ariete rese schematicamente, decorazione ad incavo sul corpo, cavallo alato, equide, gradiente a destra. Produzione falisca, caratteri tipici la terminazione plastica delle anse e la tecnica decorativa[258][261][262] 186 - 187 Kantharos ad impasto bruno lucidato a stecca, decorazione ad incavo, sul corpo alti triangoli con il vertice in alto[236][263][264]

## Bestiario fantastico
Dagli animali fantastici incisi nei reperti della necropoli del centro arcaico di Poggio Sommavilla, emergono analogie strettissime con i materiali di area capenate e falisca. Con questi condividono chiari contatti con la ceramica etrusca, quella geometrica – databile a una fase più antica – e la coeva etrusco-corinzia: elementi comuni appaiono sia nella scelta dei soggetti che nella resa dei fregi zoomorfi. La tomba 3 di Poggio Sommavilla ha rilasciato un corredo caratterizzato da unità di impianto decorativo e attribuibile a una sola officina Locale, prevalgono figure equiniformi, simili sono state ritrovate su olle nella necropoli del Giglio.

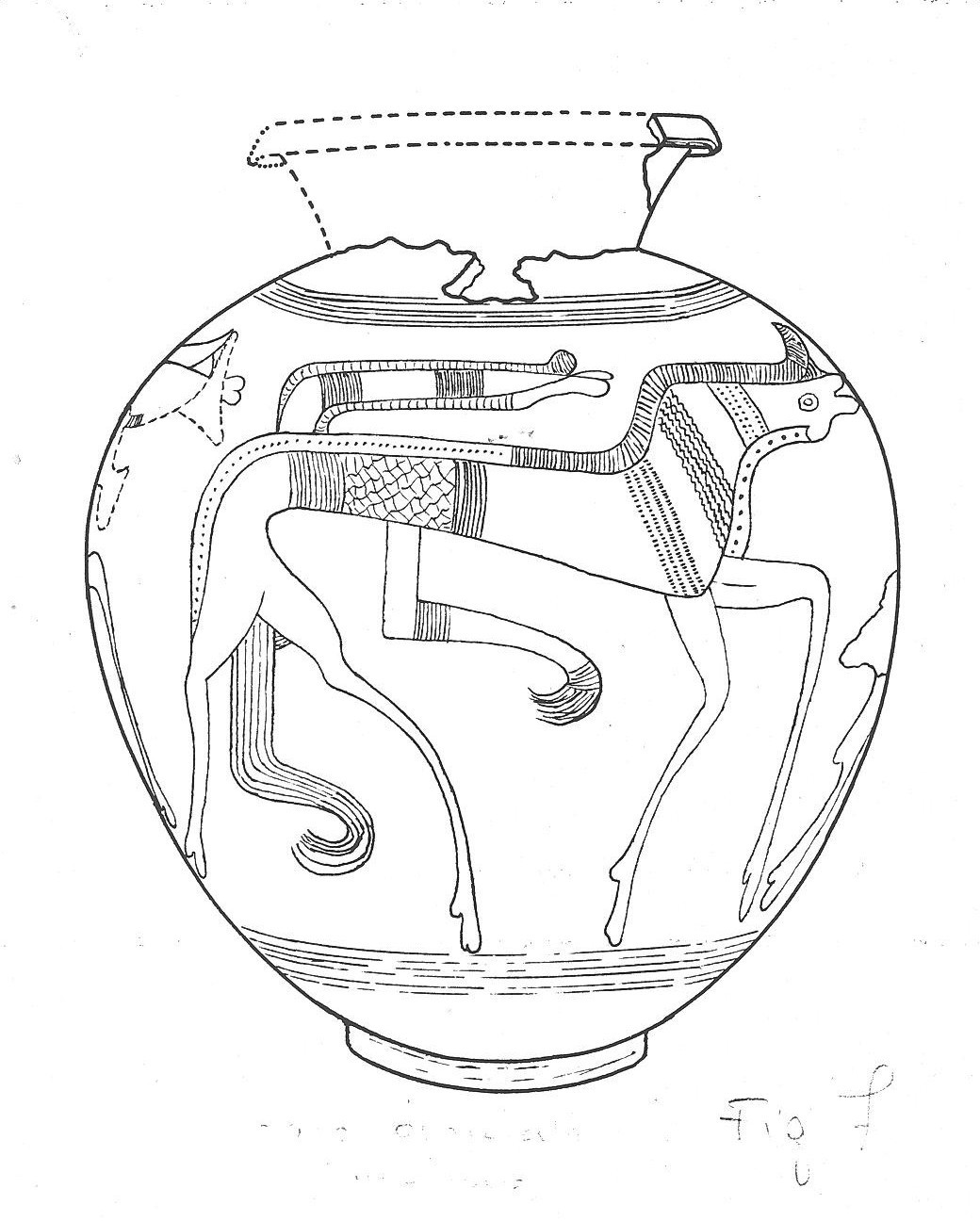
1 chimera equina, tomba III necropoli Poggio Sommavilla scavi 1895, Salskov Robert 1974
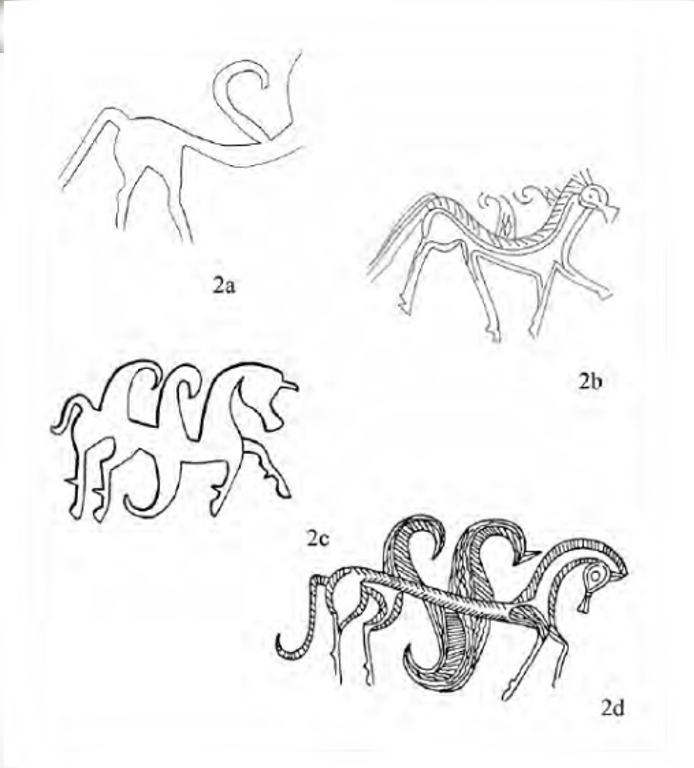
2 equide alato, necropoli di Poggio Sommavilla scavi del 1895. Disegno 2 Biella 2007a - 2b Archivio Soprintendenza Archeologica Toscana - 2c 2d Magda Cantu'
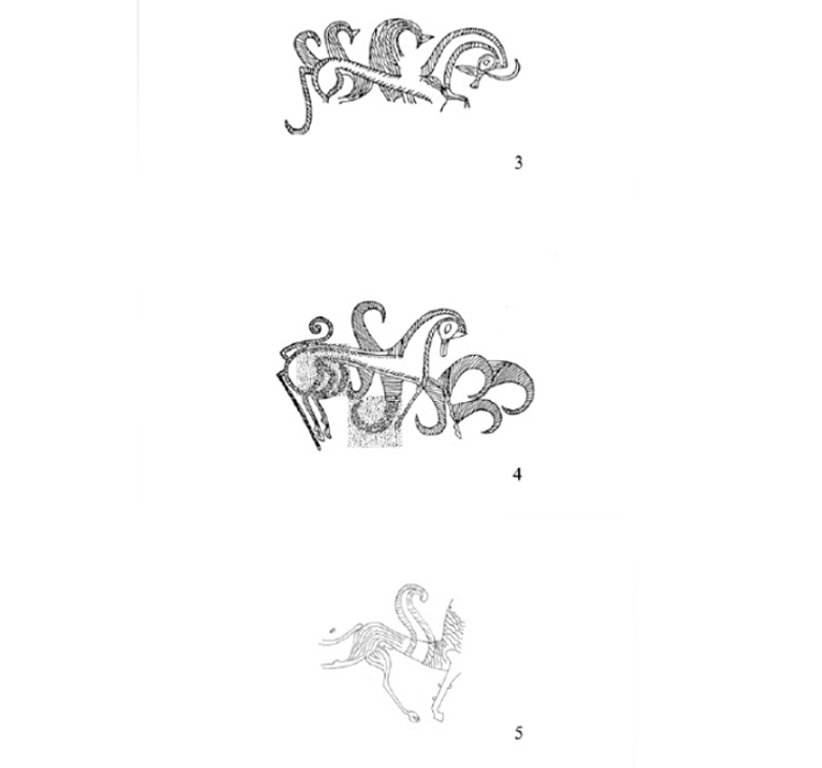
3 equide caprino, 4 equide felino, 5 leone alato equide, necropoli Poggio Sommavilla scavi del 1895. Disegni 3, 4 Magda Cantu' - 5 Archivio Soprintendenza Archeologica Toscana
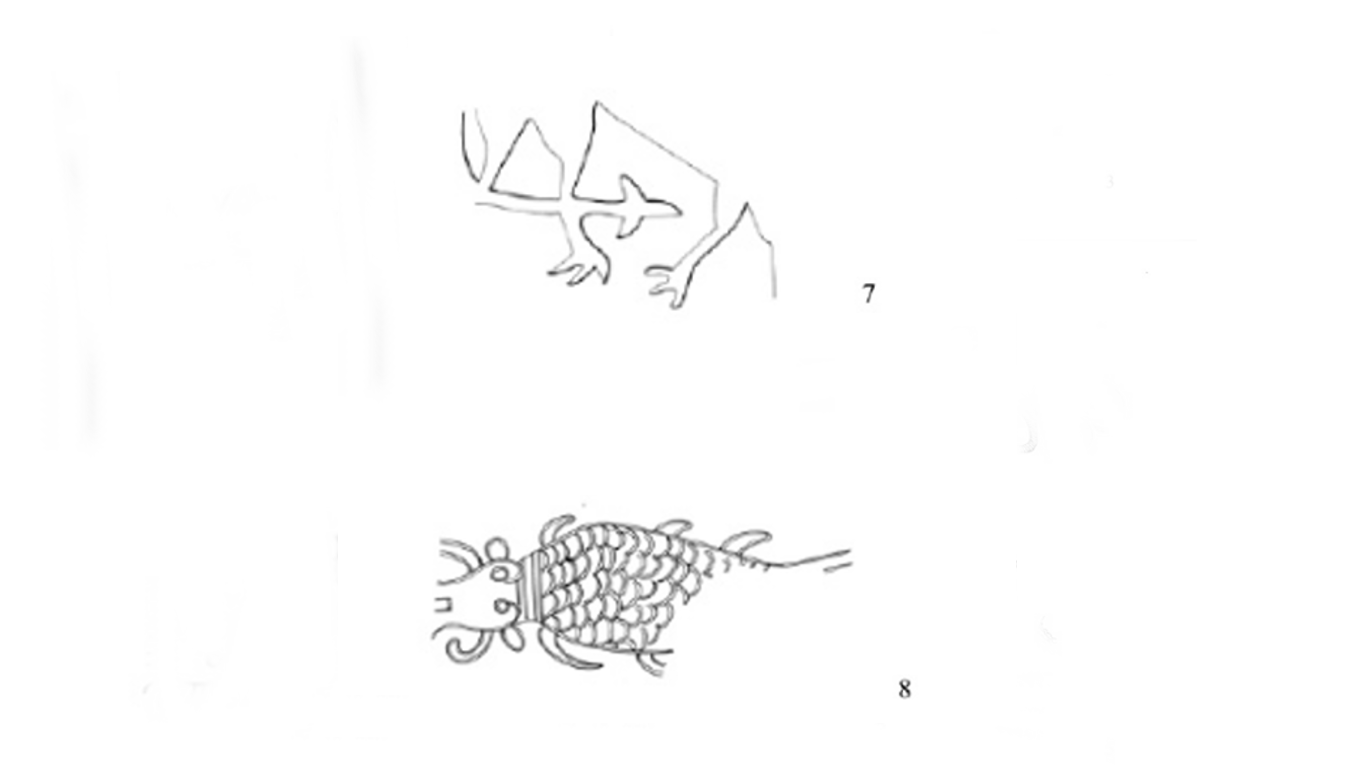
7 equide felino, 8 pesce serpente tauriforme, necropoli Poggio Sommavilla scavi del 1895. Disegni Magda Cantù - Archivio Soprintendenza Archeologica Toscana
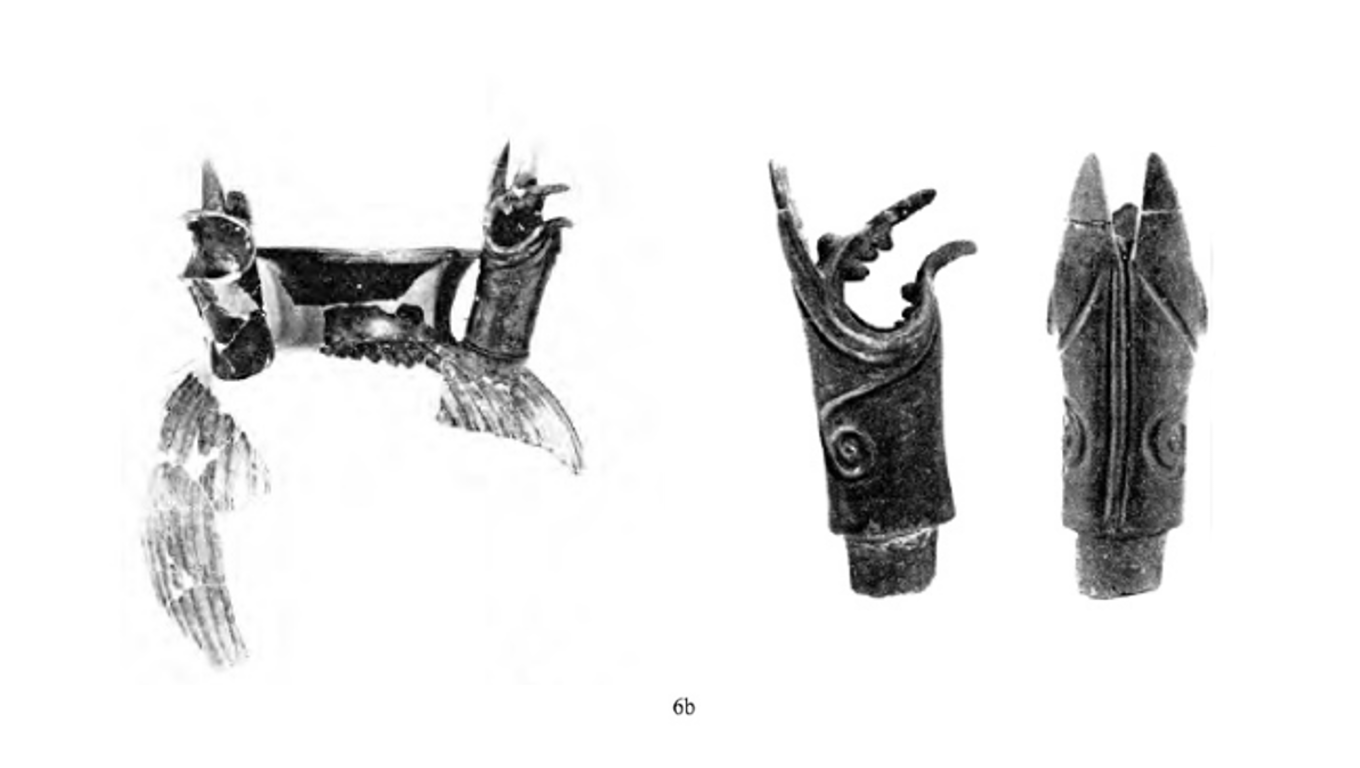
Olla 6b equide grifoide, necropoli Poggio Sommavilla scavi del 1895, Cristofani - Martelli 1977
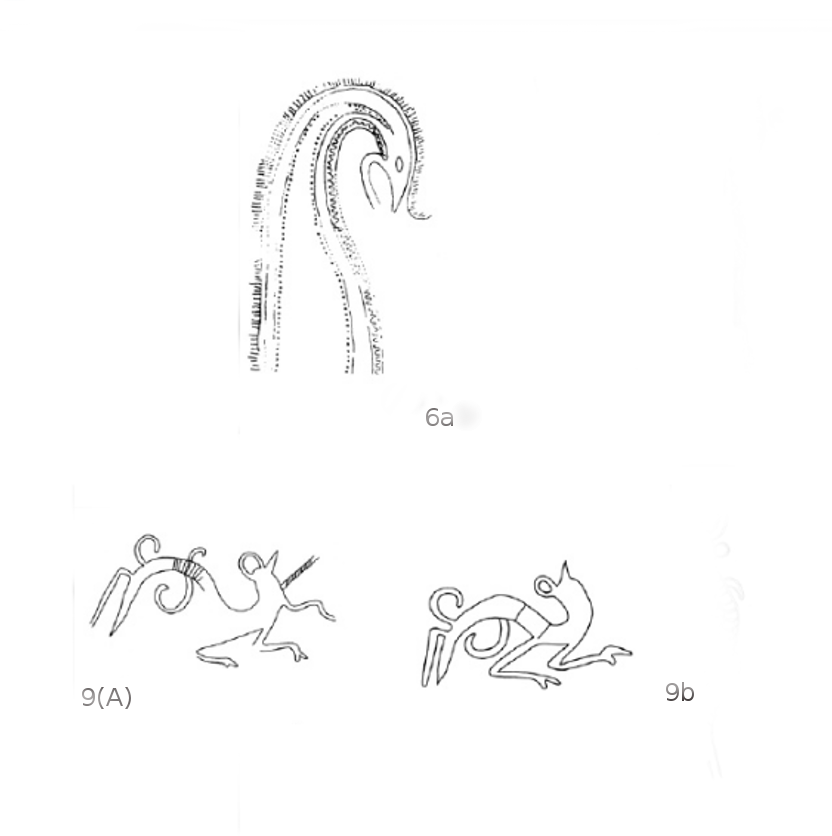
Animale alato fantastico non identificato 9A 9b excisione su Olla tomba II VI a.C. necropoli di Poggio Sommavilla, 6a ippogrifo necropoli del Giglio

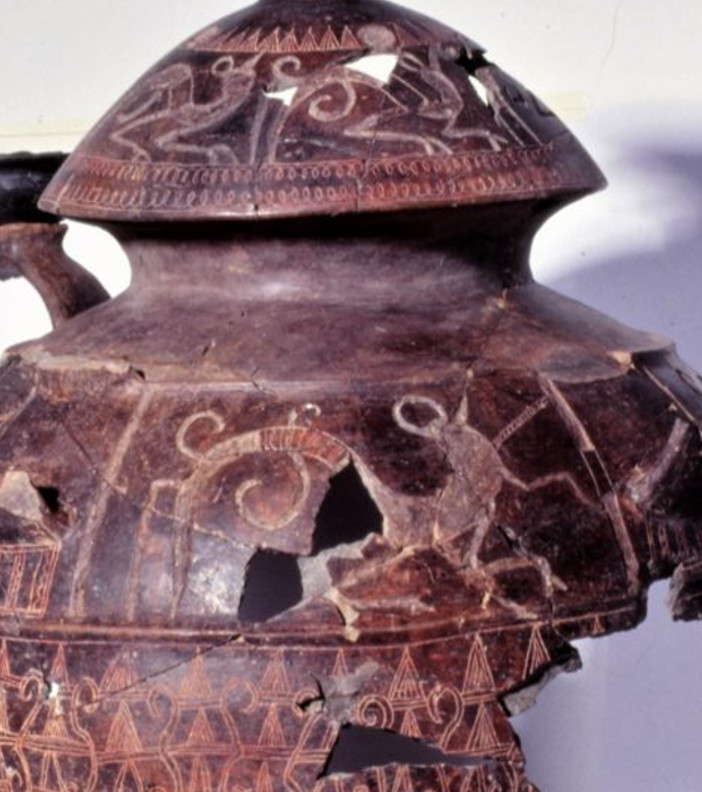
9 animale alato, excisione su Olla composita, VI a.C. tomba II necropoli di Poggio Sommavilla, archivio Soprintendenza Archeologica del Lazio e dell'Etruria Meridionale

- 1. chimera equina: muso cuoriforme, dorso segnato da doppio contorno campito con tratteggio obliquo nella porzione anteriore, con ﬁla di puntini in quella posteriore, corpo con decorazione a rete sul quarto posteriore, coda desinente in protome equina. Tecnica: incisione Attestazioni: Poggio Sommavilla, scavi Benedetti, (olla)[266]
- 2. equide alato, 2a: corpo assottigliato, un’ala sottile conformata a ricciolo sulla schiena. Tecnica: excisione Attestazioni: Poggio Sommavilla, scavi Benedetti, spor. (coperchio)[267] 2b: muso triangolare, dorso disegnato a contorno doppio e campito con segmenti obliqui, due piccole ali sulla schiena campite con linee tremule Tecnica: incisione Attestazioni: Poggio Sommavilla, scavi Benedetti, (coperchio)[268] 2c: corpo allungato, larghe ali conformate a uncino impostate sulla schiena e sul ventre, zampe segnate da speroni, coda piuttosto corta e lievemente ricurva Tecnica: excisione Attestazioni: Poggio Sommavilla, scavi Benedetti, (kantharoi ad alto collo)[269] 2d: corpo allungato, collo e cosce segnate da contorno doppio campito da segmenti obliqui, larghe ali conformate a uncino impostate sulla schiena, sul ventre e sulla zampa anteriore, campite con fasci di linee oblique o con linee a zig-zag, lunga coda diritta o leggermente ricurva). Tecnica: incisione Attestazioni: Poggio Sommavilla, scavi Benedetti, (olletta[270], kotyle, olpai[271]), Poggio Sommavilla, scavi Soprintendenza Archeologica del Lazio e dell'Etruria meridionale, sulla collina dei Gelsi (coperchio del calice a corolla e olla)
- 3. equide con protome caprina: corpo allungato, collo e cosce segnate da contorno doppio campito da segmenti obliqui; ali disposte sulla schiena, sul ventre e sulle zampe anteriori; piccolo elemento ricurvo sulla fronte e talora una sorta di barbetta triangolare sotto il muso che rimandano alla pro-tome caprina; campiture a fasci di linee oblique e tremule; lunga coda diritta o leggermente ricurva. Tecnica: incisione Attestazioni: Poggio Sommavilla, scavi Benedetti, (kotylai[272], olpai[273])
- 4. equide con caratteri felini: corpo equino allungato, collo e cosce segnate da contorno doppio campito da segmenti obliqui, ali disposte sulla schiena, sul ventre, sulle zampe anteriori, sul posteriore oltre alla lunga coda rettilinea equina, una seconda coda volta verso l’alto e desinente in ricciolo di aspetto felino. Tecnica: incisione Attestazioni: Poggio Sommavilla, scavi Benedetti, (olletta)[270]
- 5. leone alato con caratteri equini: corpo snello, cosce campite con linee che seguono l’andamento del profilo, criniera segnata da linee tremule, ala a doppio contorno campito con segmenti obliqui, zoccoli equini, lunga coda in movimento Tecnica: incisione Attestazioni: Poggio Sommavilla, scavi Benedetti, sporadico (coperchio)[274]
- 6. ippogrifo, 6a: protome con criniera equina, bocca grifoide, sul profilo anteriore doppio contorno campito con linea ondulata (o a zig-zag), profilo interno sottolineato da linea continua e serie di tacchette. Tecnica: incisione Attestazioni: Magliano S. necropoli del Giglio (olla)[275] 6b: orecchie equine, occhi prominenti, bocca grifoide con denti acuminati. Tecnica: plastica Attestazioni: Poggio Sommavilla, scavi Benedetti (olla a elementi compositi)[276]
- 7. quadrupede con corpo presumibilmente equino e caratteri felini: corpo equiniforme, coda a freccia e artigli felini. Tecnica: excisione Attestazioni: Poggio Sommavilla, scavi Benedetti (frammenti di parete)[277]
- 8. pesce/serpente con protome tauriforme: corpo con squame e pinnette laterali, testa taurina con occhi, orecchie e lingua. Tecnica: incisione Attestazioni: Poggio Sommavilla, scavi Benedetti, spor. (ansa a nastro)[278]
- 9. animale alato non identificato, 9a: corpo affusolato, coda rettilinea, dorso e addome segnato da ali, quattro zampe. Tecnica: excisione Attestazioni: Poggio Sommavilla, scavi Soprintendenza Archeologica del Lazio e dell'Etruria meridionale, tomba sulla collina dei Gelsi (olla)[279] 9b: corpo affusolato, coda rettilinea, dorso e addome segnato da ali, due zampe. Tecnica: excisione Attestazioni: Poggio Sommavilla, scavi Soprintendenza Archeologica del Lazio e dell'Etruria meridionale, tomba sulla collina dei Gelsi (coperchio di olla).

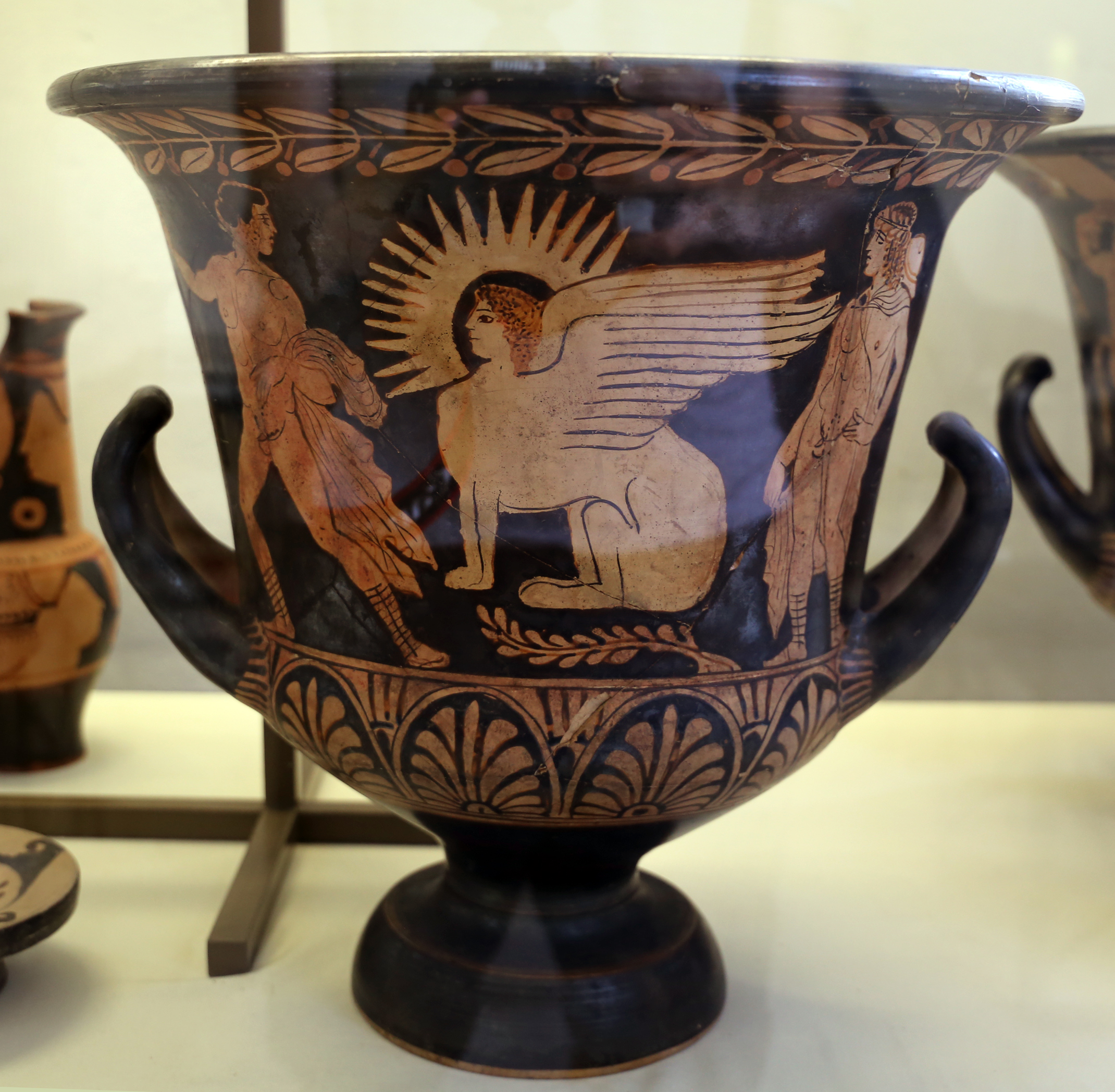
Cratere a figure rosse con Sfinge solare V sec. a.C. tomba V necropoli di Poggio Sommavilla Museo Archeologico di Parma

## Pittore di Sommavilla
Ceramografo a cui vengono attribuite opere attiche a figure rosse in stile etrusco-falisco-"sommavillano" del V sec a.C. 
- Due Crateri a figure rosse, ora al Museo Archeologico di Parma, cui si aggiungono due frammenti di uno skỳphos ed uno stàmnos a Firenze.[280]
- Stamnos a figure rosse, attribuito al Pittore di Sommavilla, Museo civico archeologico Ligure di Genova, quartiere Pegli.
- Cratere a figure rosse rappresentazione del Pittore di Sommavilla, scena che descrive un'evocazione festosa affrettarsi verso il simposio, di una figura femminile e satiro che suona la cetra, Dioniso, un mulo sbrigliato e satiro con vaso per mescere il vino, ancora vuoto. Civico Museo di Archeologia ligure di Genova, Pegli. [62]  Collezioni di Vulci, Beazley[281]
- Pelike a figure rosse con figure femminili che osservano un melogranato, attribuita al pittore di Sommavilla V a.C. Museo Etrusco "Caludio Faina" Orvieto

## Galleria d'immagini

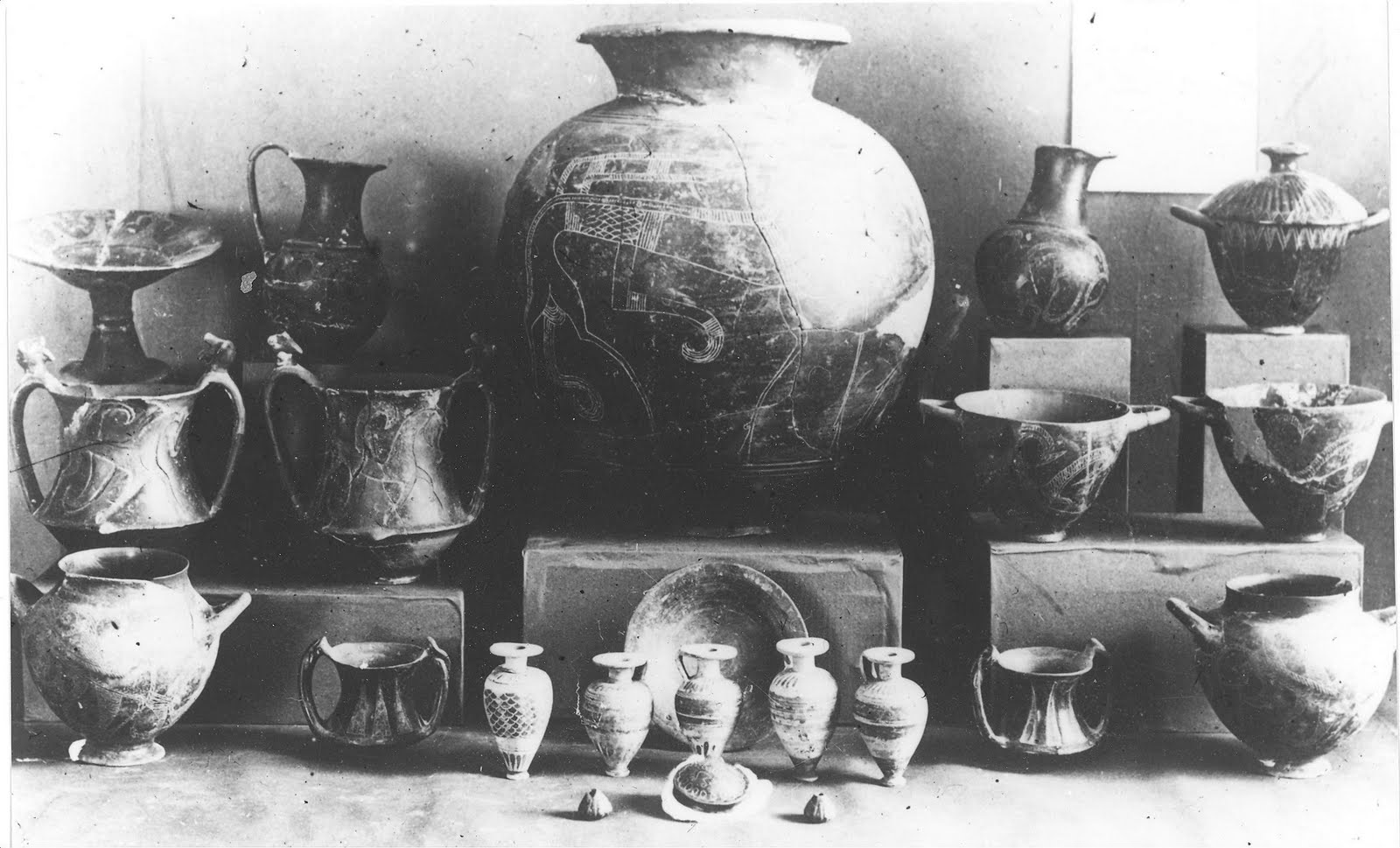
Corredo tomba III Necropoli di Poggio Sommavilla, scavi del 1896.
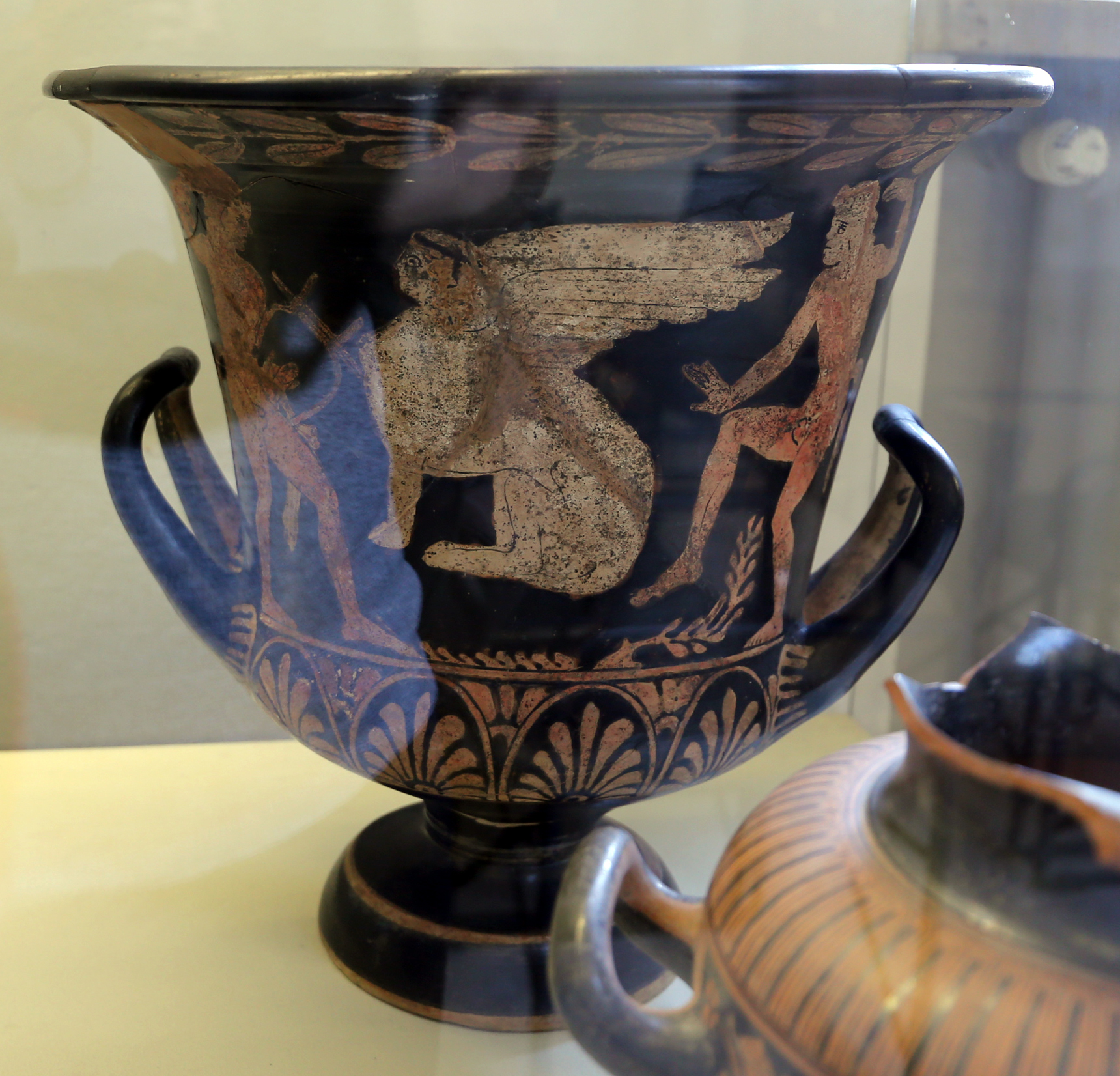
Cratere a calice a figure rosse, sfinge tra satiri che danzano e suonano la lira, V sec. A.c. tomba V necropoli di Poggio Sommavilla, Museo Archeologico di Parma
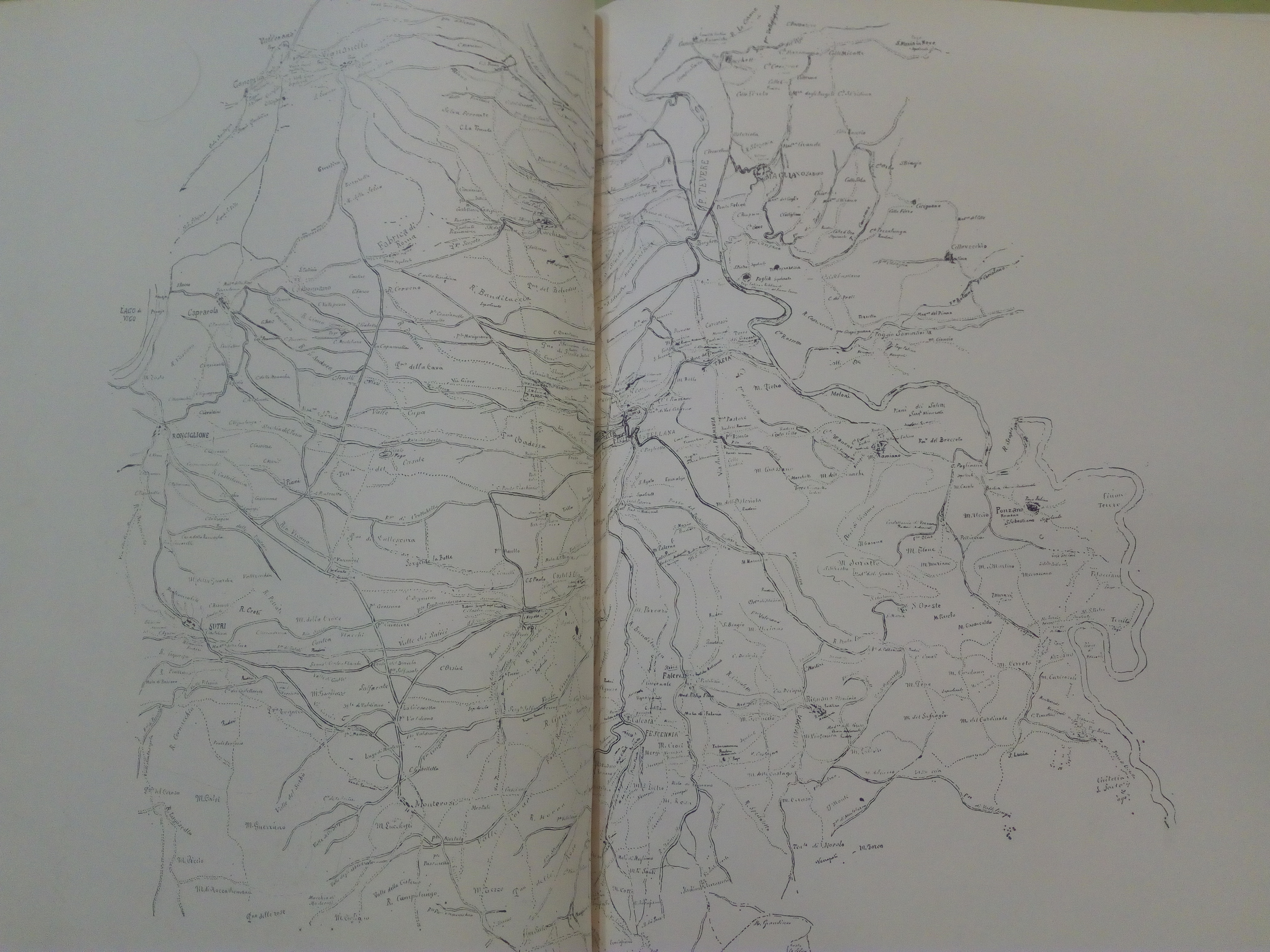
Carta archeologica - Falerii e la sua regione rilevata dai Sepolcri, Mancinelli Scotti Francesco - Biblioteca Comunale Civita Castellana.
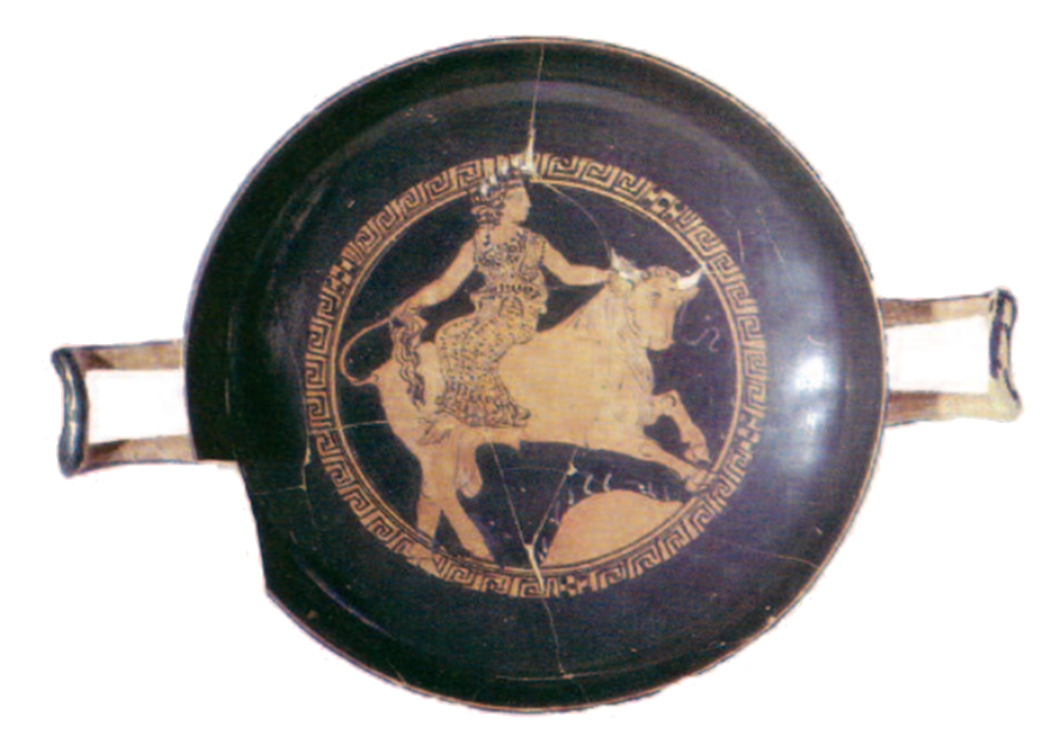
Kylix, ceramica a figure rosse 370 a.c. raffigura il ratto di Europa[282],  tomba 32 necropoli di Poggio Sommavilla, archivio SBALazio Etruria Meridionale.
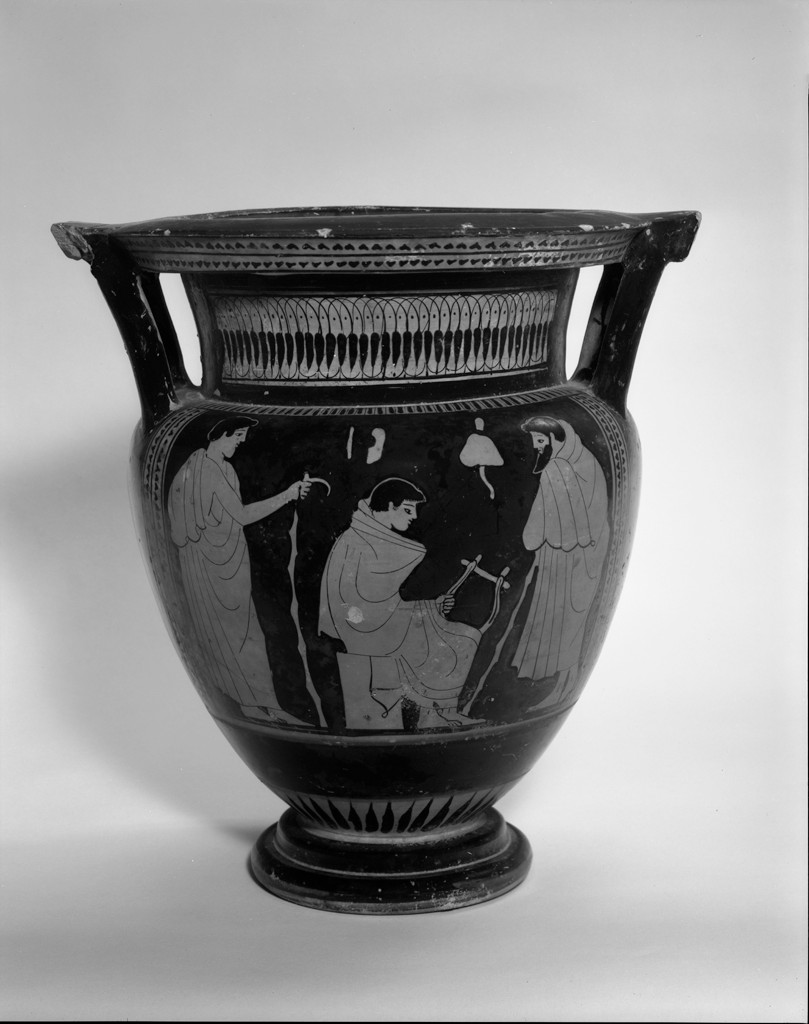
Cratere a colonnette, ceramica a figure rosse, musicisti con cetra, tomba IV 490-470 a.c necropoli di Poggio Sommavilla, Harvard Art Museums - Fogg Art Museum - Stati Uniti d'America.
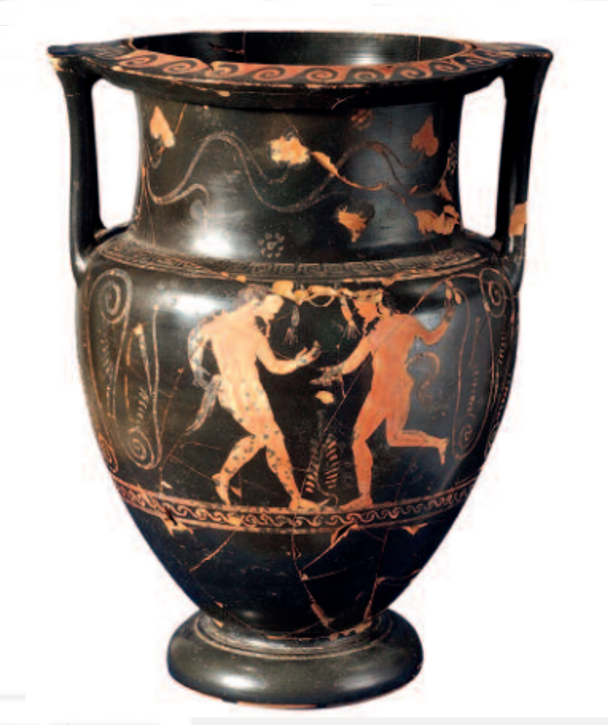
Cratere a colonnette, ceramica a figure rosse, danze di satiri 375-350 a.c tomba 32, necropoli di Poggio Sommavilla, SBALazio etruria meridionale.
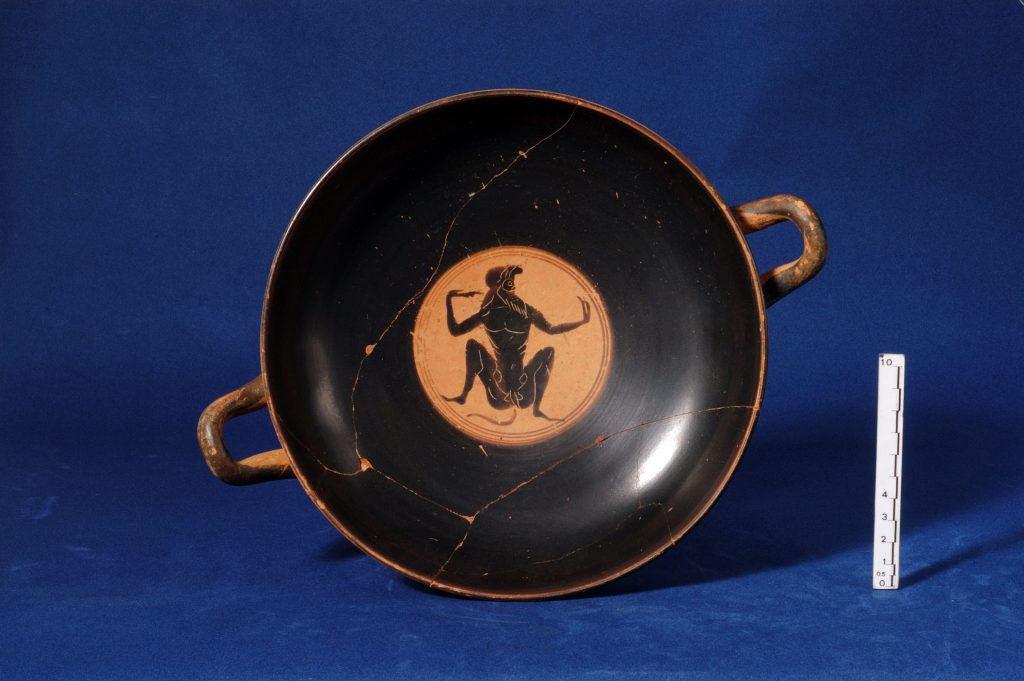
Kylix a occhioni decorata con un Satiro al centro, Necropoli di Poggio Sommavilla, Tomba 43.
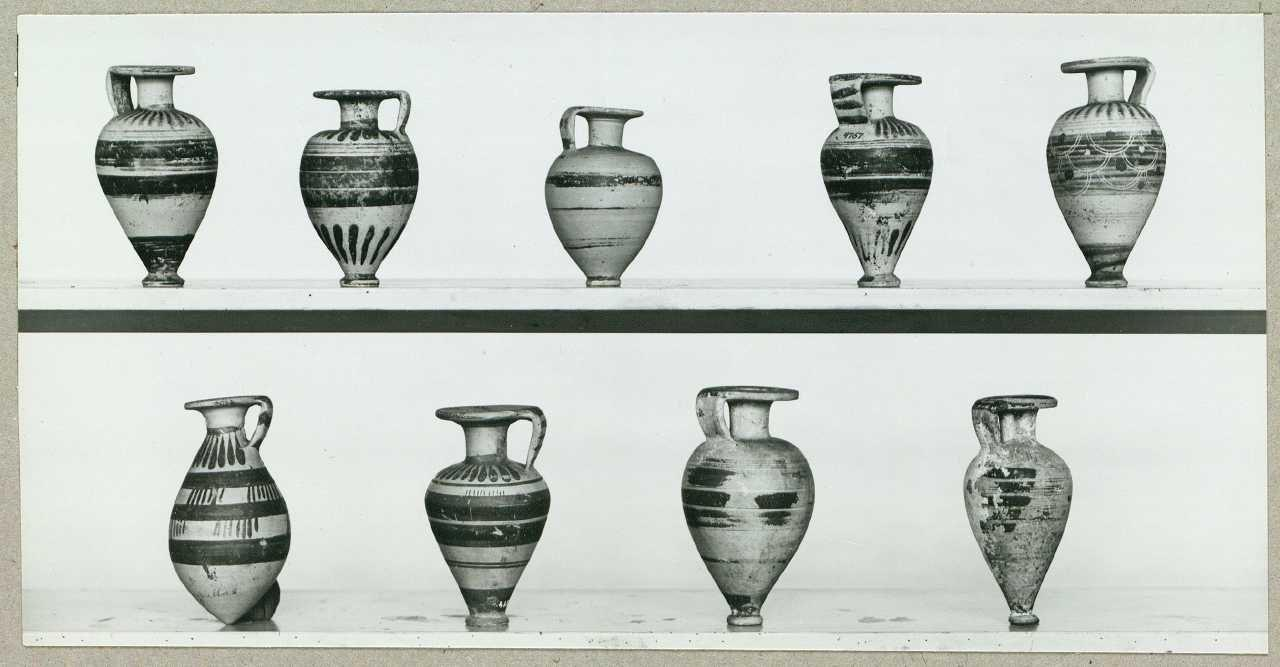
Aryballos decorate, ceramica etrusco corinzia, Necropoli di Poggio Sommavilla scavi del 1896, Museo Nazionale di Danimarca.
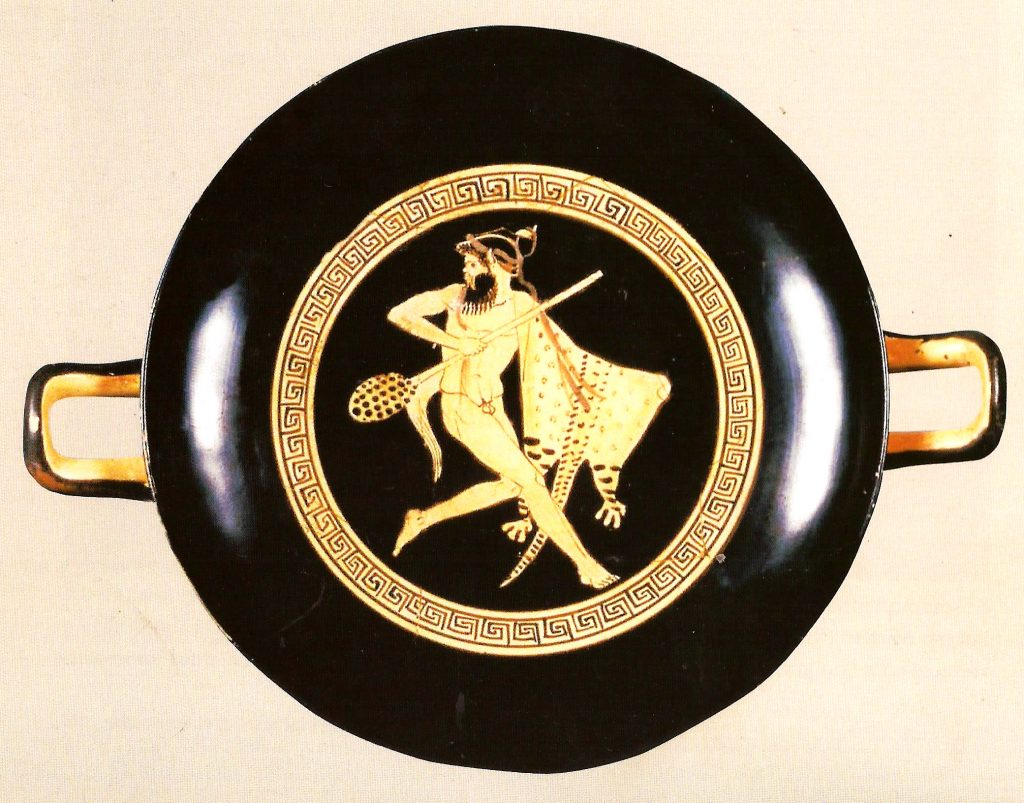
Kylix a figure rosse, Satiro con pelle di leopardo e Tirso V a. C. tomba 48, Necropoli di Poggio Sommavilla[283].
Kantharos con Cavallo stilizzato inciso su ceramica a impasto bruno, scavi del 1896, Necropoli di Poggio Sommavilla.
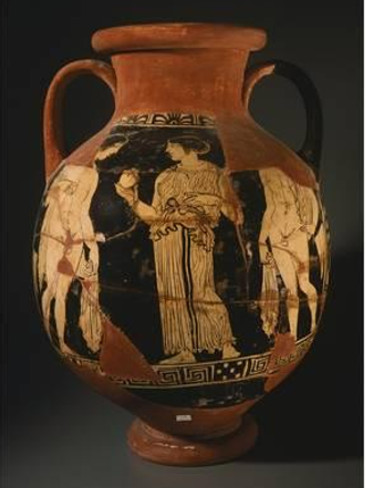
Pelike a figure rosse con figure femminili che osservano un melogranato, attribuita al Pittore di Sommavilla V a.C. Museo Etrusco "Caludio Faina" Orvieto.
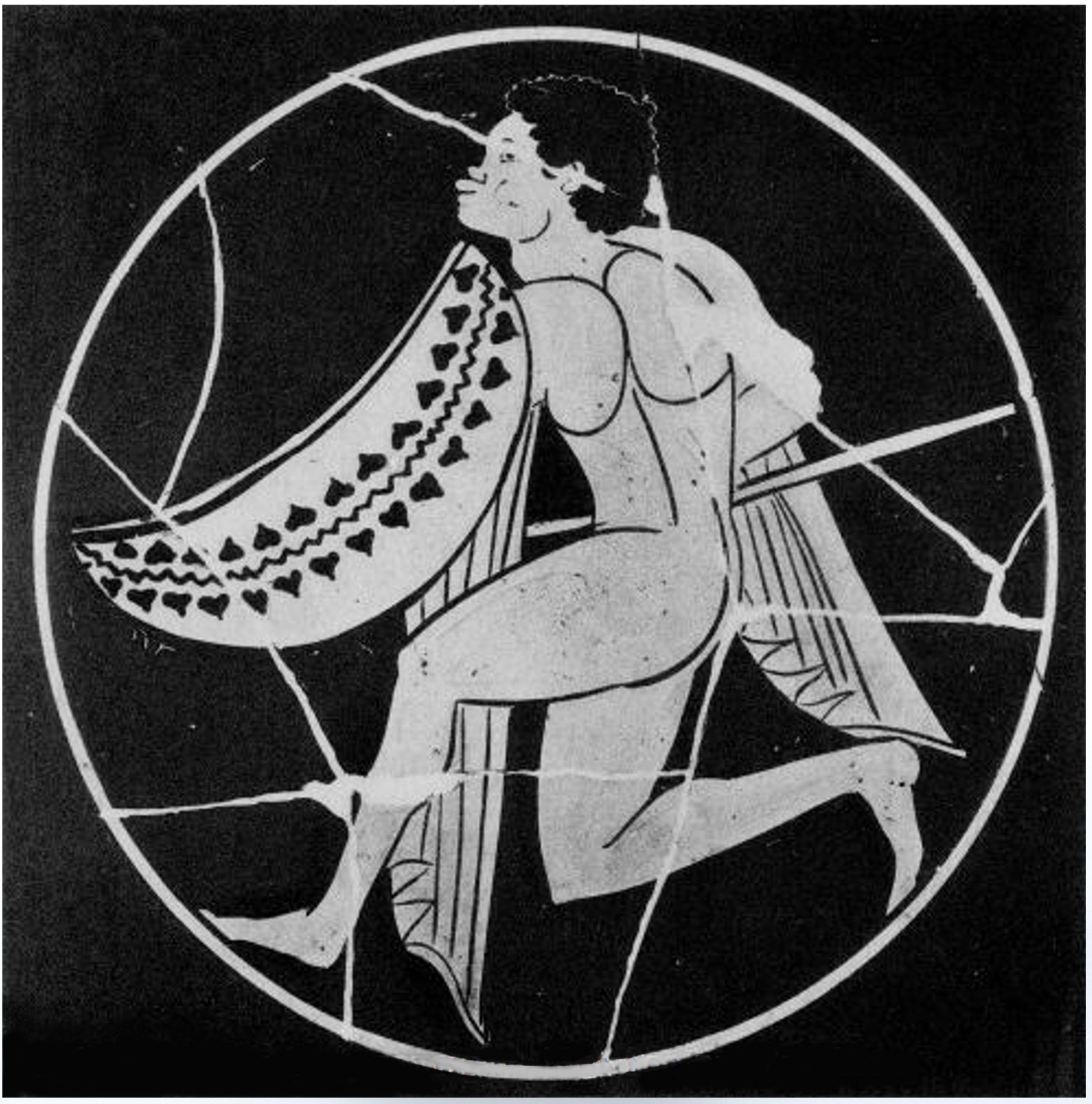
Kylix a figure rosse, medaglione con Nero armato VI a.C tomba II Necropoli di Poggio Sommavilla, Louvre Parigi.
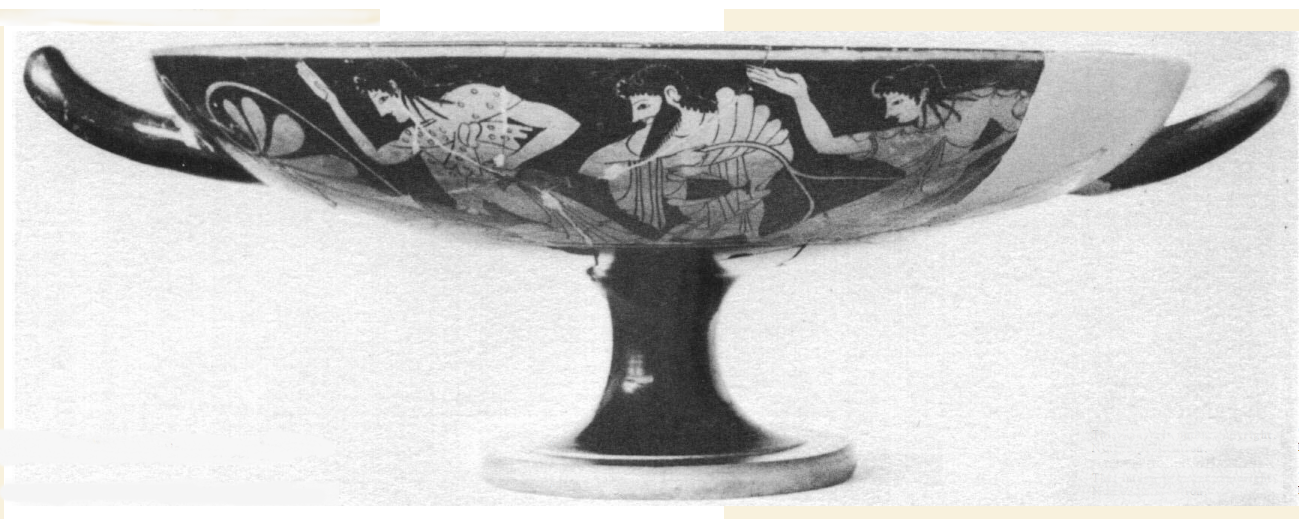
Kylix, ceramica a figure rosse, Pantera Leopardo, 525-475 a.c necropoli di Poggio Sommavilla, musee du Louvre.
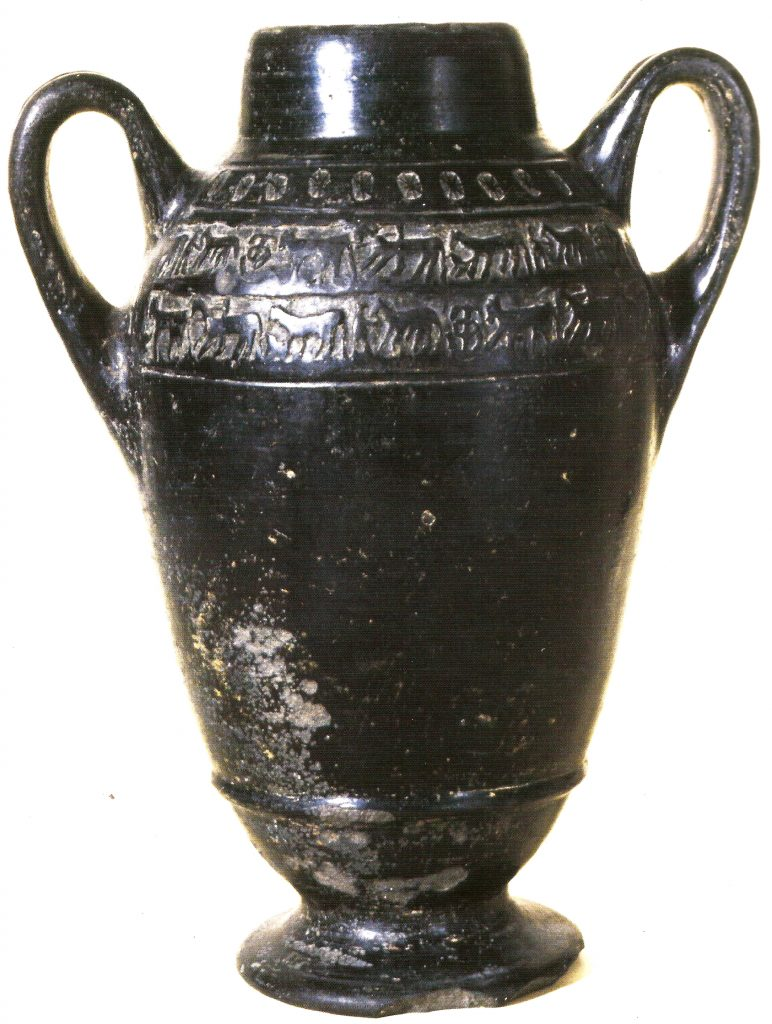
Anfora in bucchero con rilievi di cavalli di produzione "sommavillana"  VI a. C. tomba 32 Necropoli di Poggio Sommavilla.
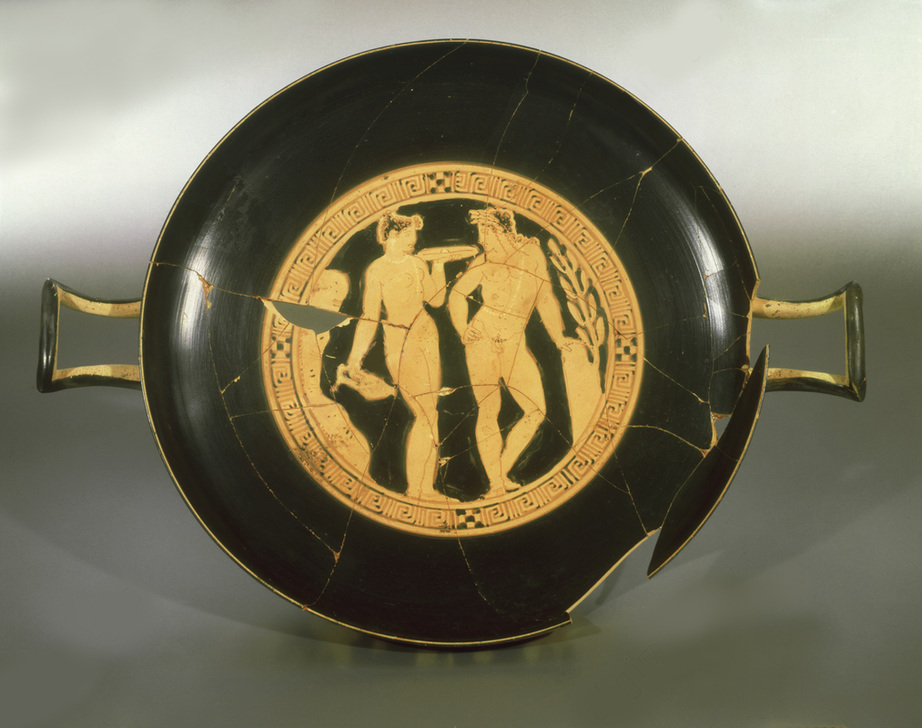
Kylix a figure rosse, coppia femminile maschile VI a.C tomba 48 Necropoli di Poggio Sommavilla,  SBALazio Etruria meridionale, Roma.
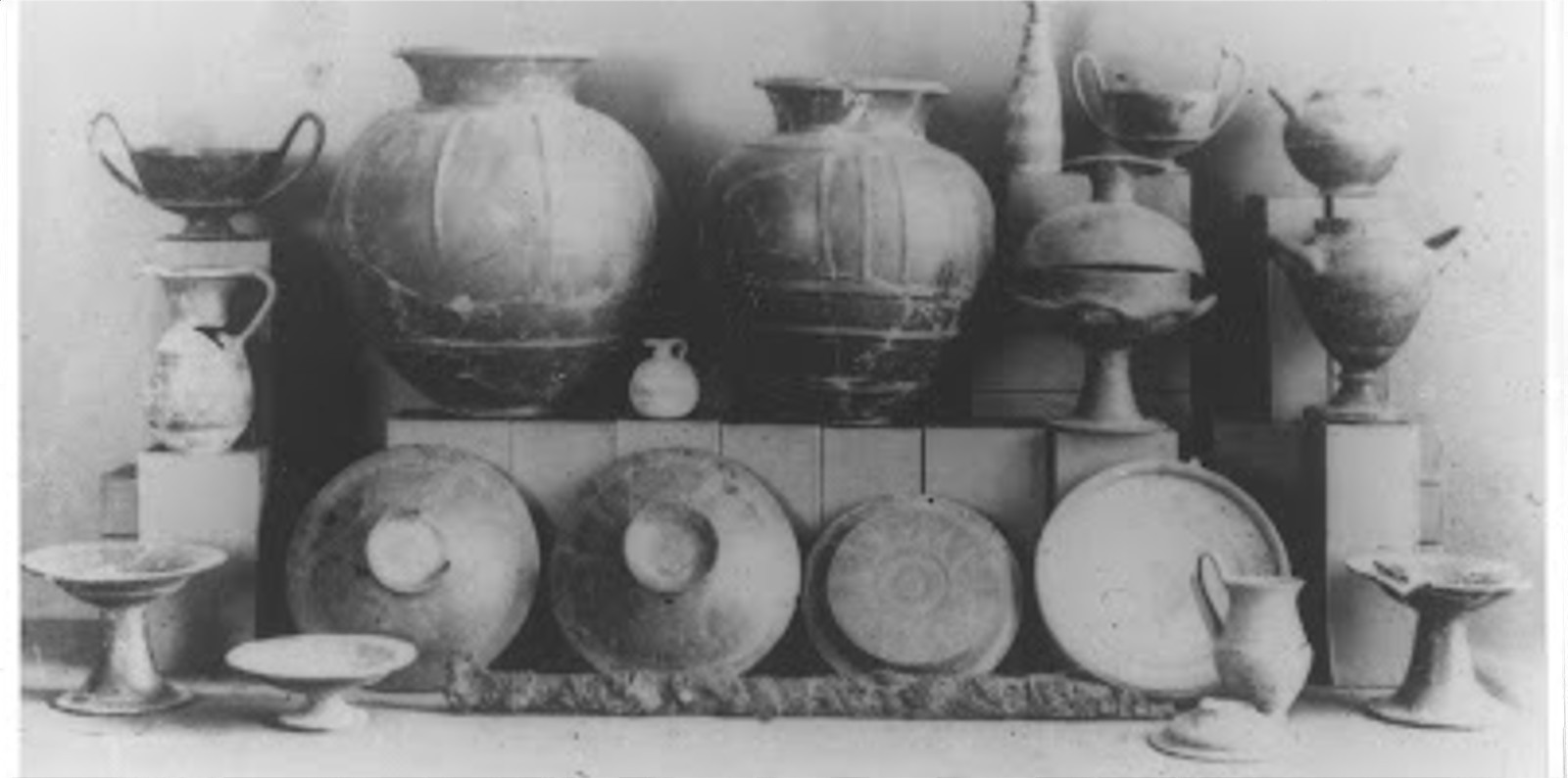
Corredo tomba I Necropoli di Poggio Sommavilla, scavi del 1896
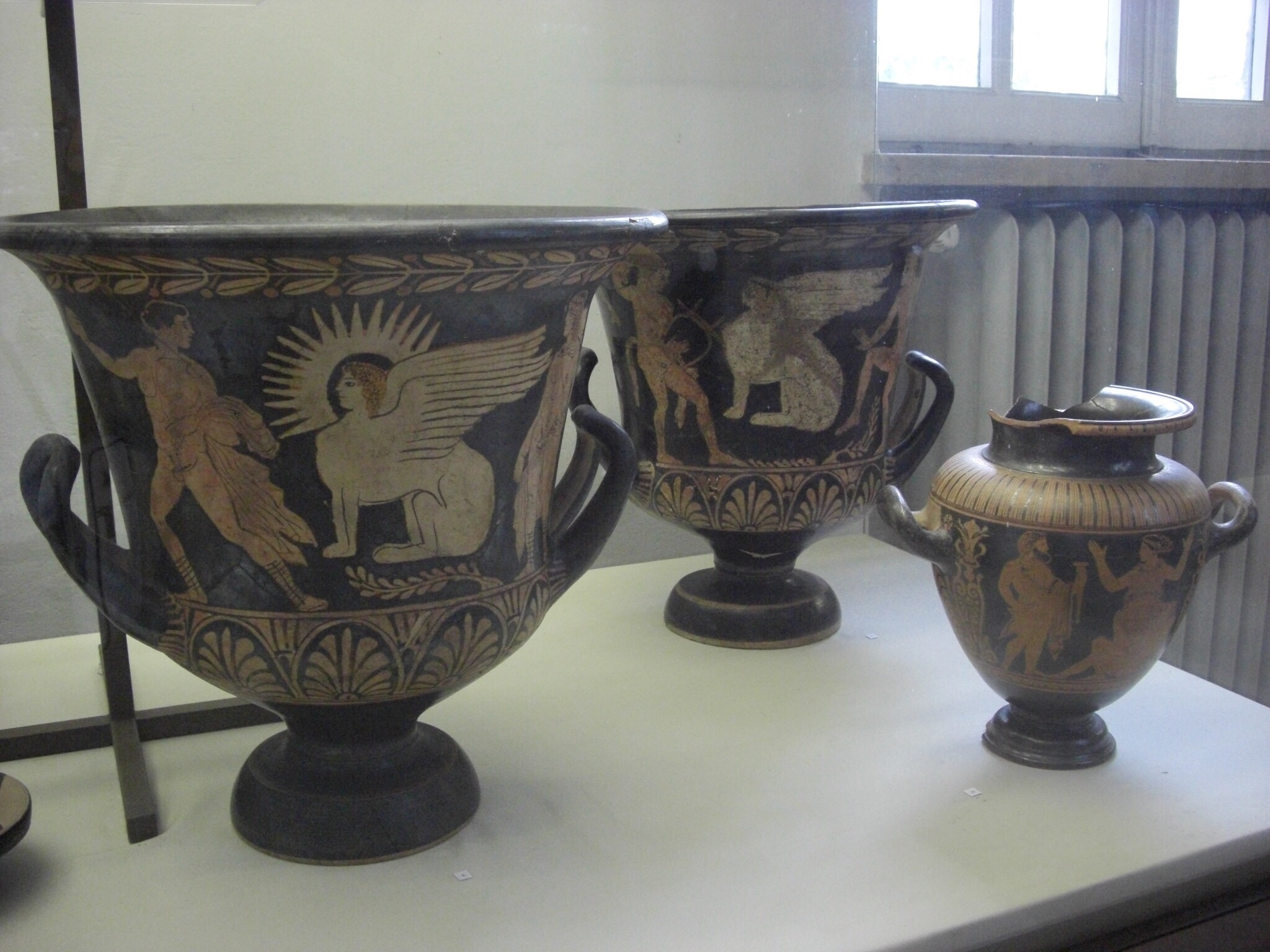
Crateri a figure rosse V a.c. tomba V necropoli di Poggio Sommavilla Museo Archeologico di Parma
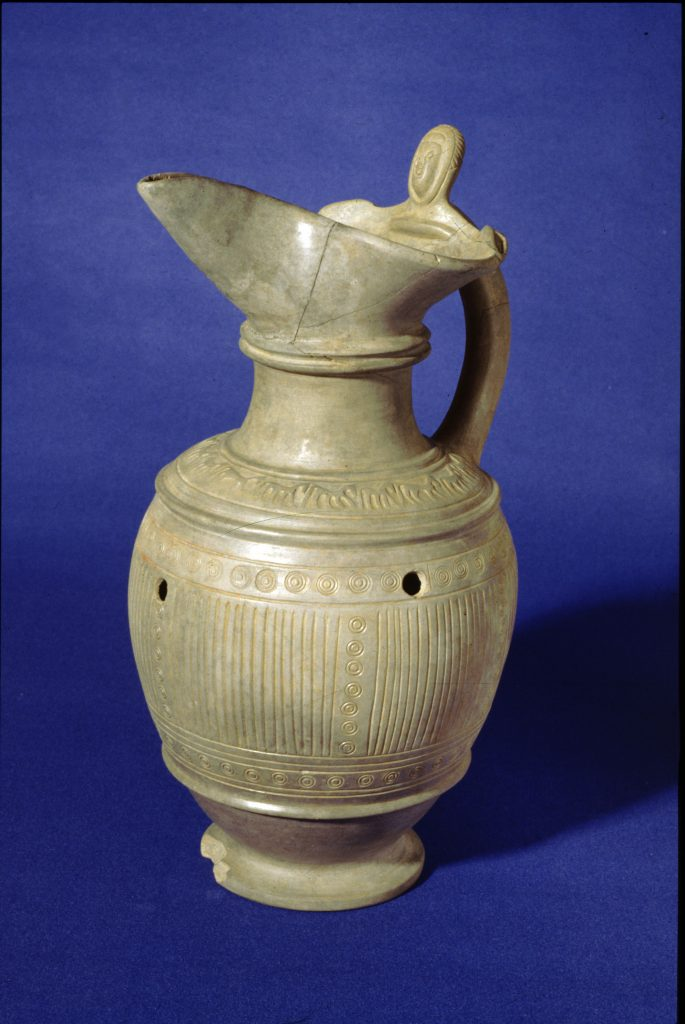
Oinochoe a impasto grigio, con decorazioni equine VI sec. a.C Tomba 48, Necropoli Poggio Sommavilla.
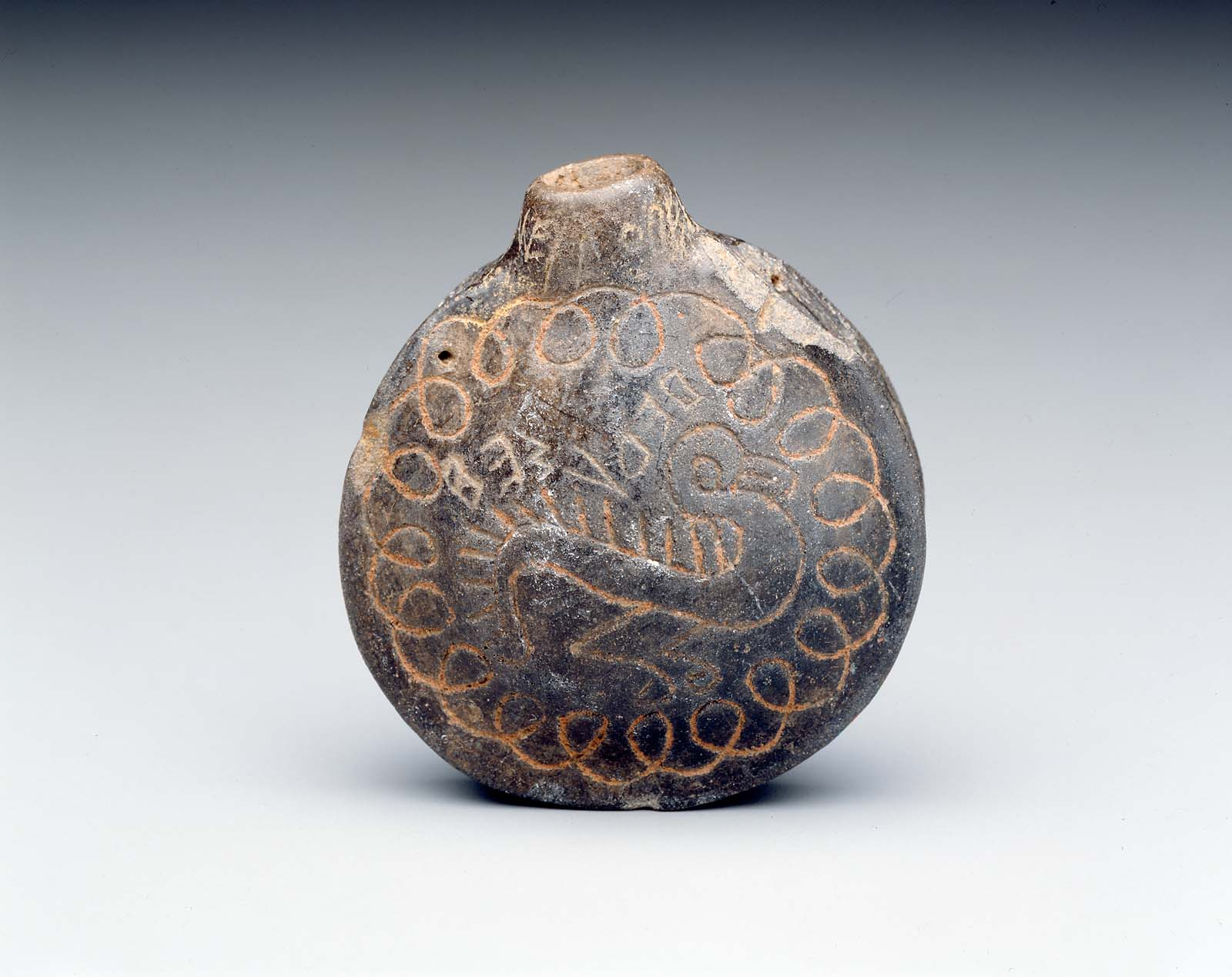
Fiaschetta pendaglio amuleto VII sec A.c con iscrizione, necropoli di Poggio Sommavilla tomba III, lato A.
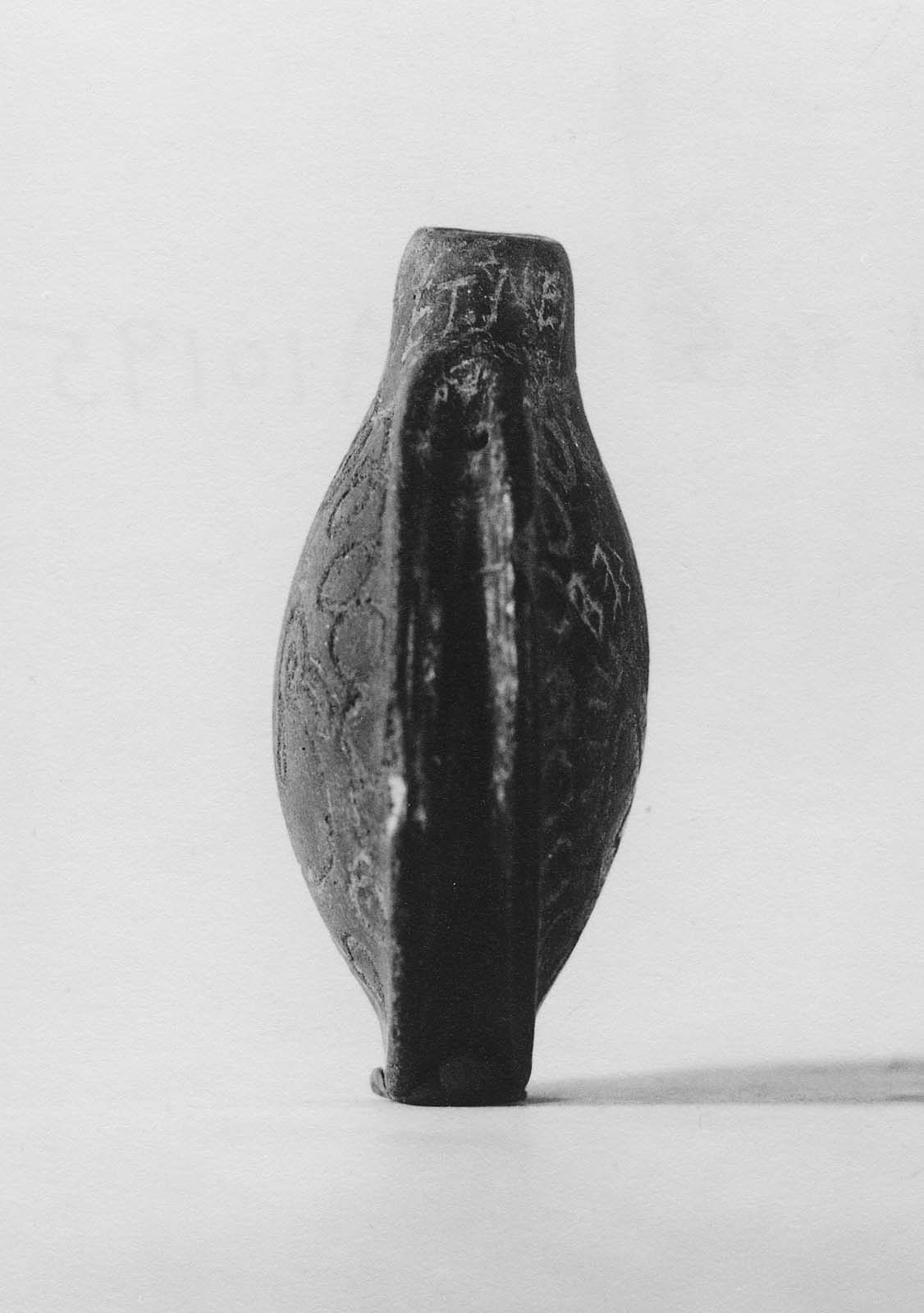
Fiaschetta pendaglio amuleto VII sec A.c. con iscrizione, necropoli di Poggio Sommavilla tomba III, profilo.
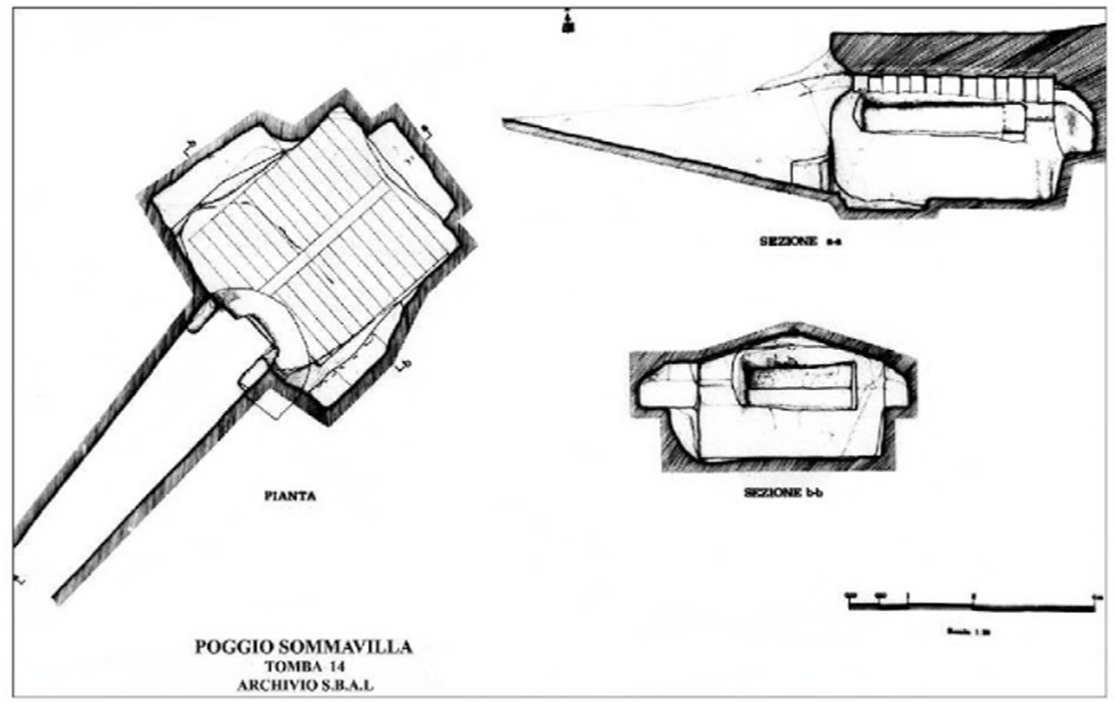
Tomba 14 necropoli di Poggio Sommavilla, sezione e pianta su carta, archivio SBALazio Etruria meridionale.
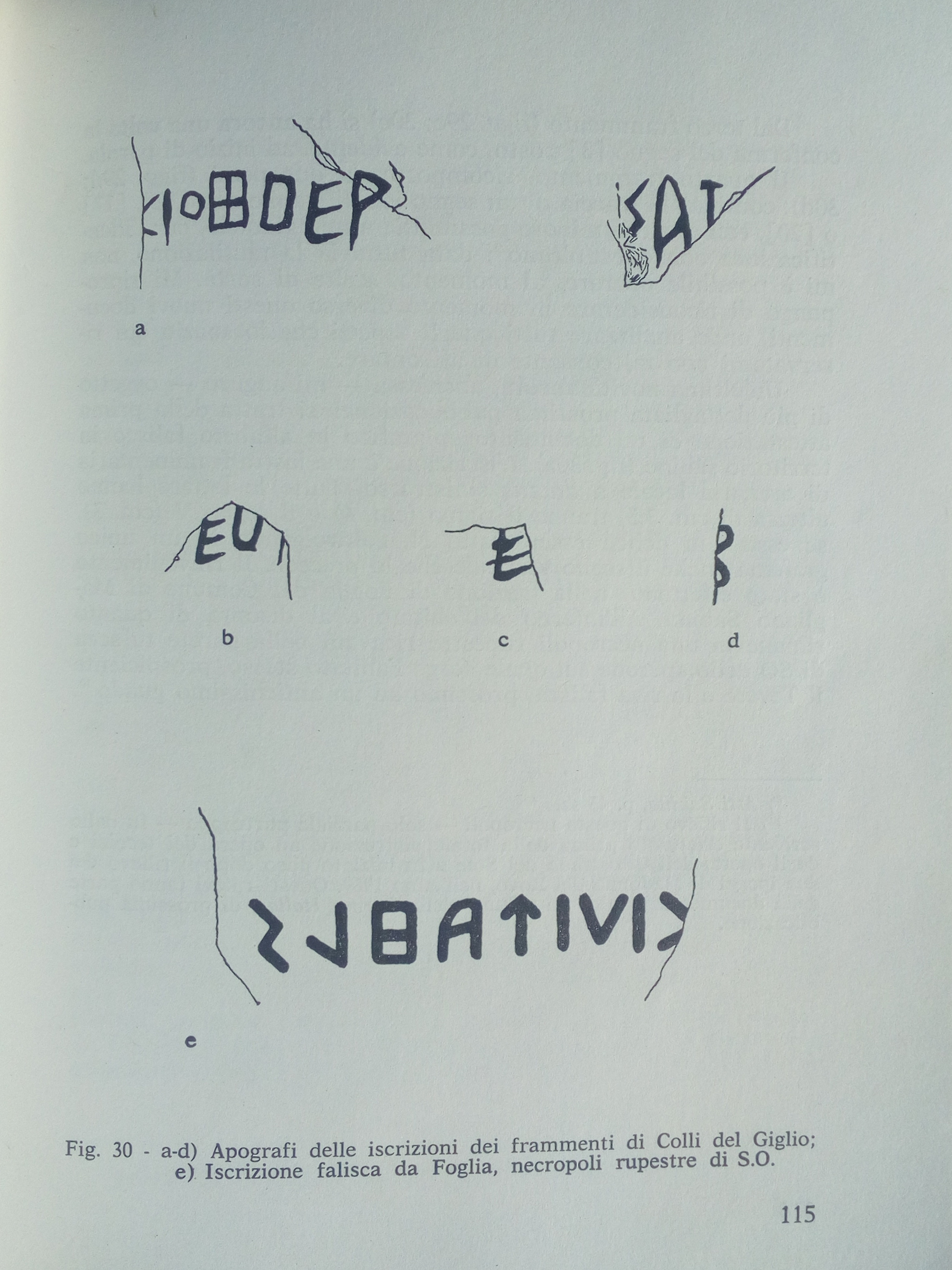
Iscrizione in lingua falisca, necropoli rupestre di Foglia, Valle del Tevere
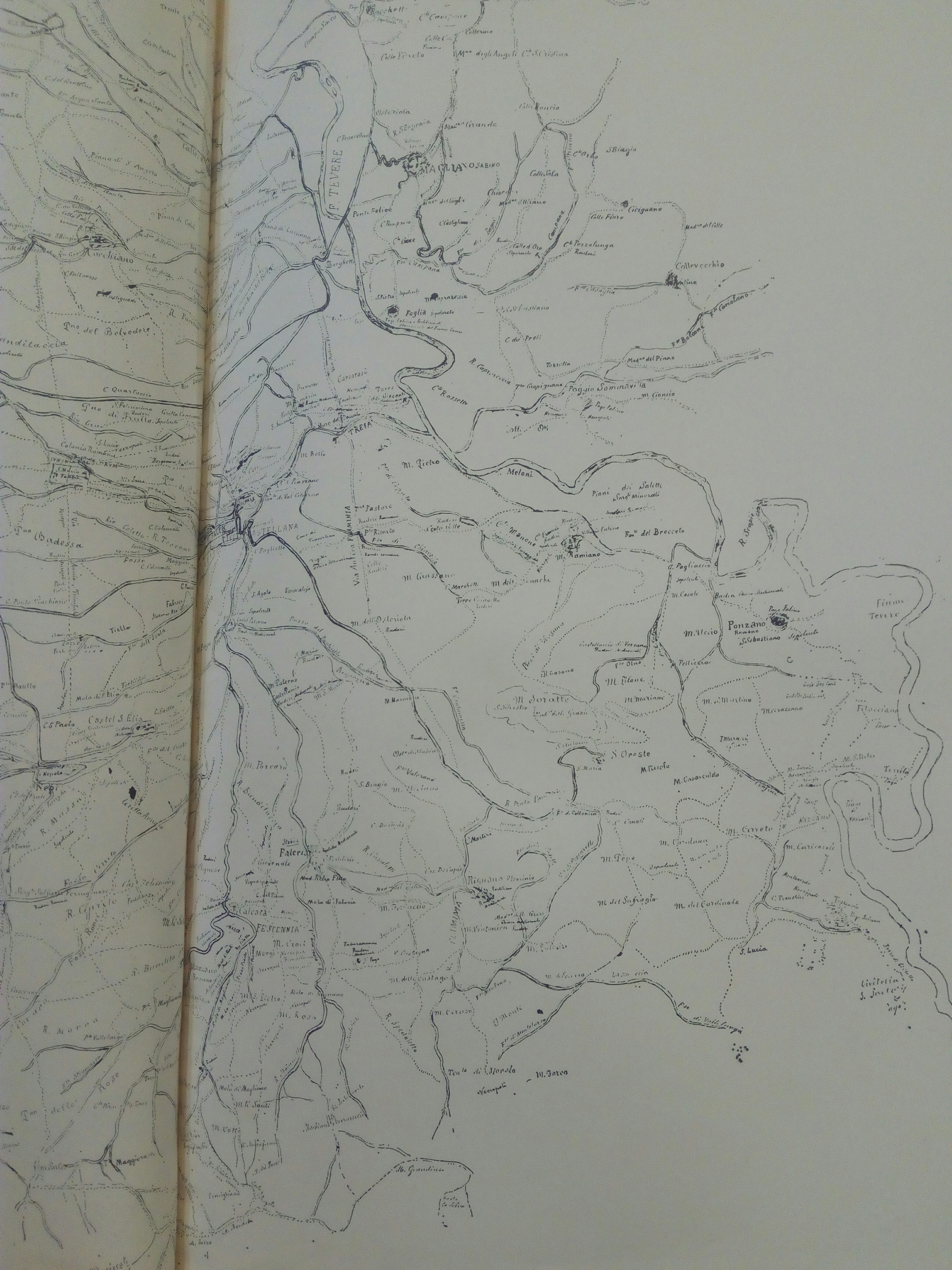
Carta archeologica - Falerii e la sua regione rivelata dai sepolcreti, Mancinelli Scotti Francesco - Biblioteca Comunale Civita Castellana.
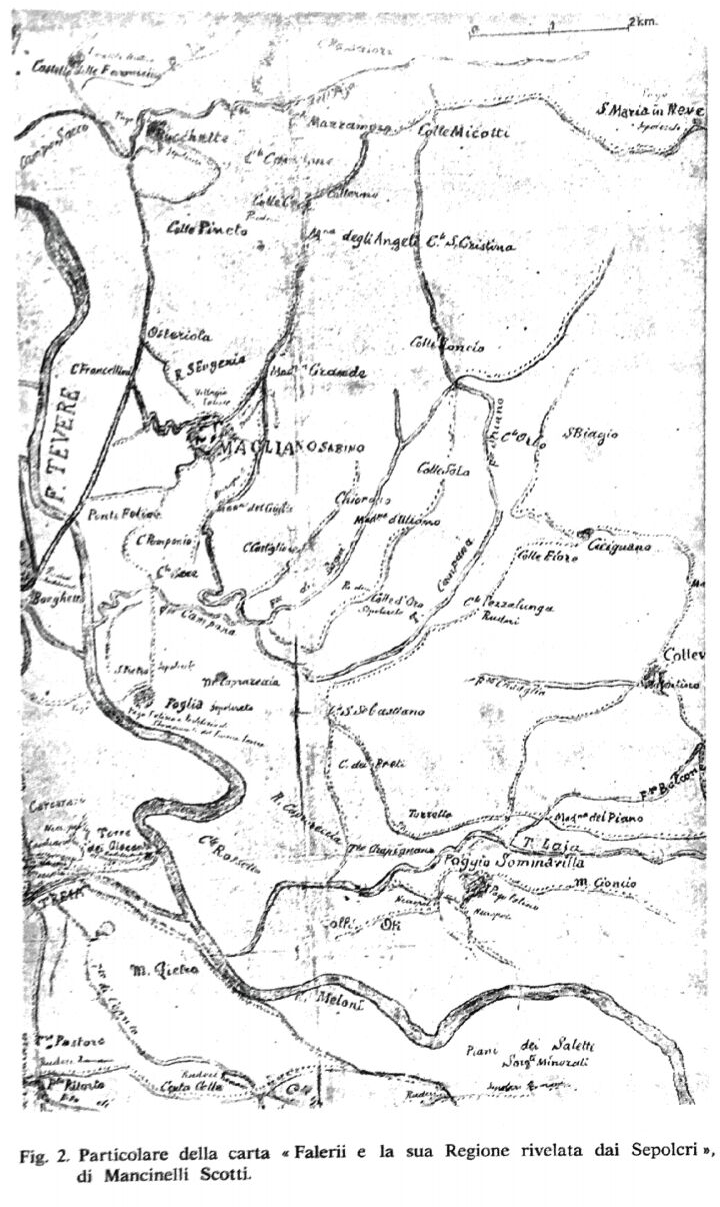
Falerii e la sua regione rivelata dai sepolcreti, carta archeologica di Mancinelli Scotti.
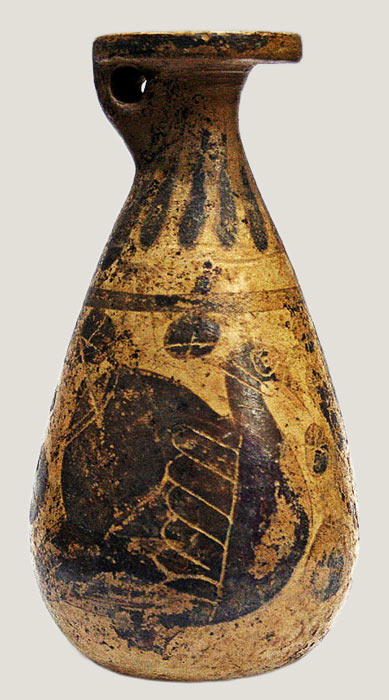
Alabastron con cigni, ceramica etrusco corinzia necropoli di Poggio Sommavilla.
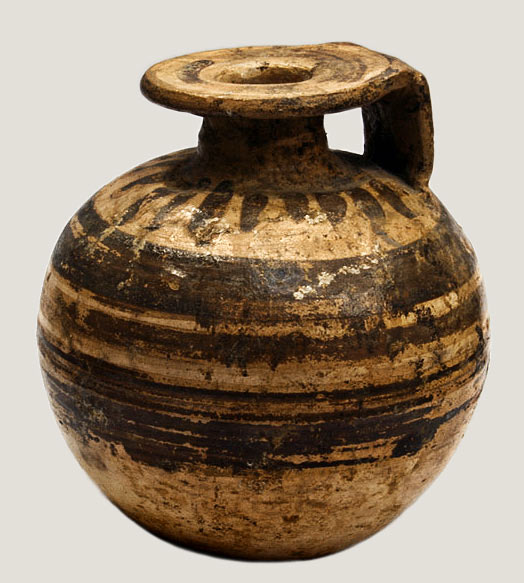
Aryballos globulare, ceramica etrusco corinzia, necropoli di Poggio Sommavilla.
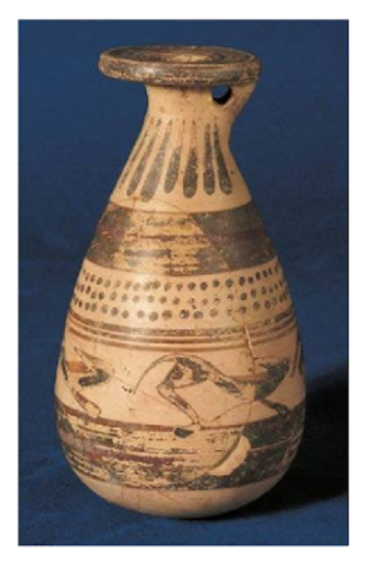
Alabastron, ceramica etrusco corinzia, cani in corsa, tomba 27 necropoli di Poggio Sommavilla, archivio SBALazio Etruria Meridionale.
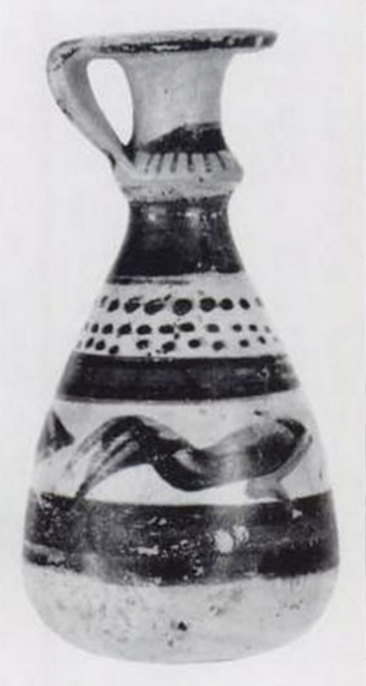
Alabastron, ceramica etrusco-corinzia motivo di cani correnti, necropoli di Poggio Sommavilla Museo archeologico Firenze.
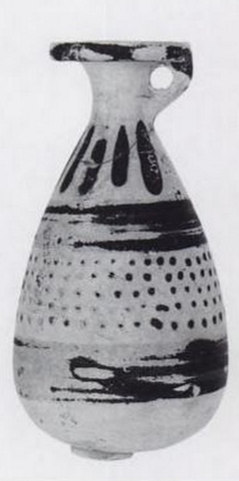
Alabastron, ceramica etrusco-corinzia, necropoli di Poggio Sommavilla, Museo archeologico Firenze.
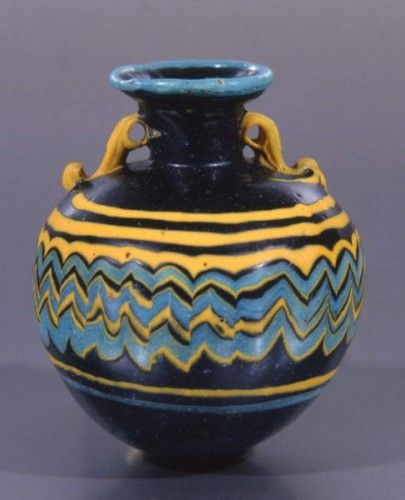
Aryballos a pasta vitrea,  Museo Etrusco di Villa Giulia Roma.
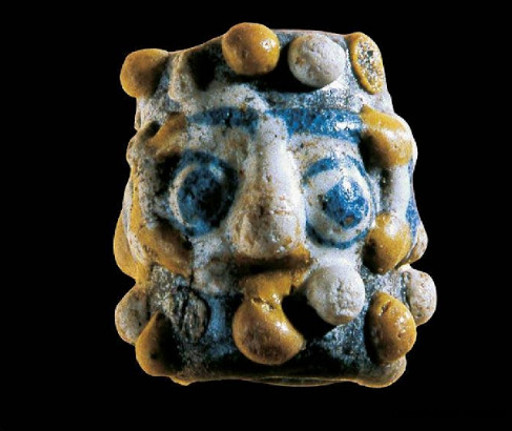
Collana elemento in pasta vitrea, tomba 1, IV a.c. Necropoli di Poggio Sommavilla, archivio SBALazio Etruria Meridionale.
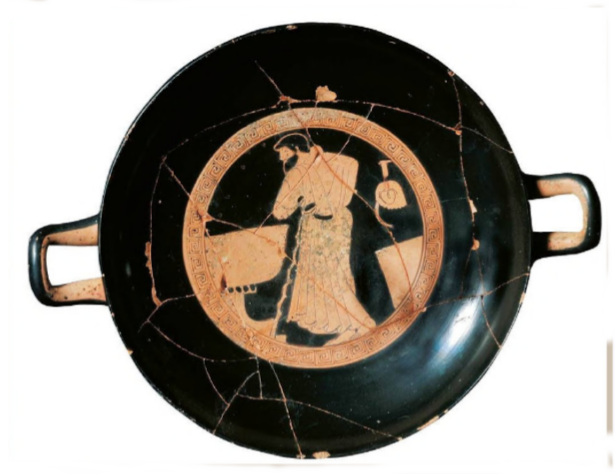
Kilyx, ceramica a figure rosse 480 a.c. tomba 39, necropoli di Poggio Sommavilla, archivio SBALazio Etruria Meridionale.
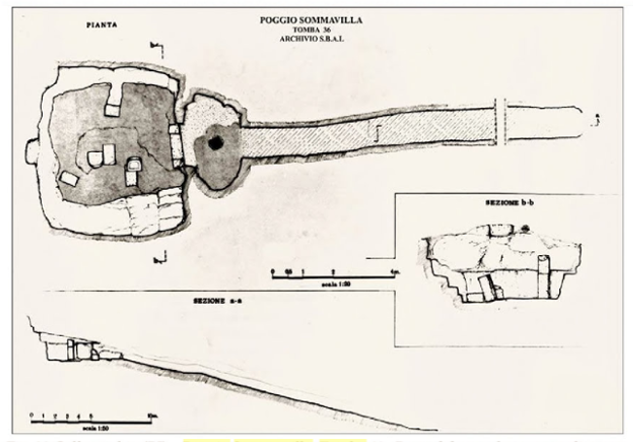
Planimetria tomba 36, necropoli Poggio Sommavilla, archivio SBALazio Etruria Meridionale.
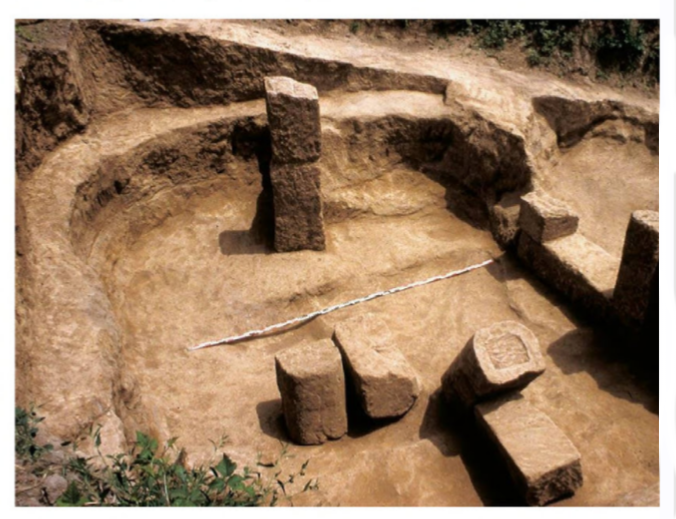
Tomba 36, necropoli di Poggio Sommavilla, archivio SBALazio Etruria Meridionale.
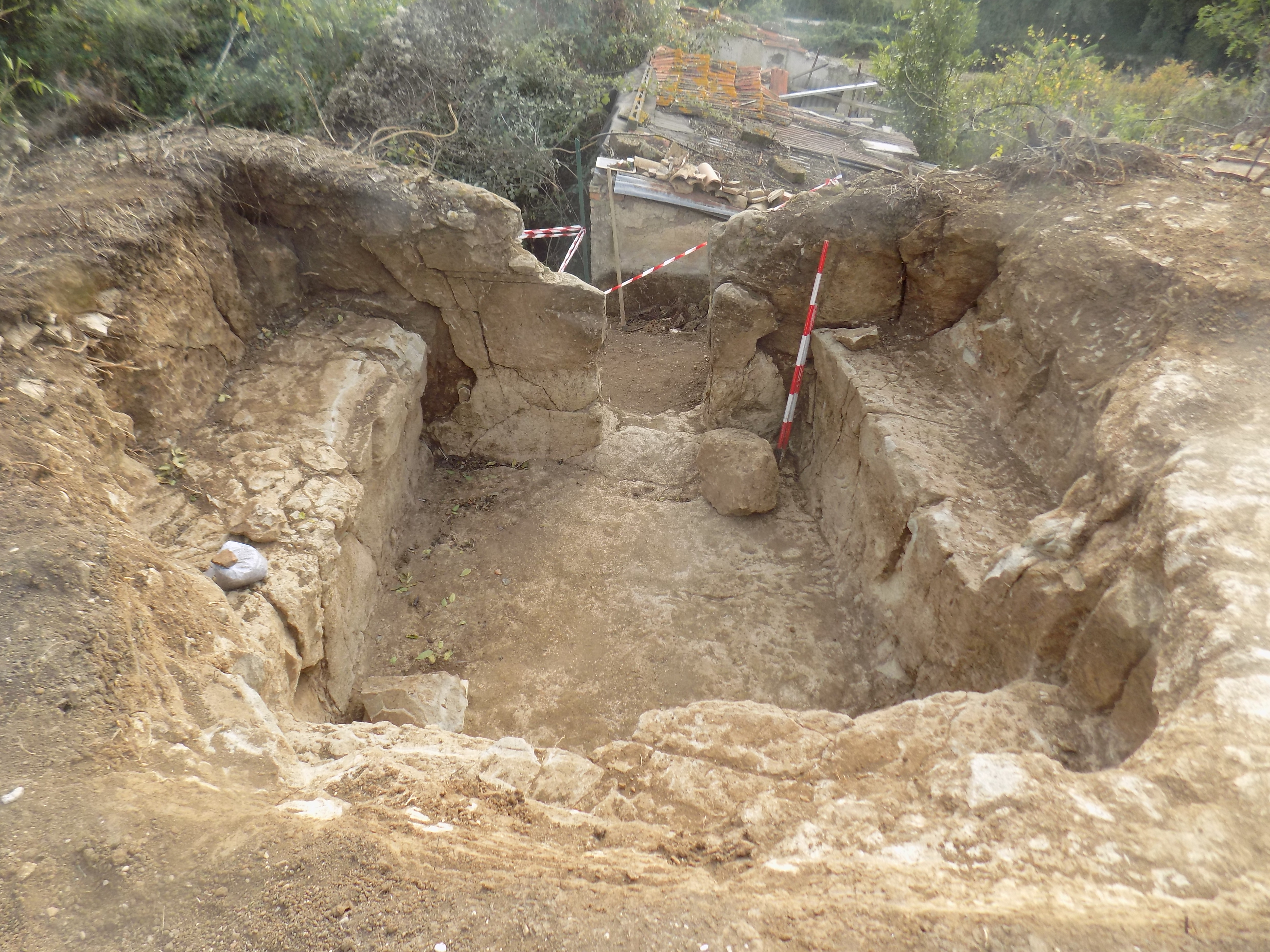
Tomba dell'ara dei gelsi, necropoli di Poggio Sommavilla, SBALazio Etruria meridionale
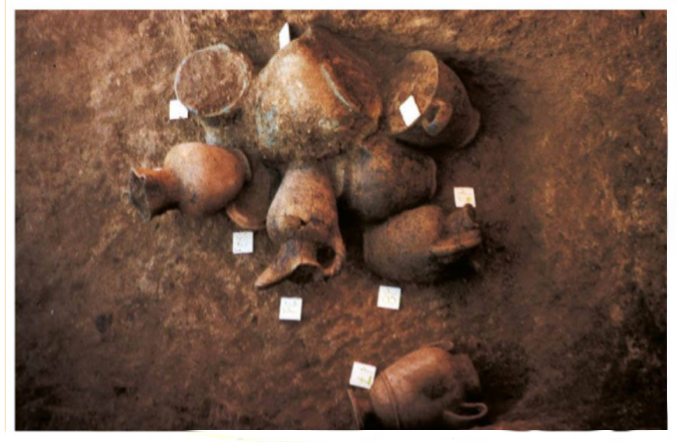
Scavi corredo tomba 48, necropoli Poggio Sommavilla, archivio SBALazio Etruria Meridionale.
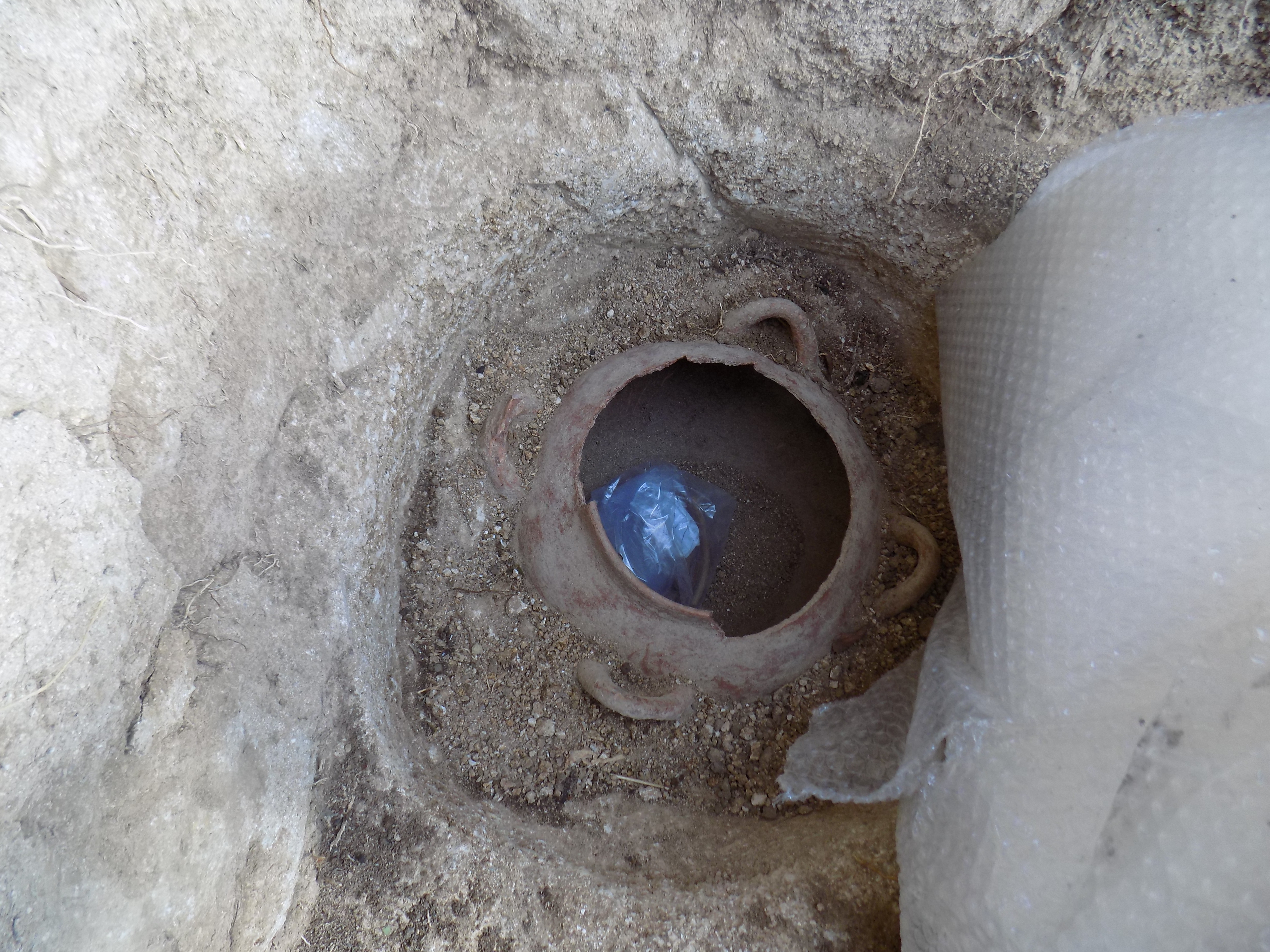
Lebes ceramica greca, tomba dell'ara dei celsi, necropoli Poggio Sommavilla SBALazio etruria meridionale.
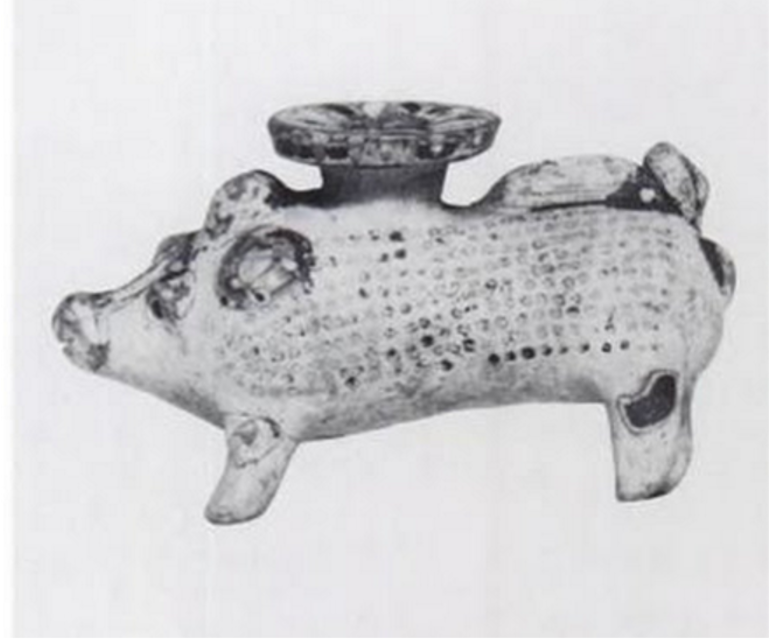
Balsamario a forma di cinghiale, tomba II necropoli di Poggio Sommavilla Museo archeologico Firenze.
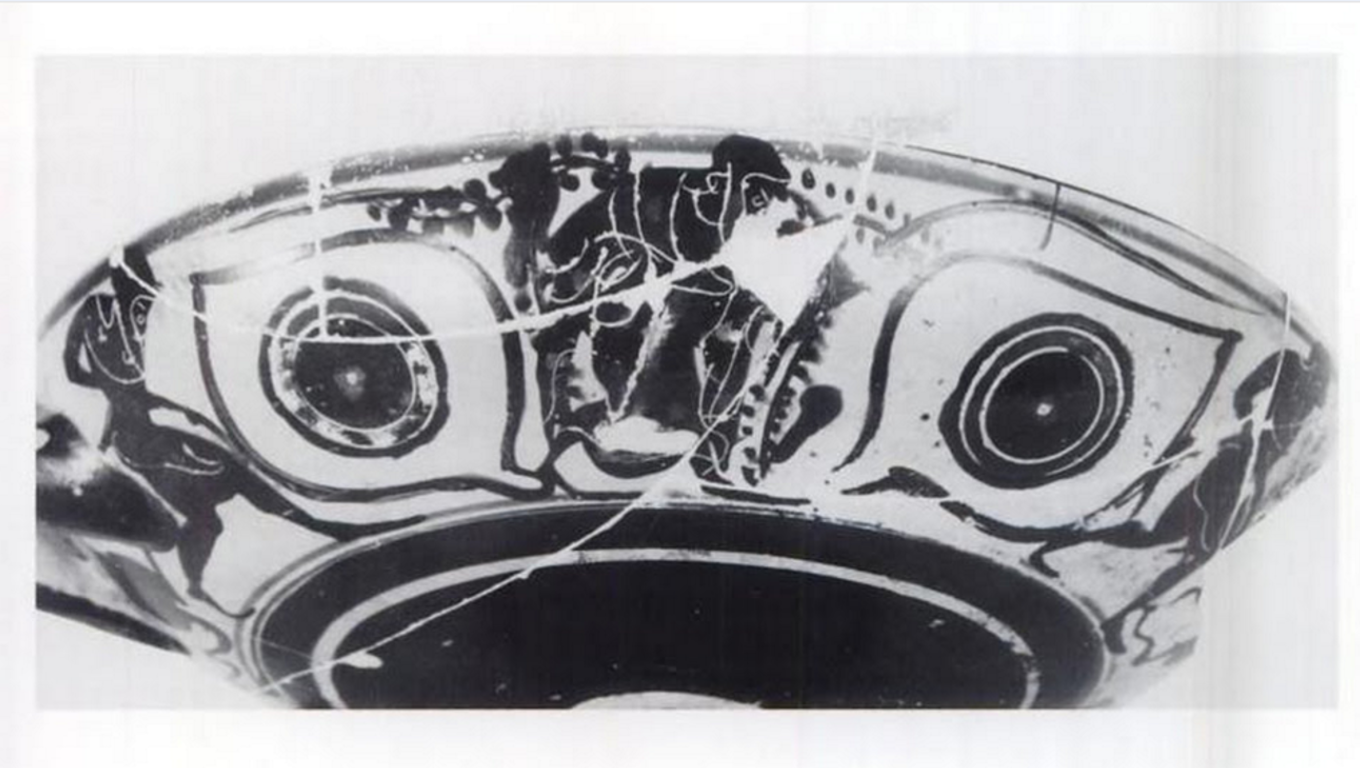
Kylix, ceramica a figure rosse, tomba 2 necropoli di Poggio Sommavilla, Museo archeologico Firenze.
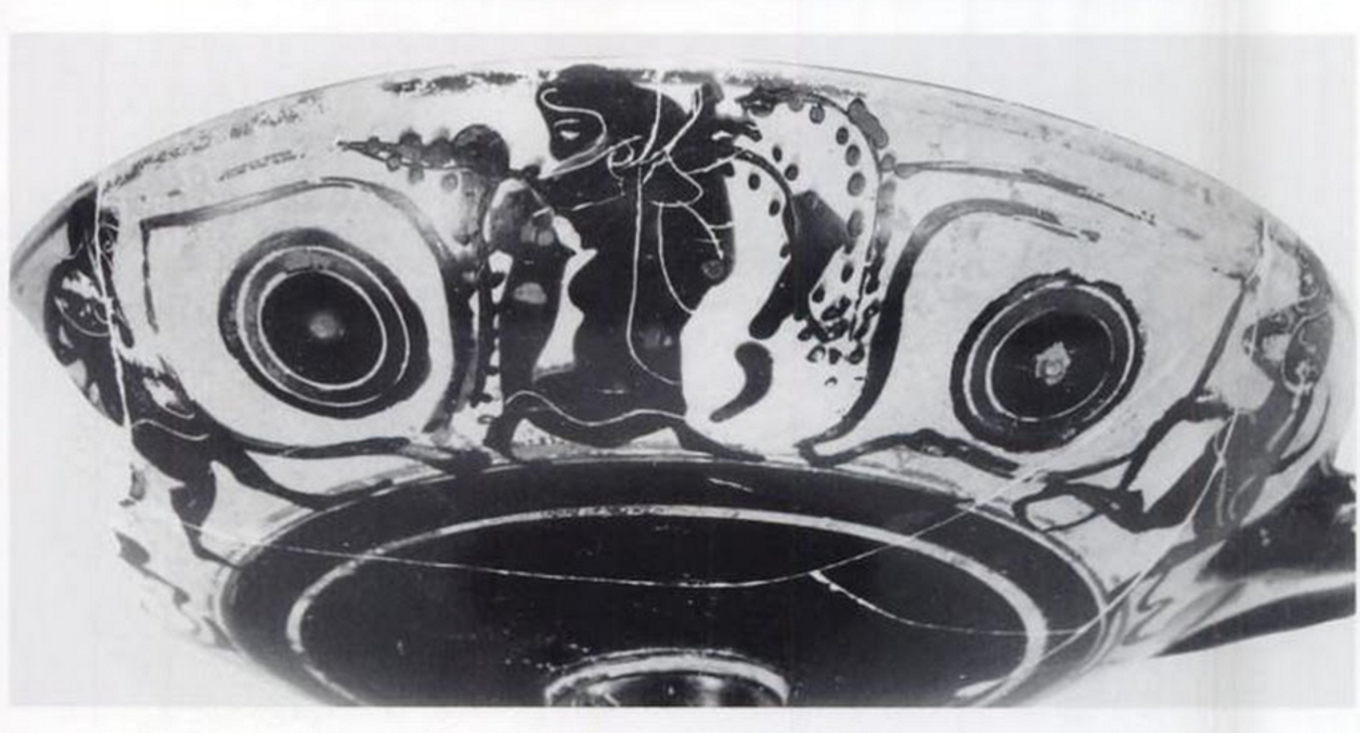
Kylix, ceramica a figure rosse, tomba II necropoli di Poggio Sommavilla, Museo archeologico Firenze.
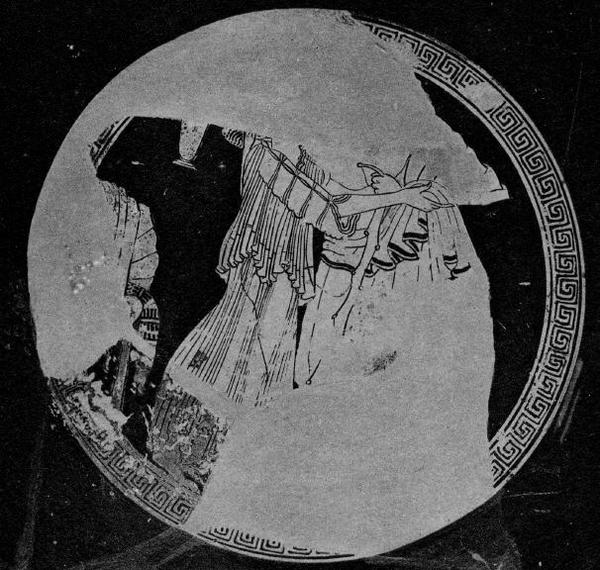
Kilyx erotica, medaglione, ceramica a figure rosse, 500-450 a.c. necropoli di Poggio Sommavilla, Oxford Museum
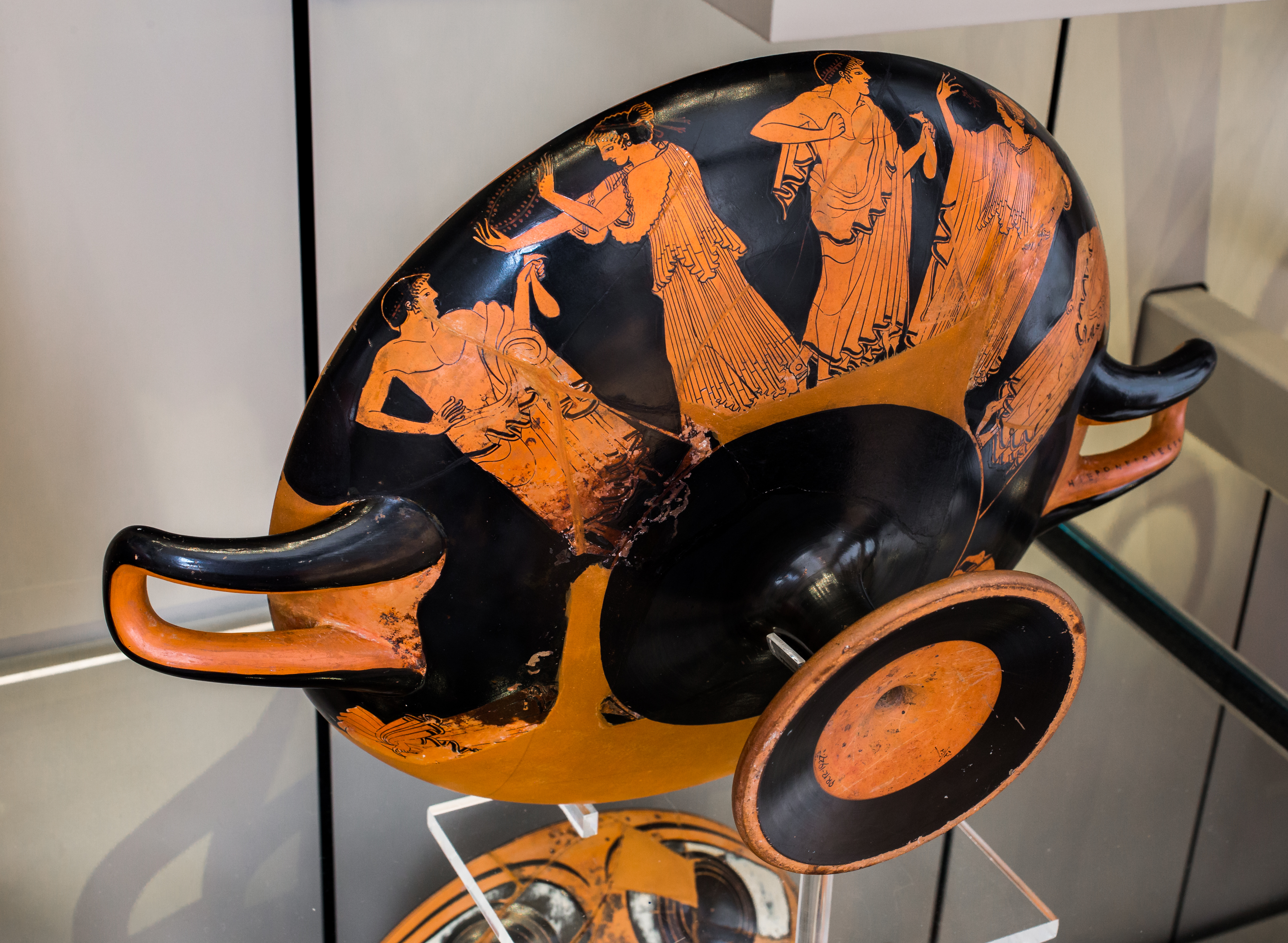
Kilyx attica a figure rosse, donne con ghirlanda e rametto e giovani con borse -  490-480 A.c. necropoli di Poggio Sommavilla, produzione: Atene - vasaio: HIERON EPOIESEN - pittore: Makron, Museo di Cambridge Oxford
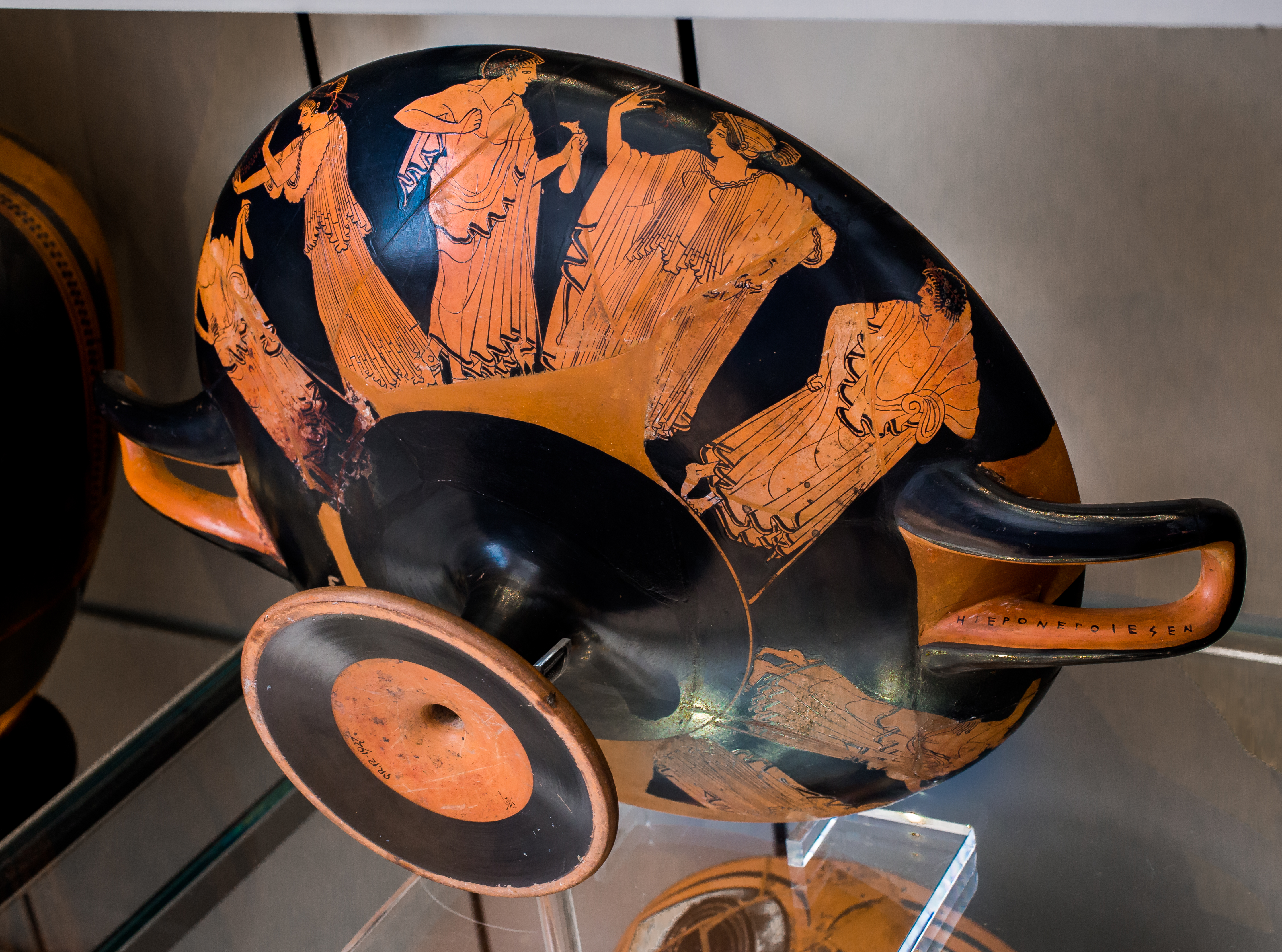
Kilyx attica a figure rosse, donne con ghirlanda e rametto e giovani con borse -  490-480 A.c. necropoli di Poggio Sommavilla, produzione: Atene - vasaio: HIERON EPOIESEN - pittore: Makron, Museo di Cambridge Oxford
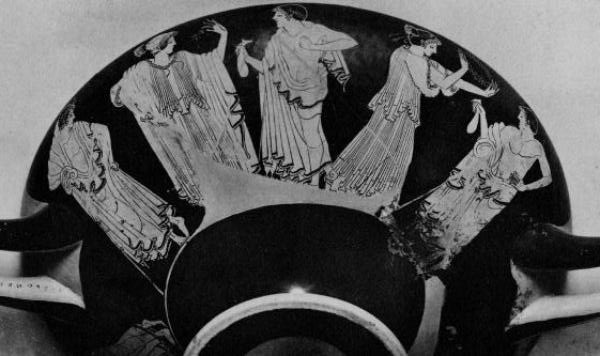
Kylix erotica ceramica a figure rosse, con iscrizione nella maniglia sinistra ιερον εποιεσεν, 500-450 a.c. necropoli di Poggio Sommavilla, Oxford Museum
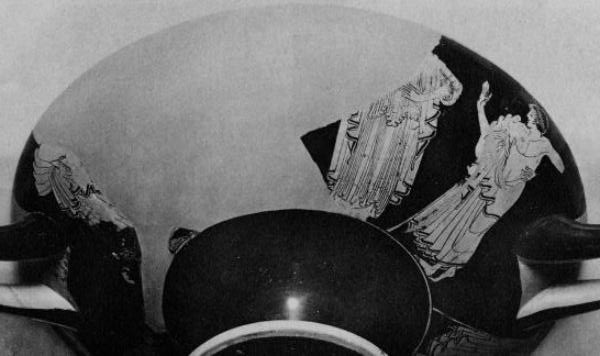
Kylix erotica ceramica a figure rosse, 500-450 a.c. necropoli di Poggio Sommavilla, Oxford Museum
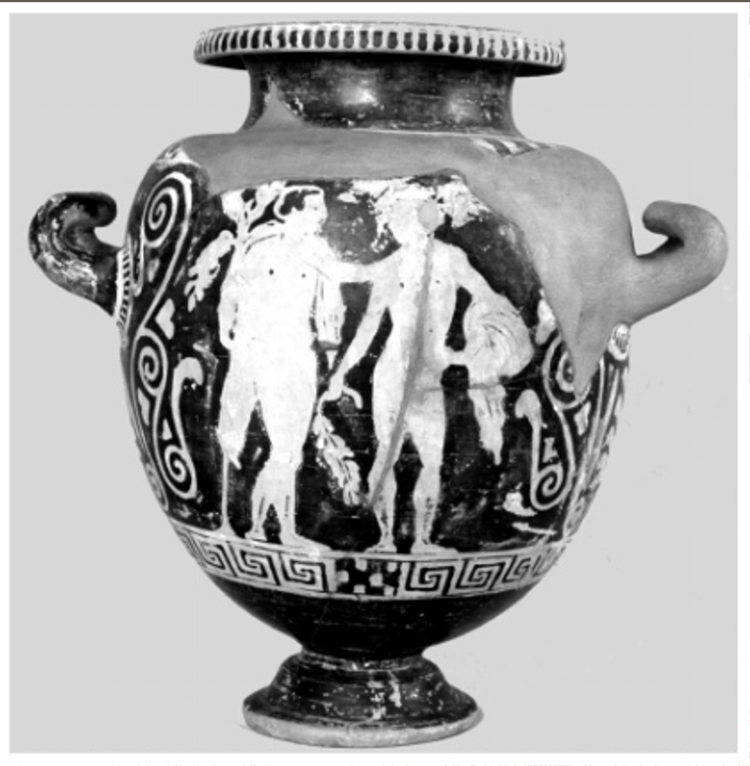
Stamnos del Pittore di Sommavilla ceramica a figure rosse, ragazzi nudi, V a.c. necropoli di Genova, Museo civico archeologico Genova Pegli.
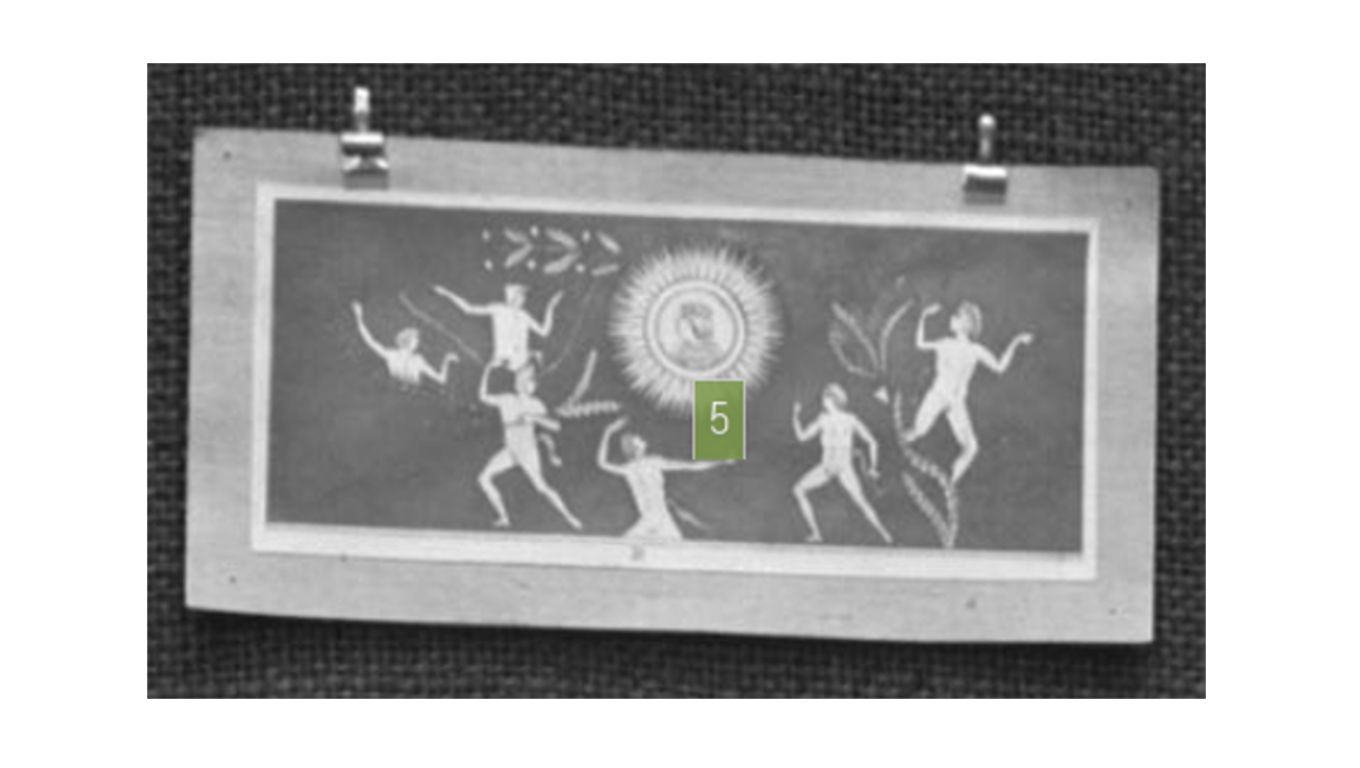
Sole sorge tra sei satiri, disegno della decorazione di un Cratere ceramica a figure rosse 380-360 a.c. necropoli di Poggio Sommavilla, Museo archeologico di Parma.
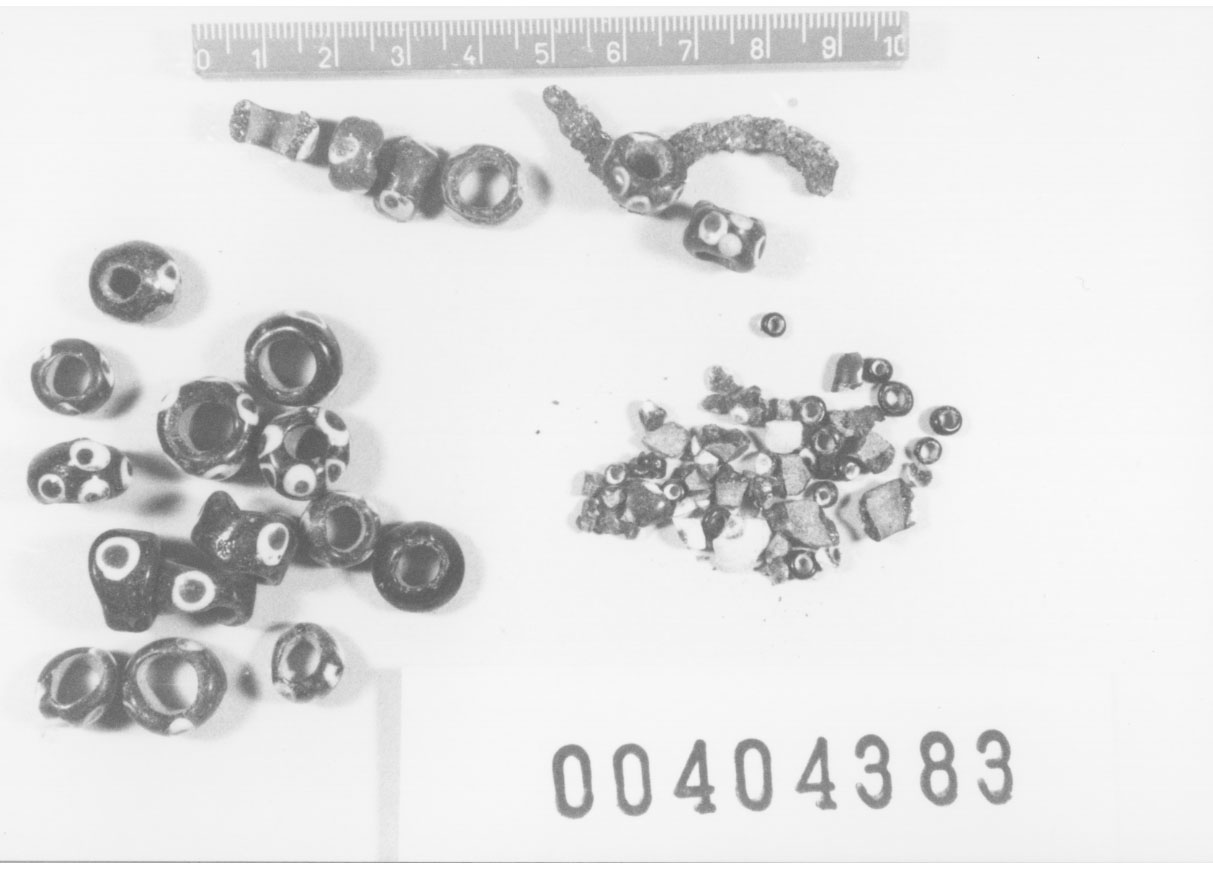
Si tratta di una serie di numerosi vaghi in pasta vitrea di varie dimensioni, blu e bianchi con cerchietti bianchi e gialli del V IV III a.c. Tomba 1, Localita' Stallone, Necropoli di Poggio Sommavilla, SBALazio etruria meridionale,Tivoli
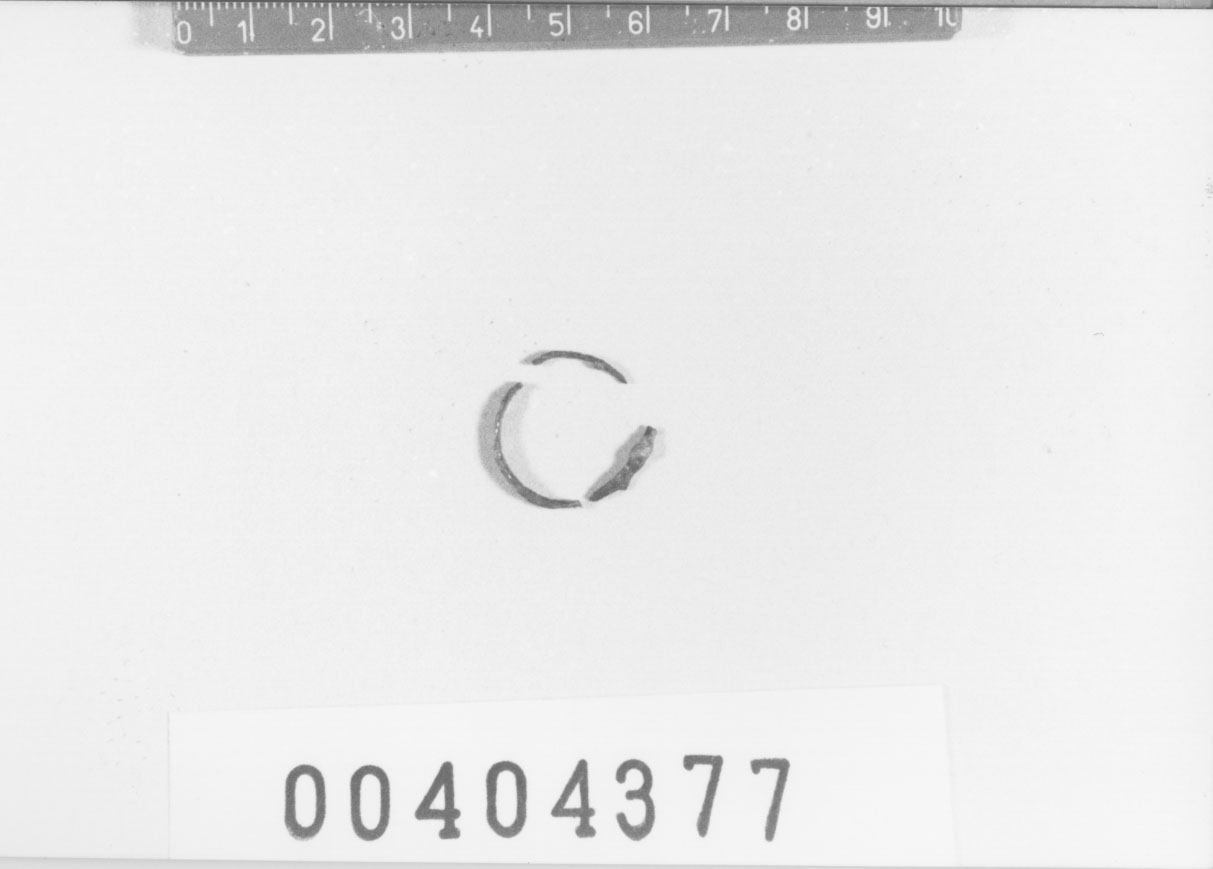
Anello digitale, laminatura in argento, eta arcaica, Tomba 8, Localita' Stallone, Necropoli di Poggio Sommavilla, SBALazio etruria meridionale, Tivoli[91][92][93].
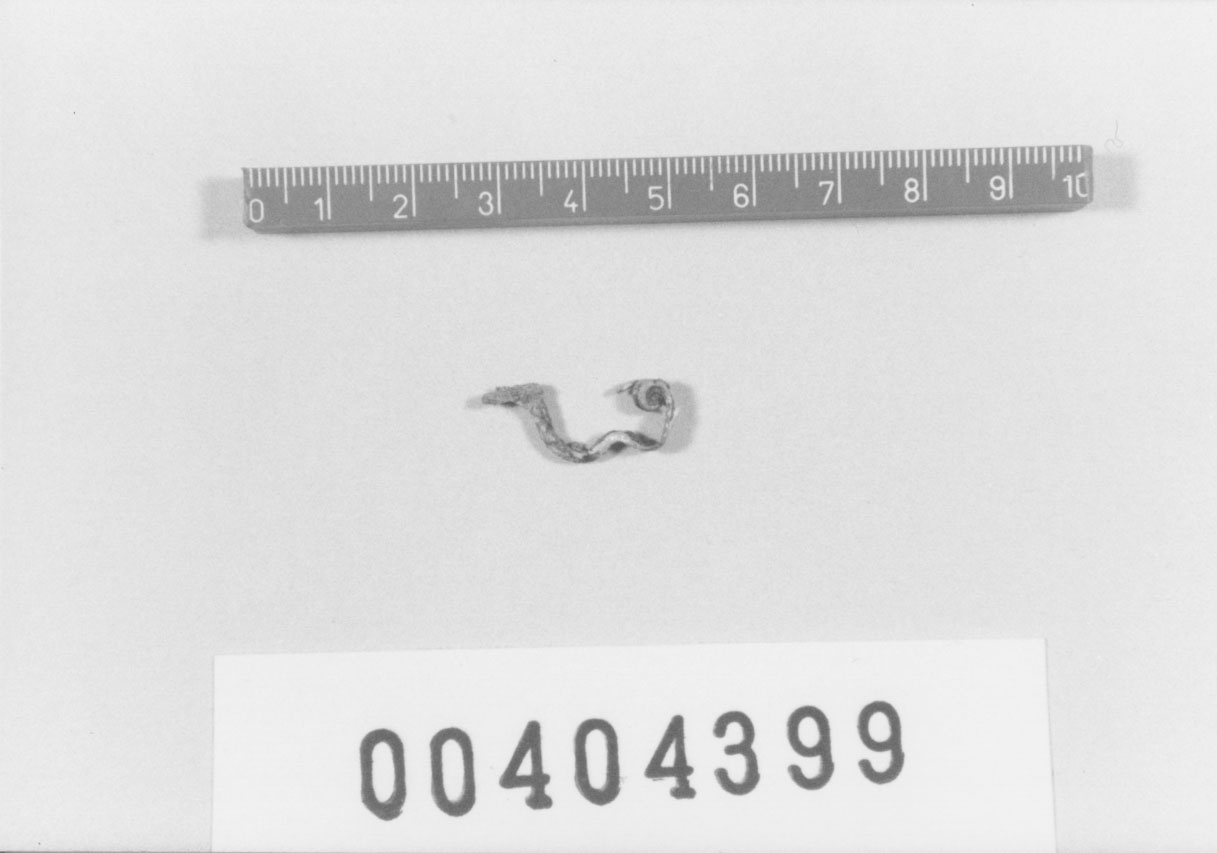
Fibula ad arco serpeggiante, fusione in bronzo, (Guzzo classe F, tipo 1) VI ac, Tomba 2, Localita' Stallone, Necropoli di Poggio Sommavilla, SBALazio etruria meridionale,Tivoli.[94][95][96].
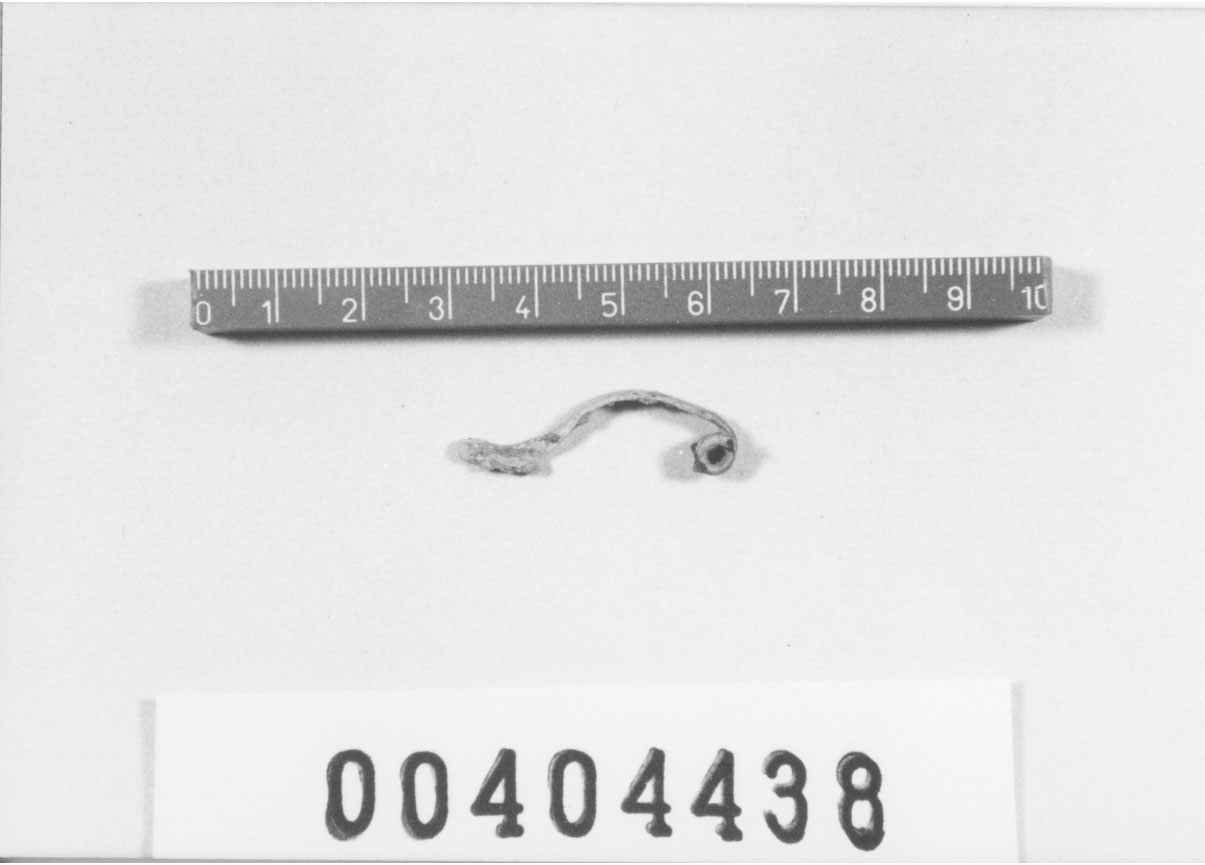
Fibula, frammento, fusione in bronzo, lavorazione a pinza, (Guzzo, classe d, tipo II) VI a.c. Tomba 10, Necropoli di Poggio Sommavilla, SBALazio etruria meridionale, Tivoli[97][98][99].
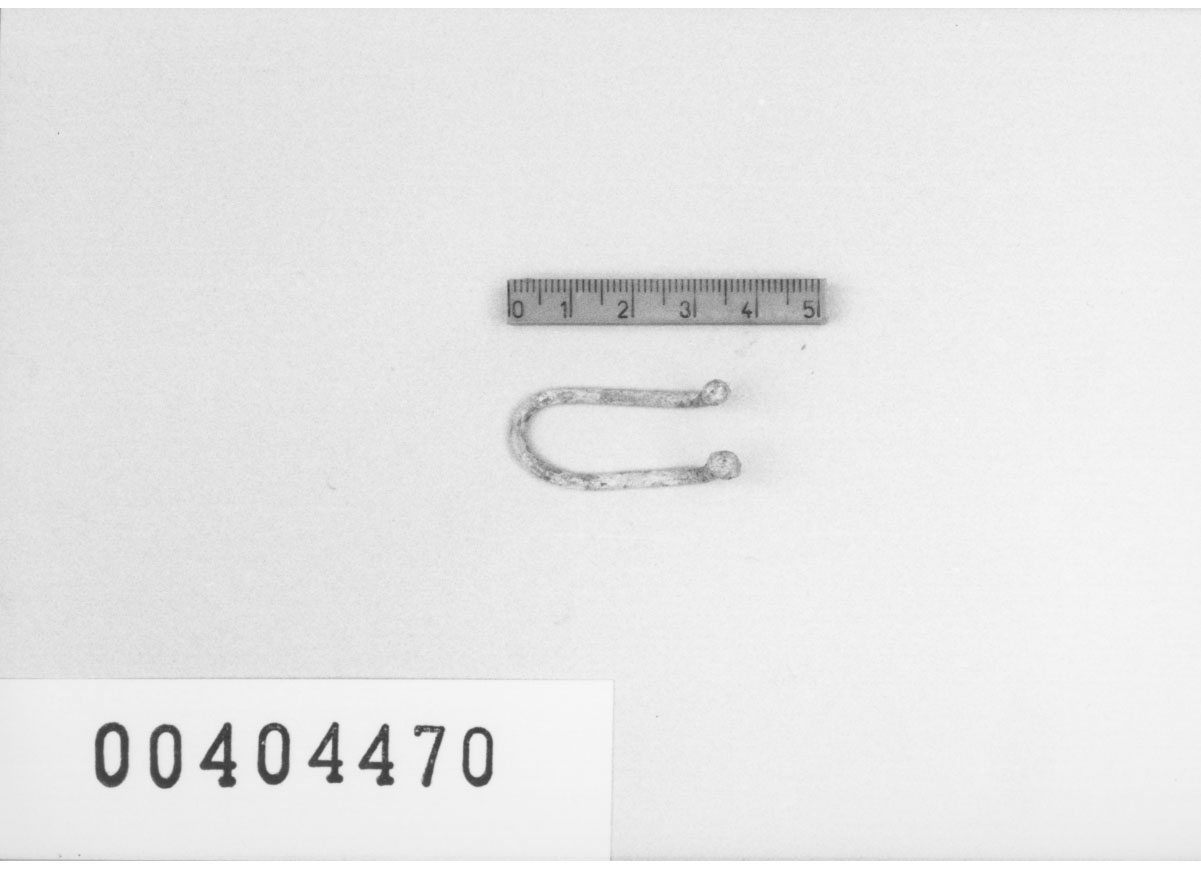
Gancio, fusione in bronzo, eta' arcaica, Tomba 15, Localita' Stallone, Necropoli di Poggio Sommavilla, SBALazio etruria meridionale, Tivoli[100][101][102].
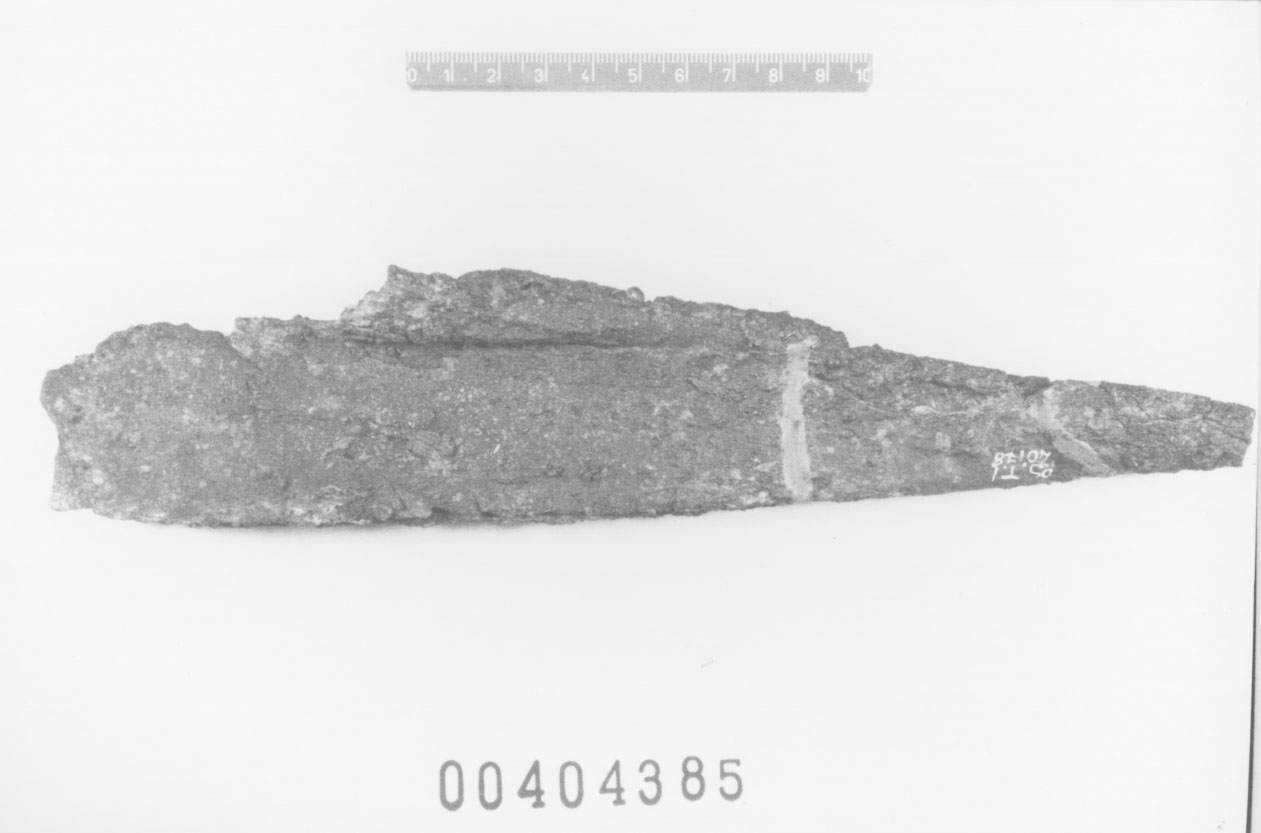
Sauroter, tallone in metallo di una lancia oplita, forgiatura in ferro, VI V 599-500 a.c. Tomba 1, Localita' Stallone, Necropoli di Poggio Sommavilla, SBALazio etruria meridionale, Tivoli[138][139][140].
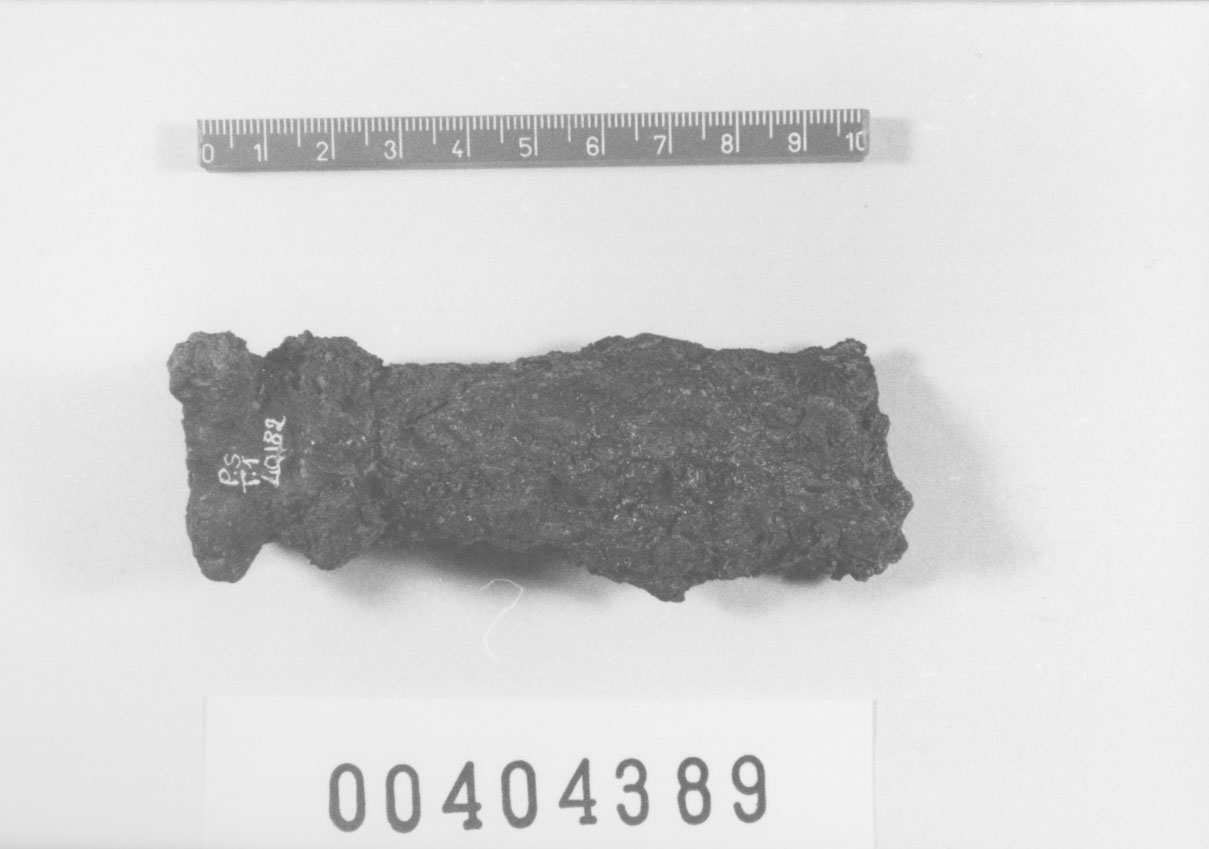
Impugnatura di spada, forgiatura in ferro, VI ac, Tomba 1, Localita' Stallone, Necropoli di Poggio Sommavilla, SBALazio etruria meridionale, Tivoli[104][135][136].
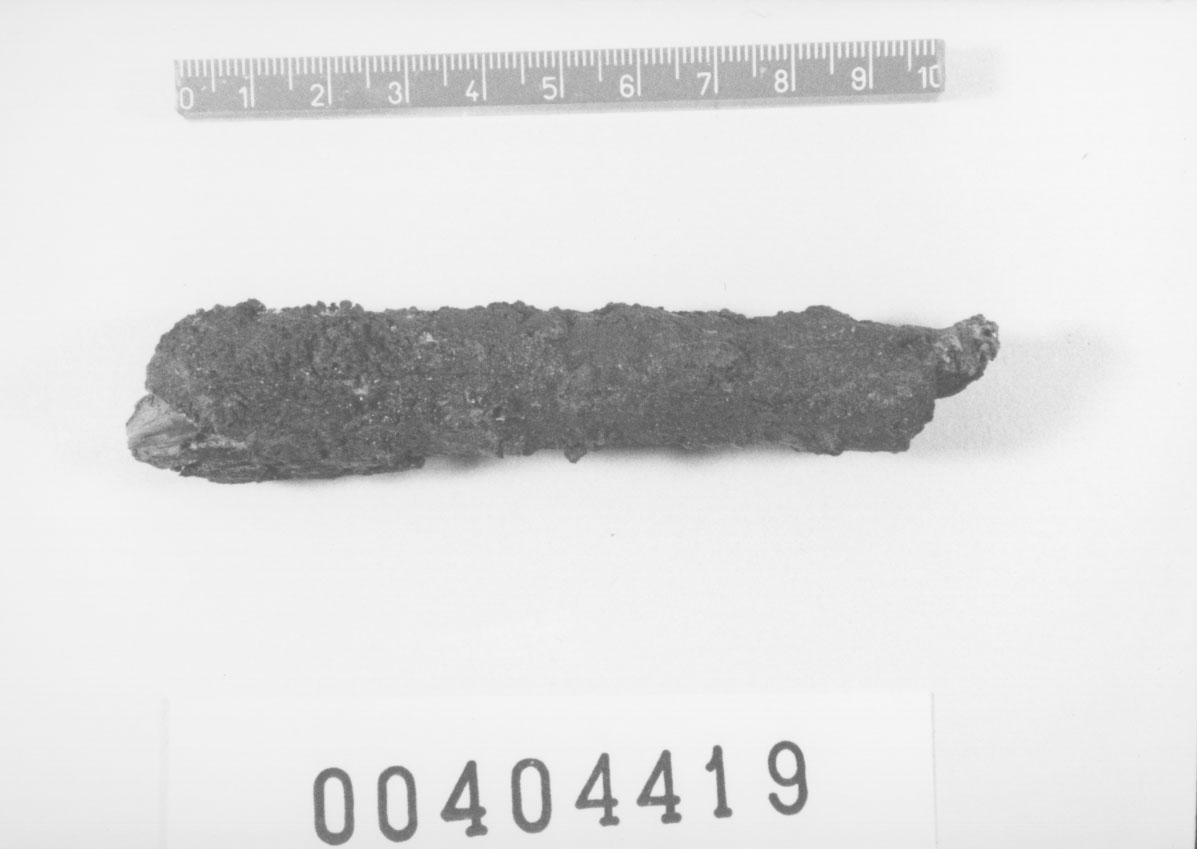
Sauroter, forgiatura in ferro, VI V a.c. Tomba 8, Localita' Stallone, Necropoli di Poggio Sommavilla, SBALazio etruria meridionale, Tivoli[103][104][105].
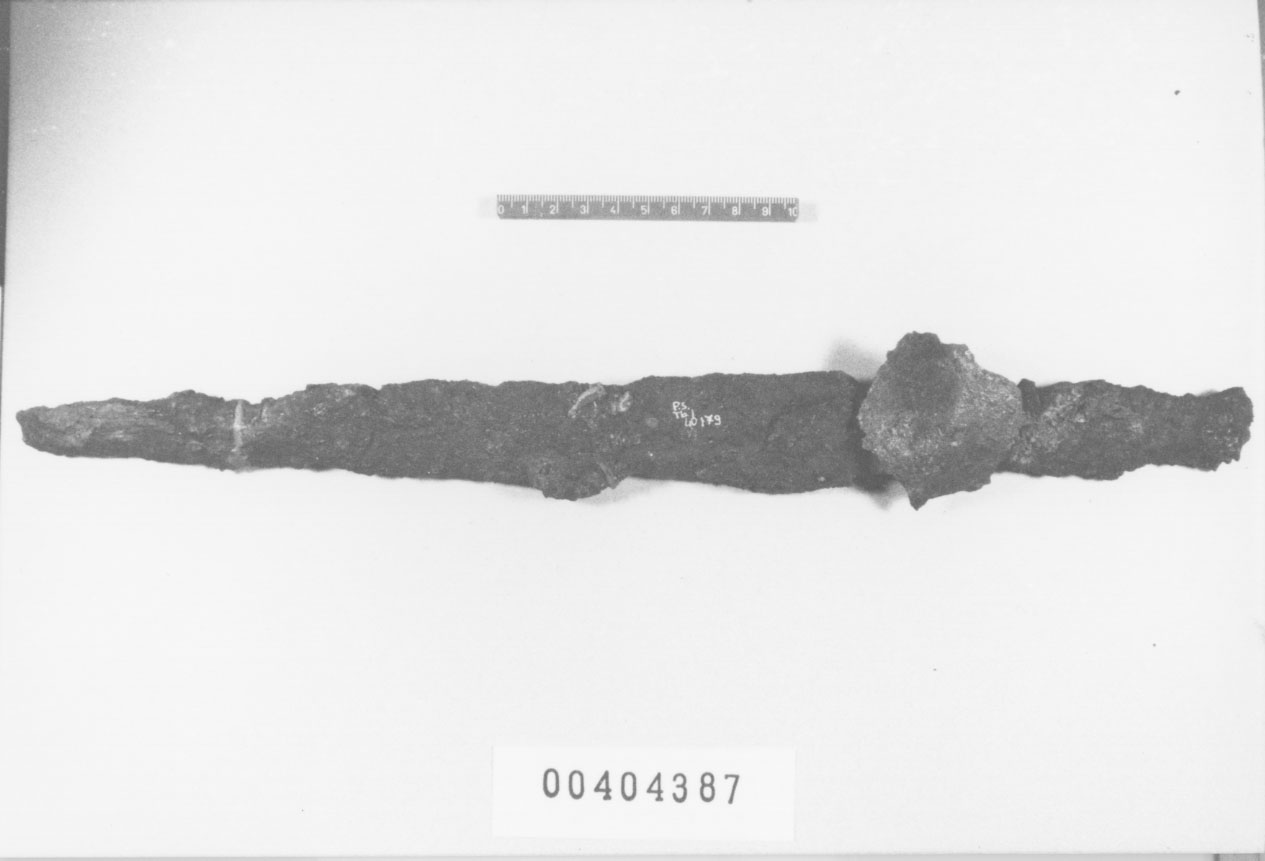
Spada, forgiatura in ferro, V VI a.c. Tomba 1, Localita' Stallone, Necropoli di Poggio Sommavilla, SBALazio etruria meridionale, Tivoli[106][107][108].
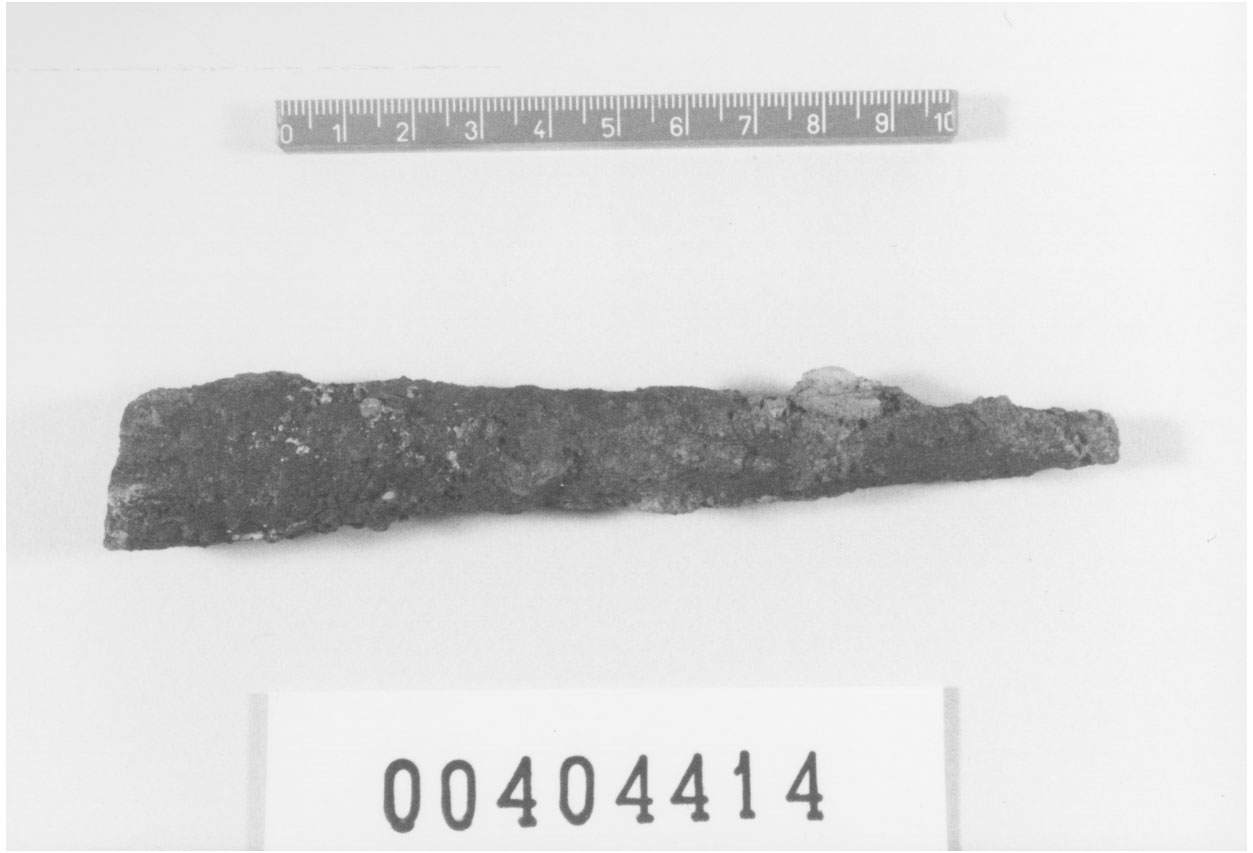
Sauroter, forgiatura in ferro, V VI a.c. Tomba 8, Localta' Stallone, Necropoli di Poggio Sommavilla, SBALazio etruria meridionale, Tivoli[109][110].
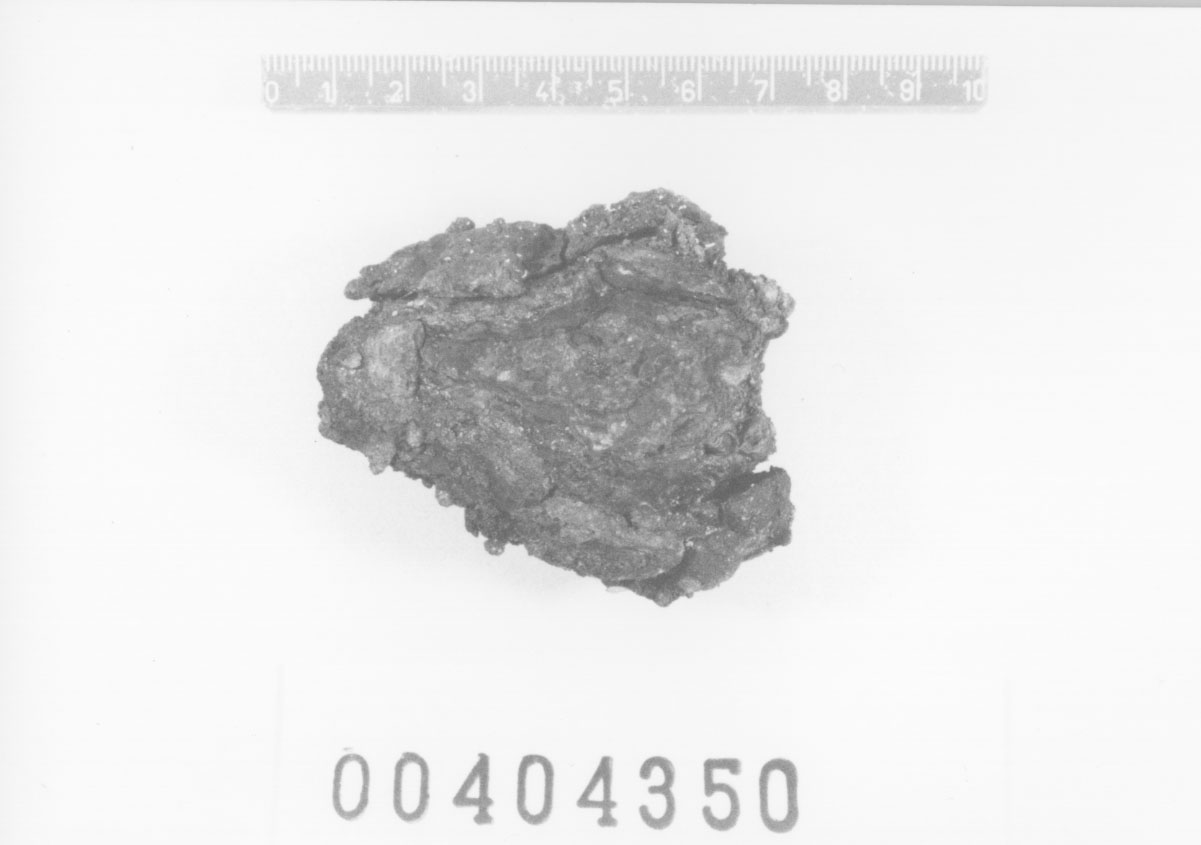
Spada, elsa, pomo, Tomba 1, VI a.c. forgiatura a ferro, necropoli di Poggio Sommavilla, SBALazio etruria meridionale, Tivoli[111][112][113].
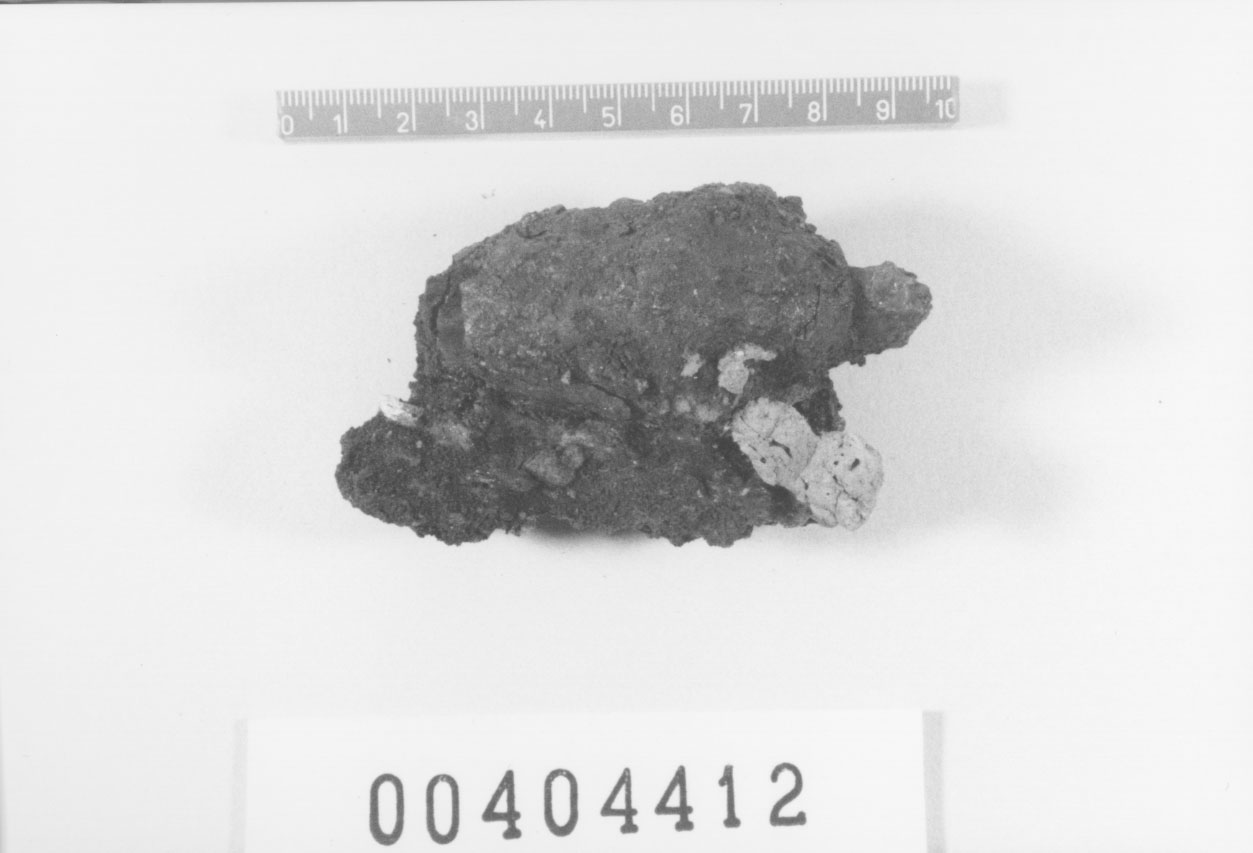
Spada, elsa, pomo, forgiatura in ferro, V VI a.c. Tomba 8, Necropoli di Poggio Sommavilla, SBALazio etruria meridionale, Tivoli.[114][115][116].
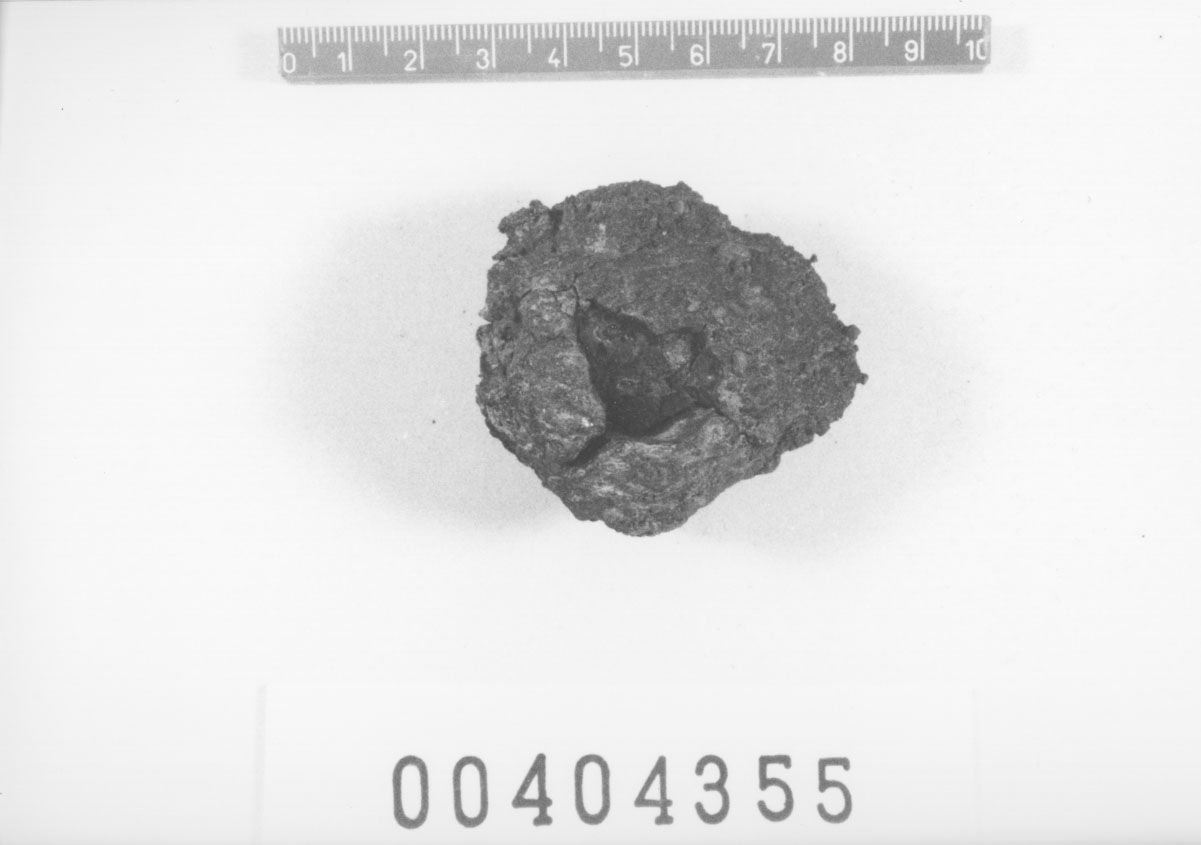
Spada, elsa, pomo, forgiatura in ferro, VI a.c. Tomba 1, Localita' Stallone, Necropoli di Poggio Sommavilla, SBALazio etruria meridionale, Tivoli[117][118][119].
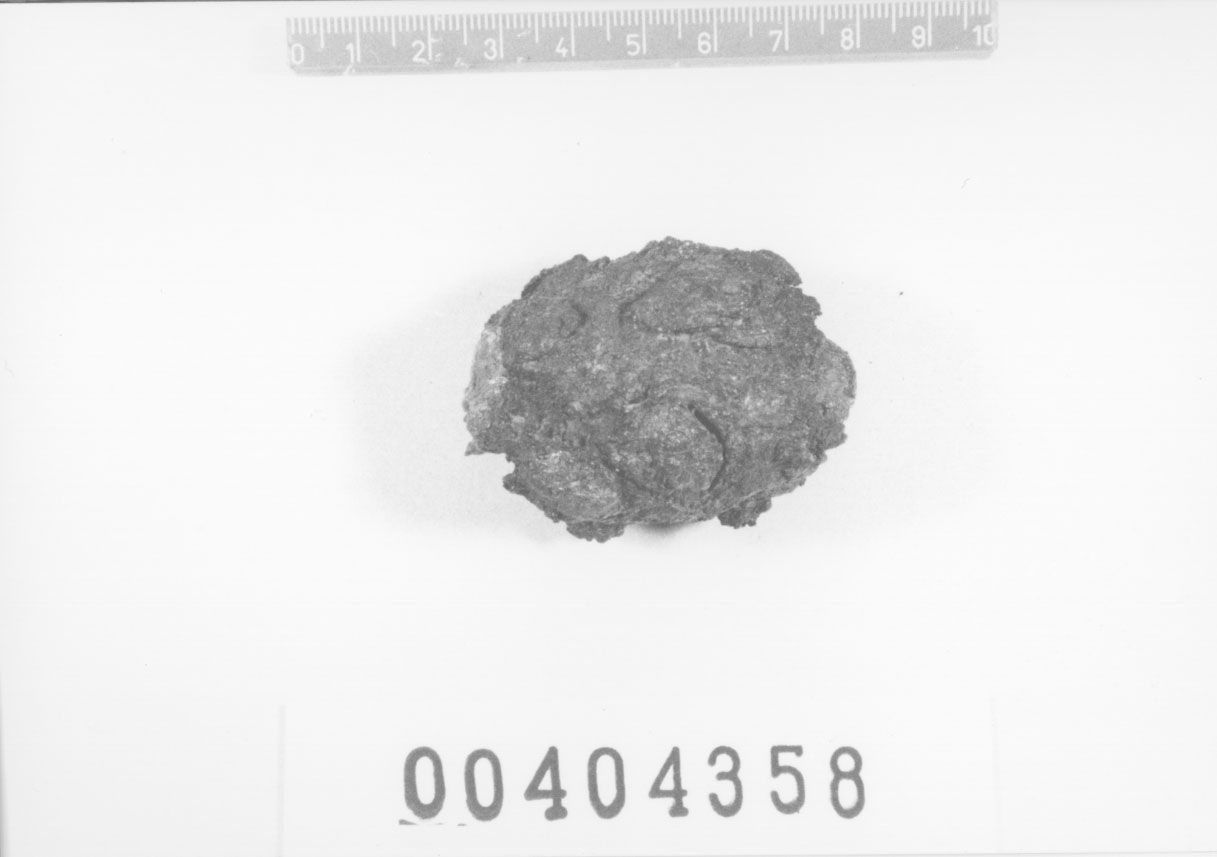
Spada, elsa, pomo, forgiatura in ferro, VI a.c. Tomba 1, Localita' Stallone, Necropoli di Poggio Sommavilla, SBALazio etruria meridionale. Tivoli [120][121][122].
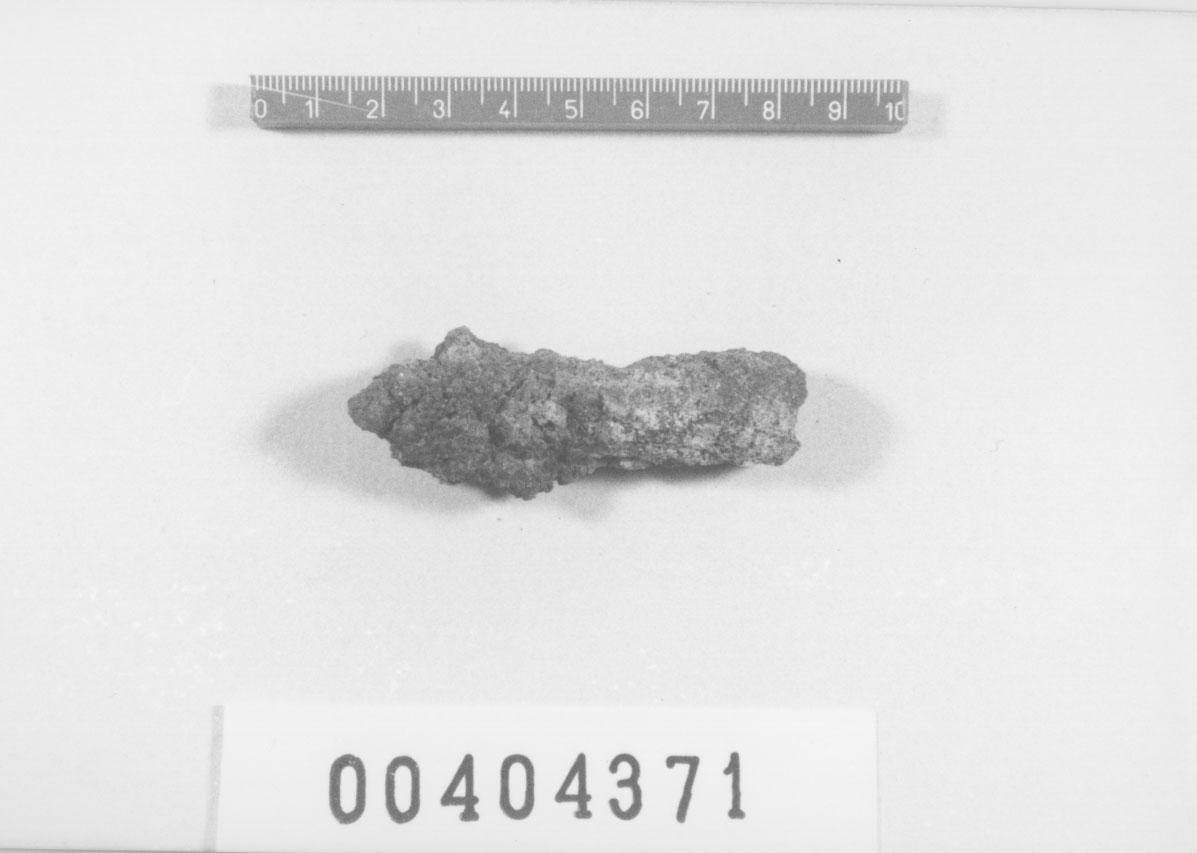
Sauroter, forgiatura in ferro, V VI a.c. Tomba 6, Localita' Stallone, Necropoli di Poggio Sommavilla, SBALazio etruria meridionale, Tivoli[123][124][125].
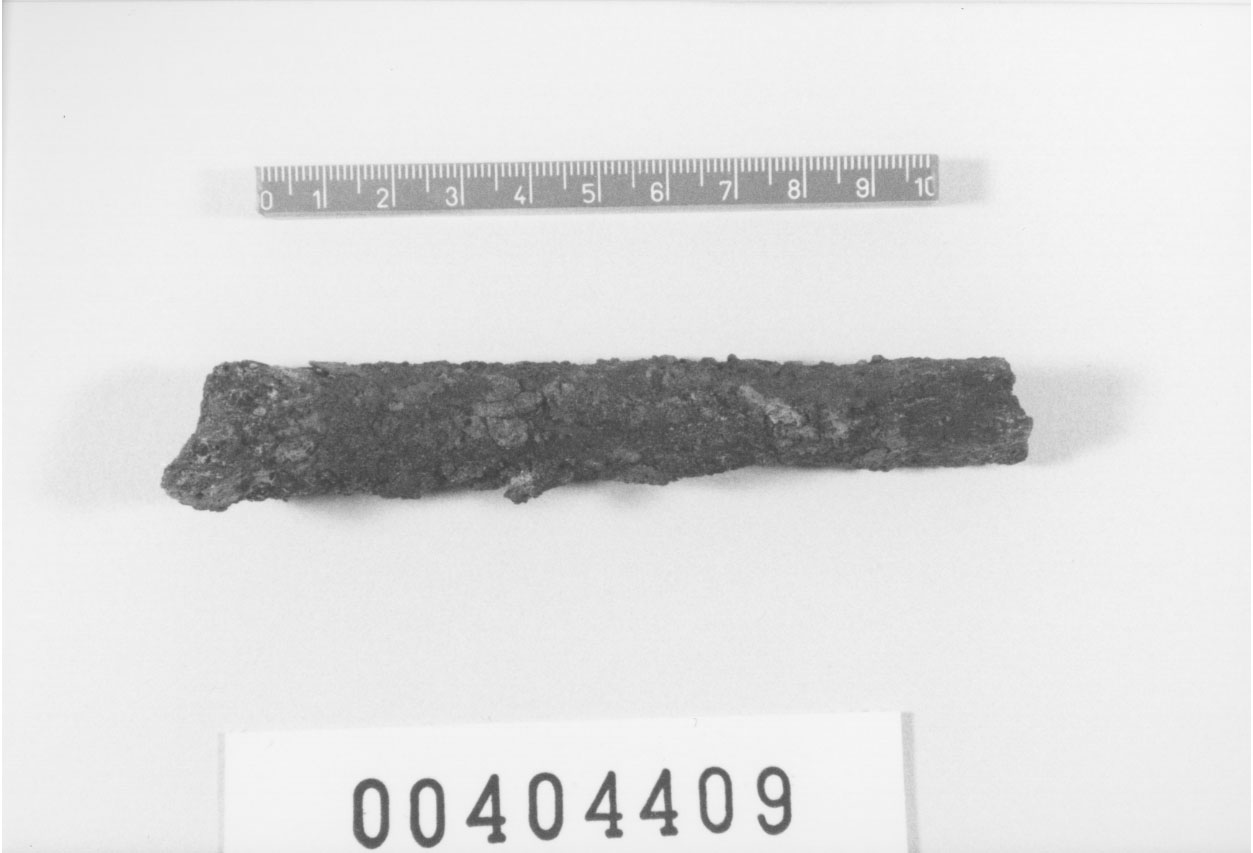
Punta di lancia, forgiatura in ferro, V VI a.c. Tomba 8, Localita' Stallone, Necropoli di Poggio Sommavilla, SBALazio etruria meridionale, Tivoli[123][124][125].
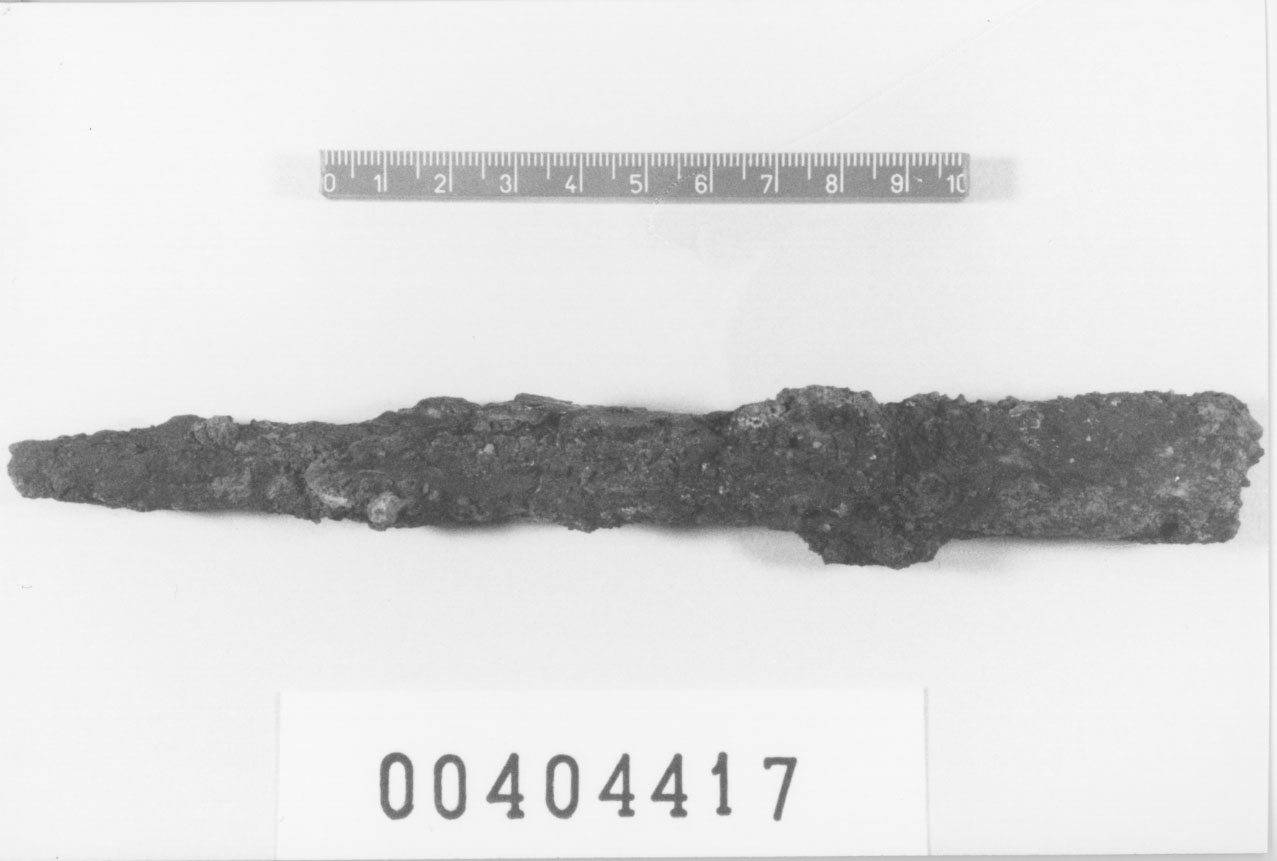
Sauroter, forgiatura in ferro, V VI a.c. Tomba 8, Localita' Stallone, Necropoli di Poggio Sommavilla, SBALazio etruria meridionale, Tivoli[129][287][131].
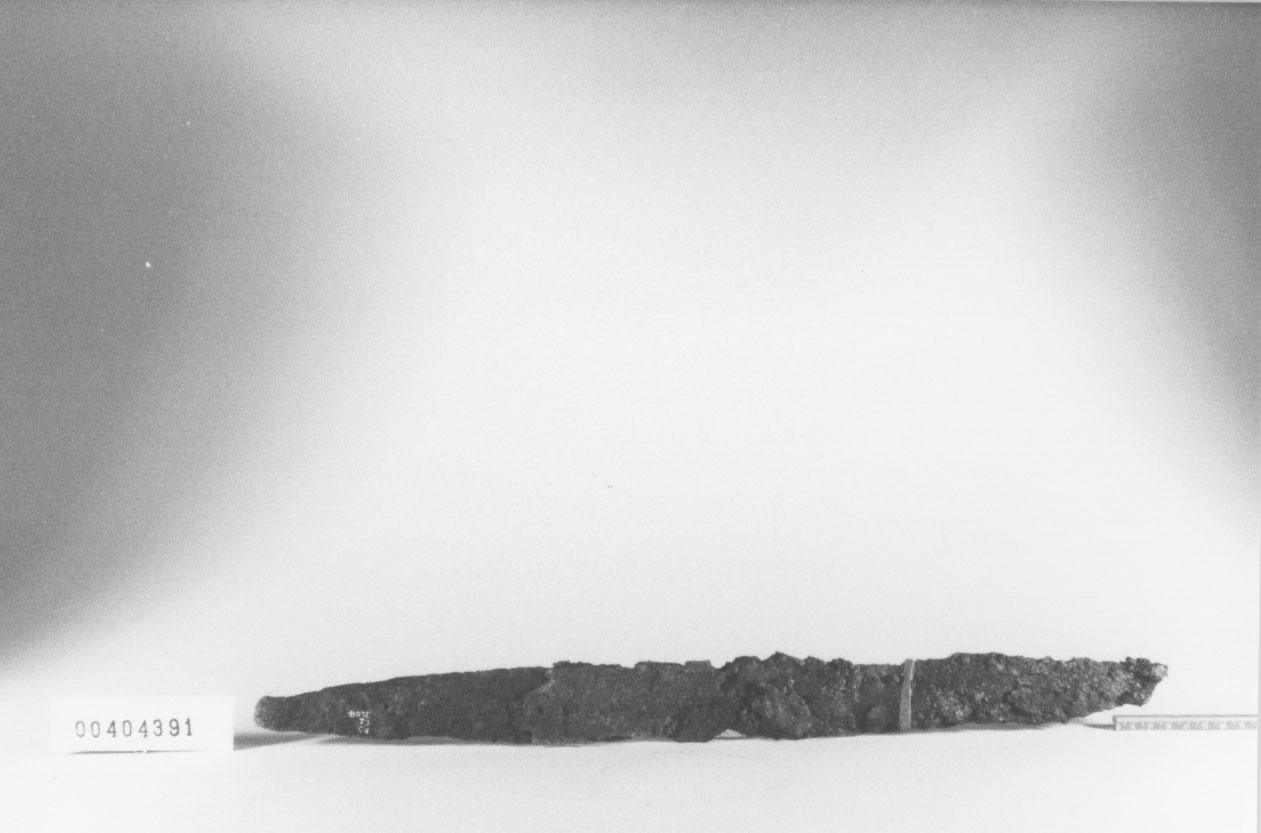
Spada, forgiatura in ferro, V VI ac, Tomba 1, Necropoli di Poggio Sommavilla, SBALazio etruria meridionale, Tivoli[288][289][290].
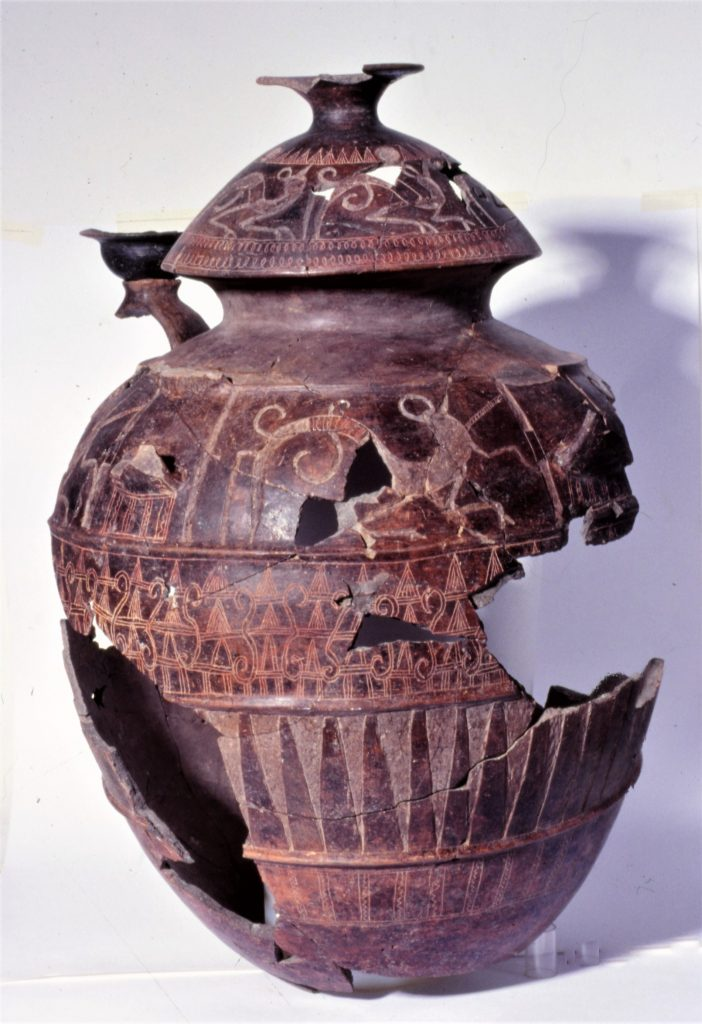
Olla dal bestiario fantastico, excisione di animali fantastici, tomba II VI a.c. necropoli di Poggio Sommavilla, archivio SBALazio Museo Civico Rieti.
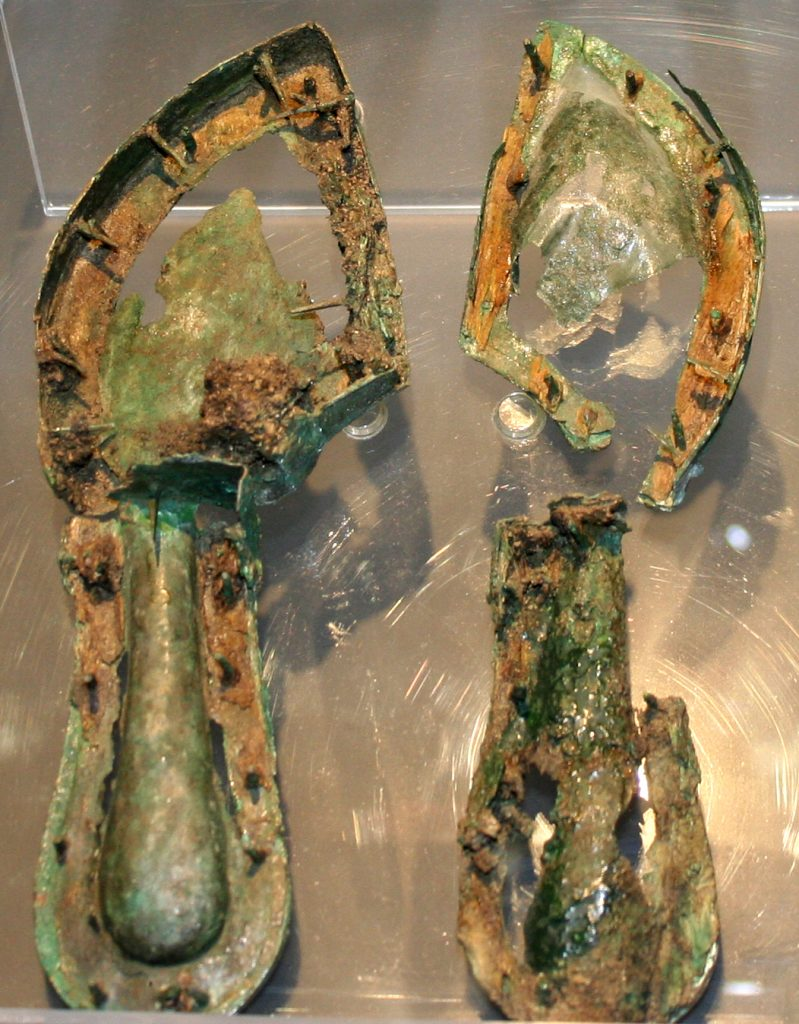
Elementi in bronzo, necropoli di Poggio Sommavilla archivio SBALazio etruria meridionale.
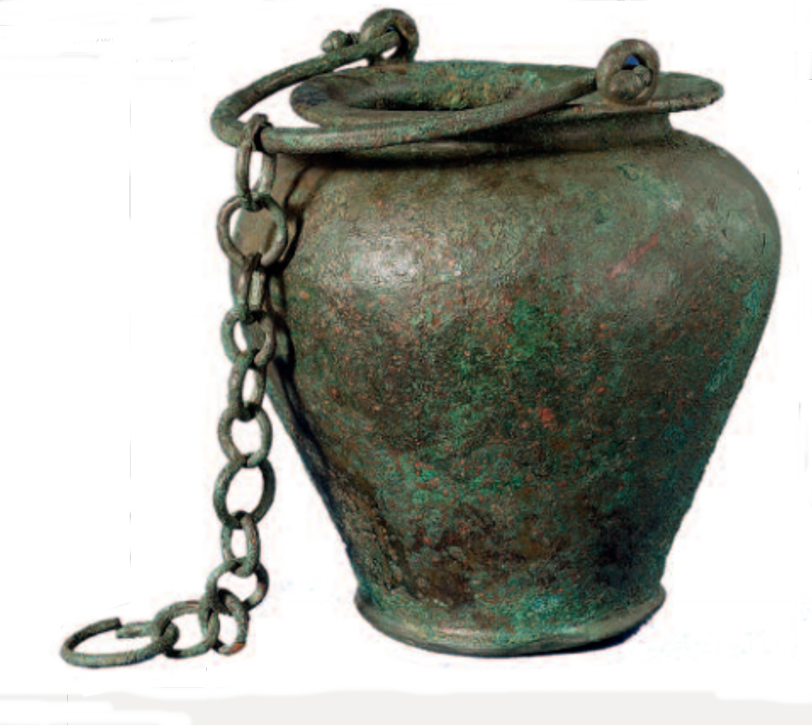
Situla in bronzo VI V ac tomba 32, necropoli Poggio Sommavilla archivio SBLazio etruria meridionale
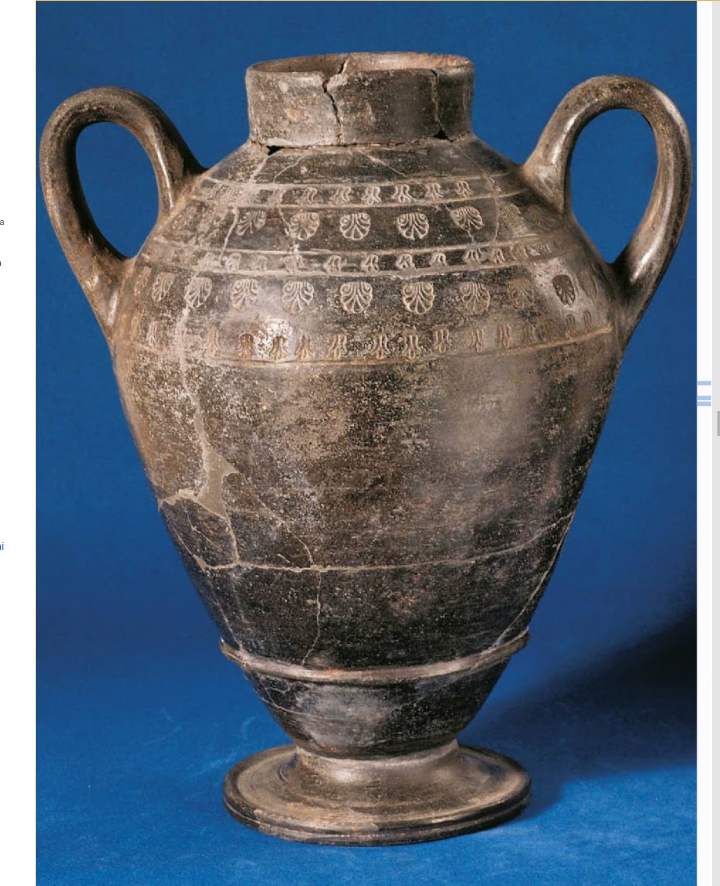
Anfora con decorazione impressa a cilindretti produzione locale, tomba I necropoli Poggio Sommavilla Archivio Soprintendenza Archeologia del Lazio e dell'Etruria Meridionale
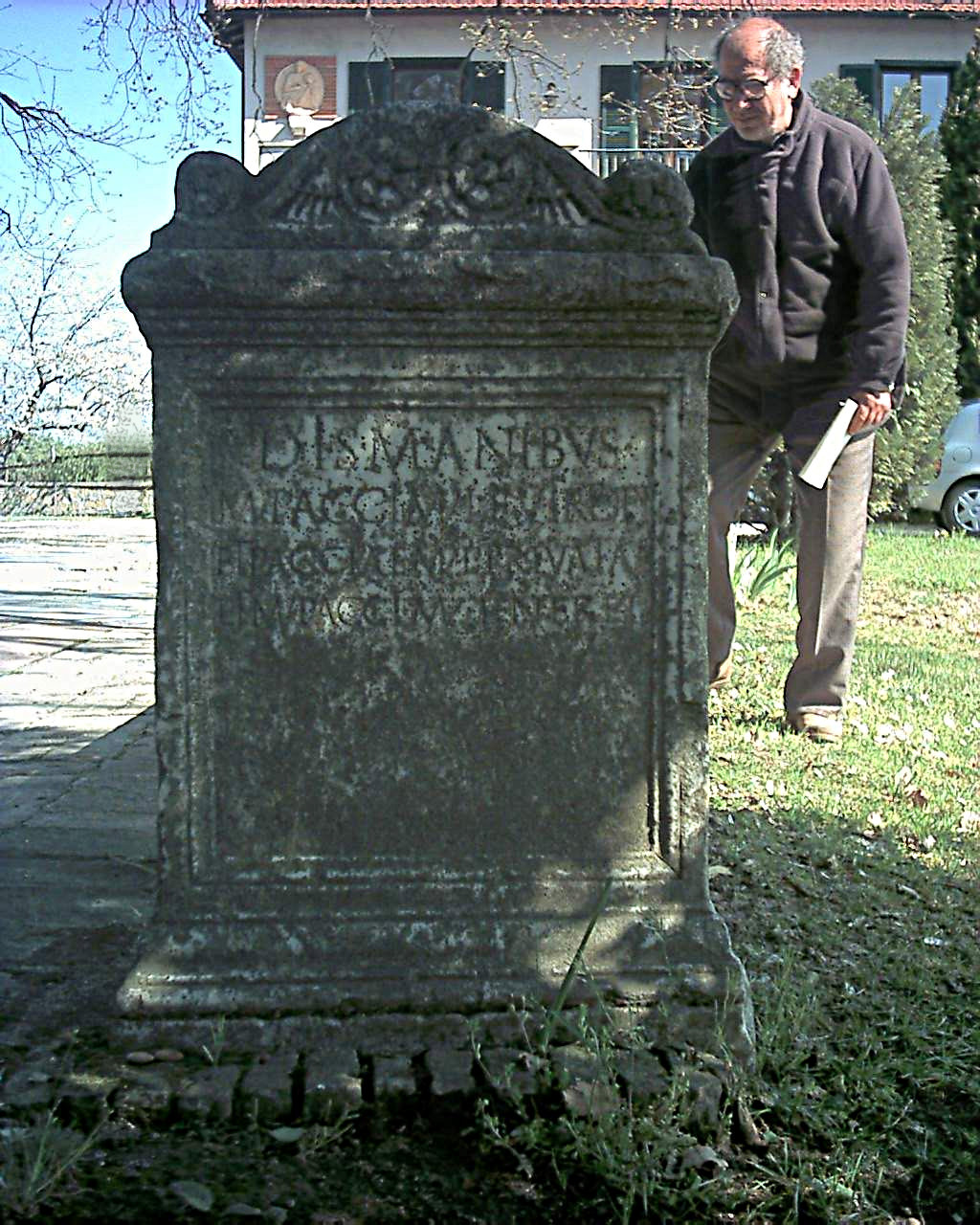
Cippo della liberta africana, dei Pacci, cortile caseggiato bivio Cicignano e lo storico locale avv. Umberto Mattei
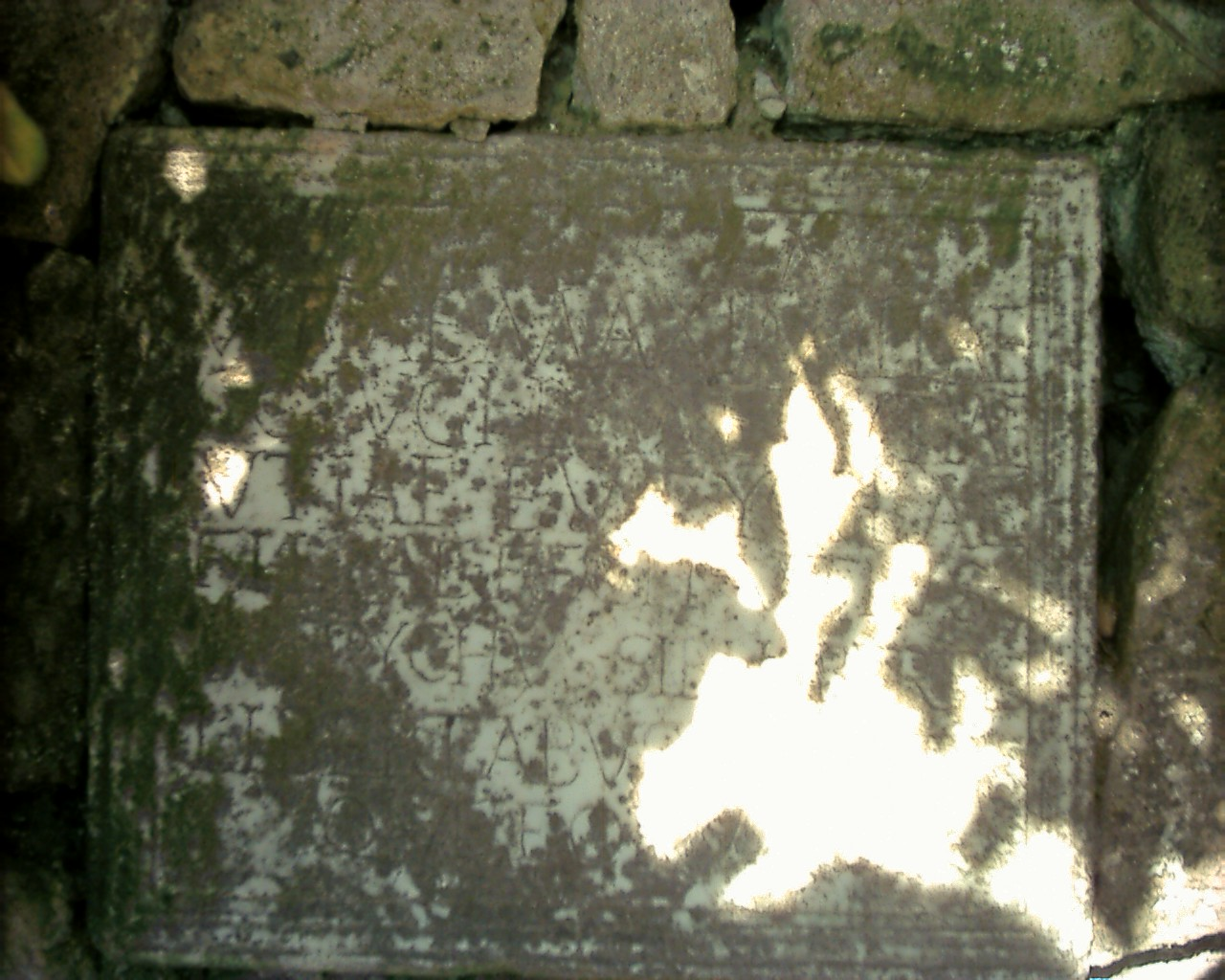
Iscrizione romana nel cortile del caseggiato bivio Cicignano
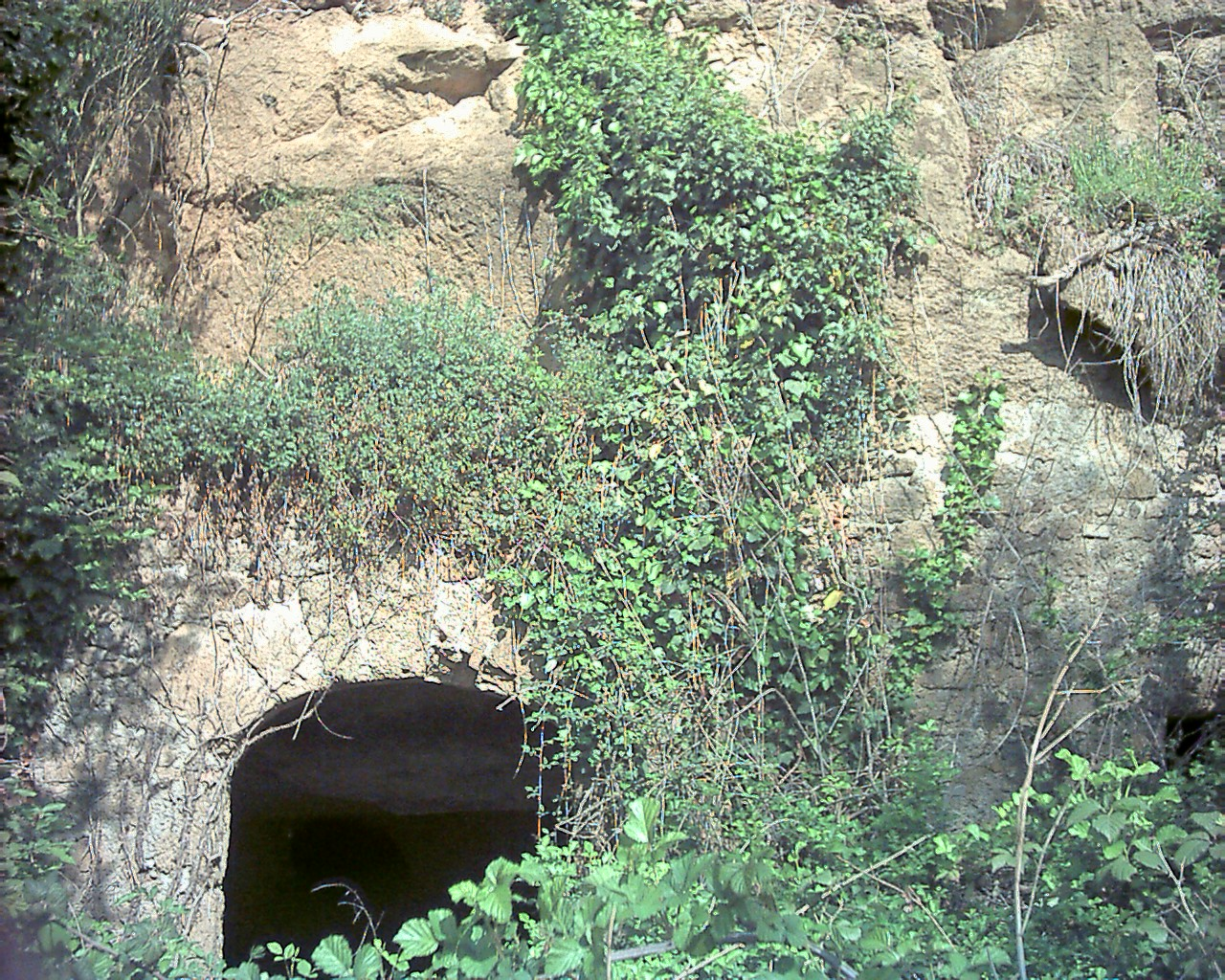
Toccia[293] ruderi, porta ad arco sullo sperone di tufo, area del Pozzo Votivo arcaico, Ponte del Peccato, valle del torrente Aia, Grappignano Poggio Sommavilla.
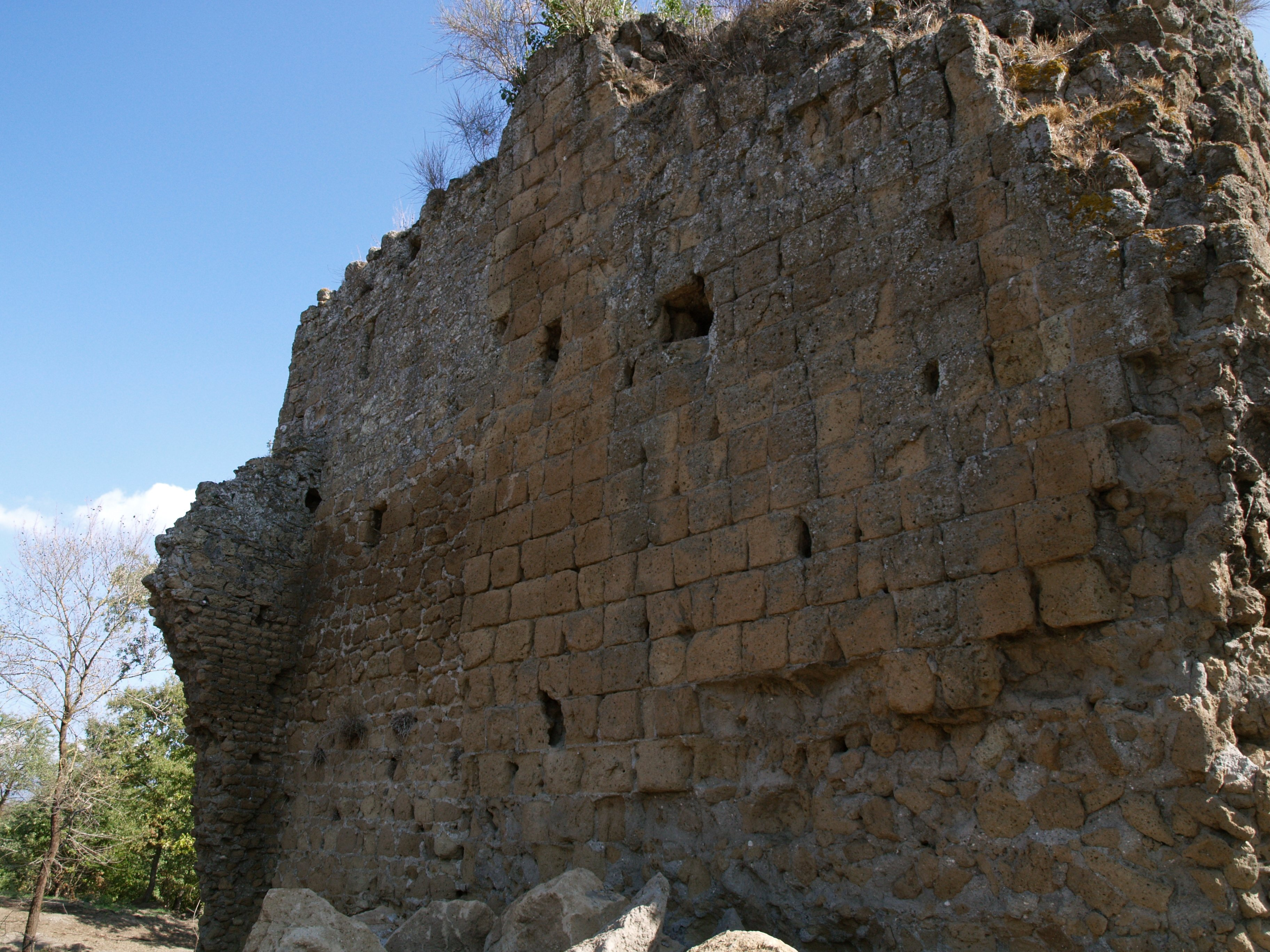
Grappignano, area archeologica
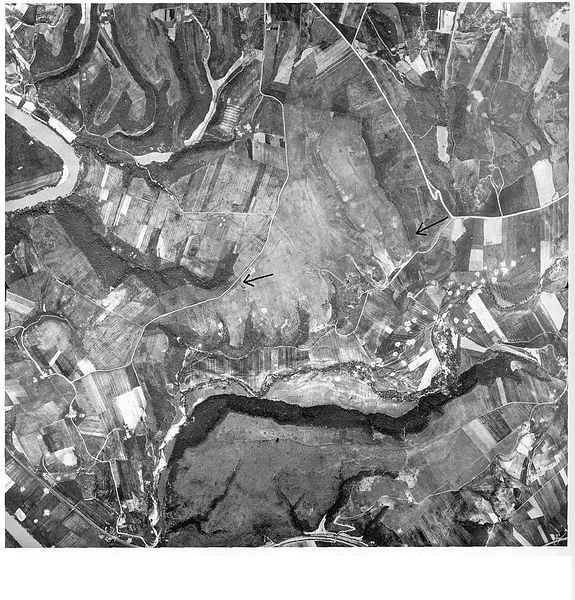
Viabilità antica, bombardamento aereo RAF Grappignano
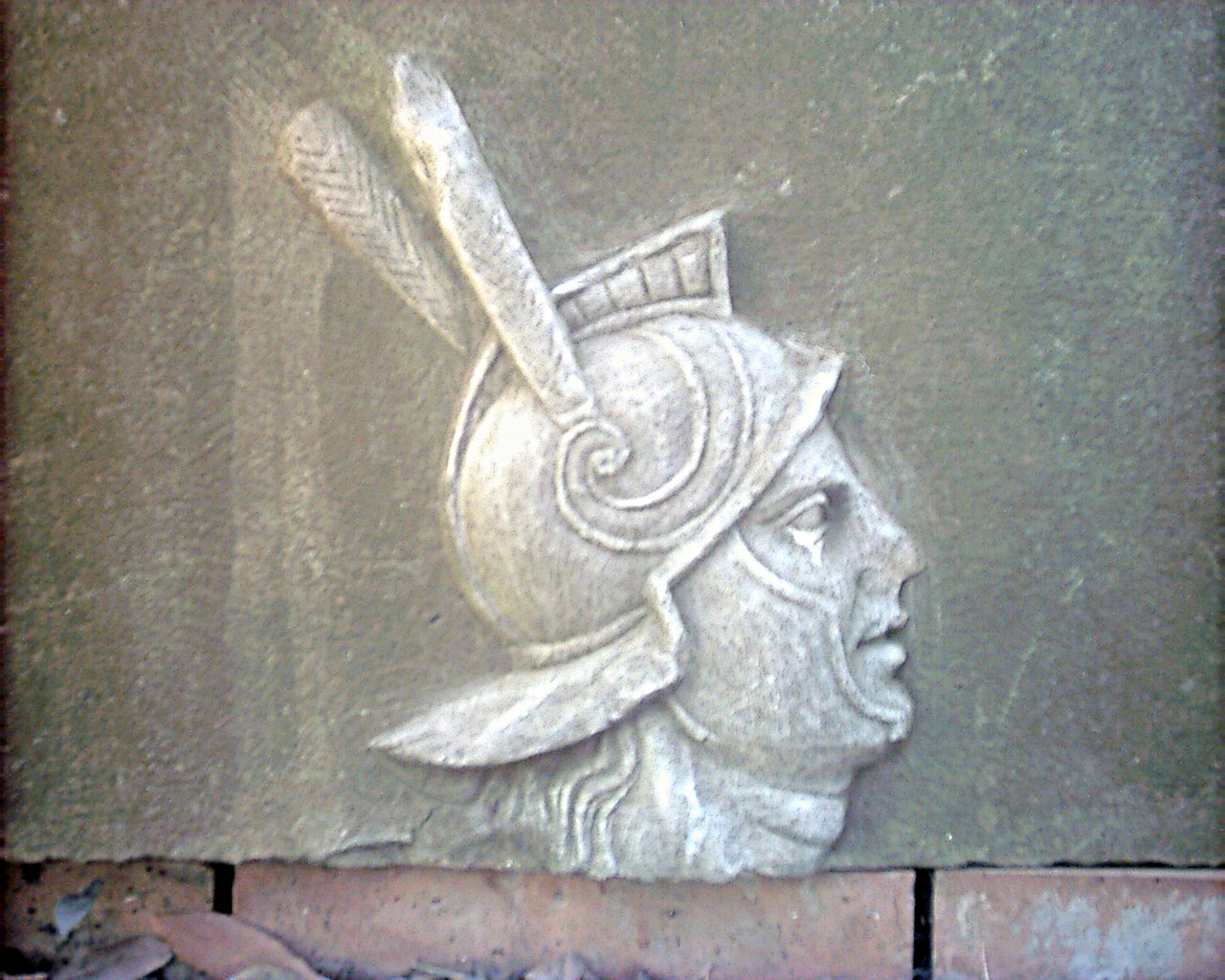
Bassorilievo marmoreo elmo piumato, loc Casone Collevecchio, provenienza monumento Colli
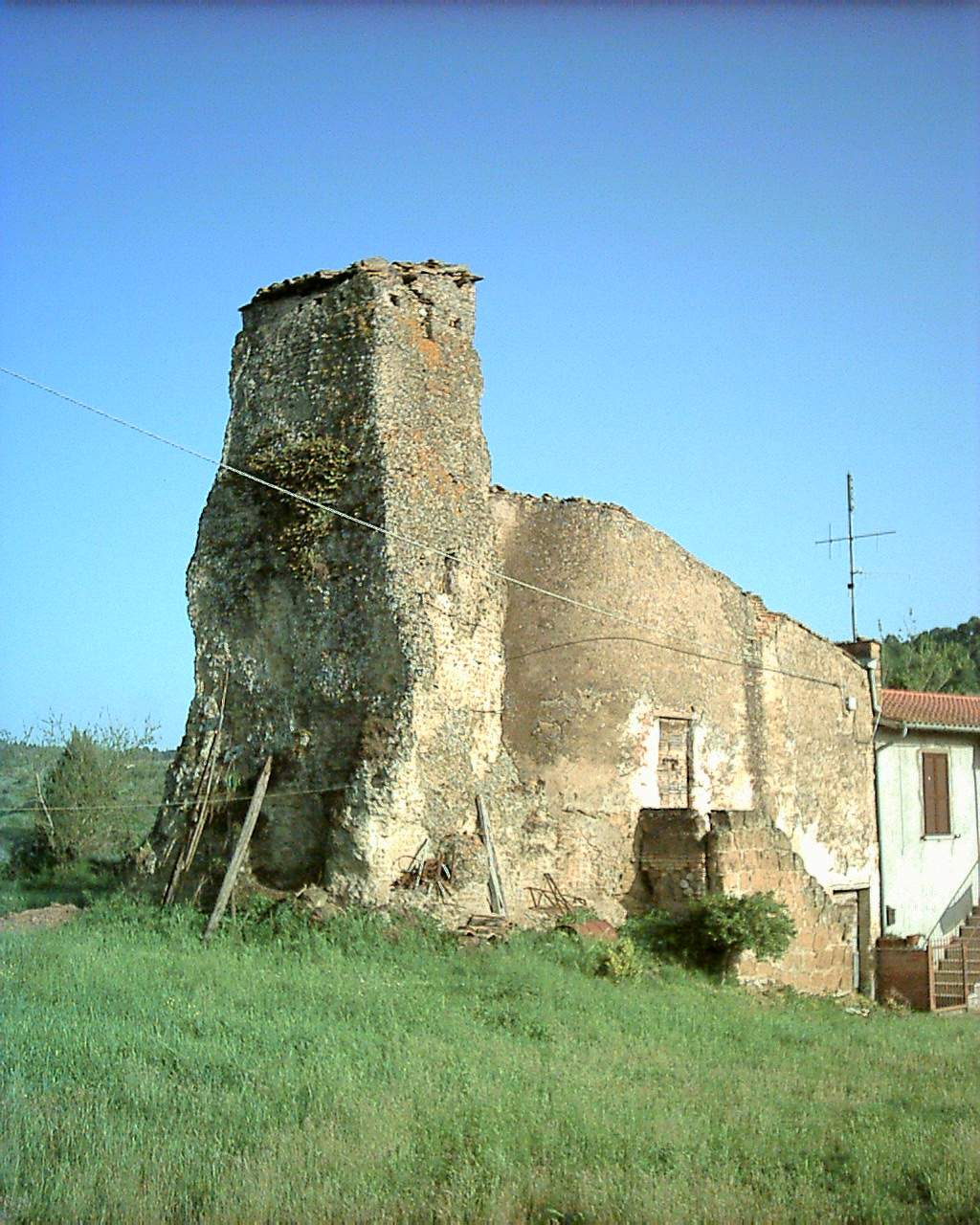
Torre Romana [22][34][297][298][299] con costruzione di cinta recisa, strada Colli fosso del Barcone[300], fontanile Madonna del Piano, valle del torrente Aia, Collevecchio-Poggio Sommavilla
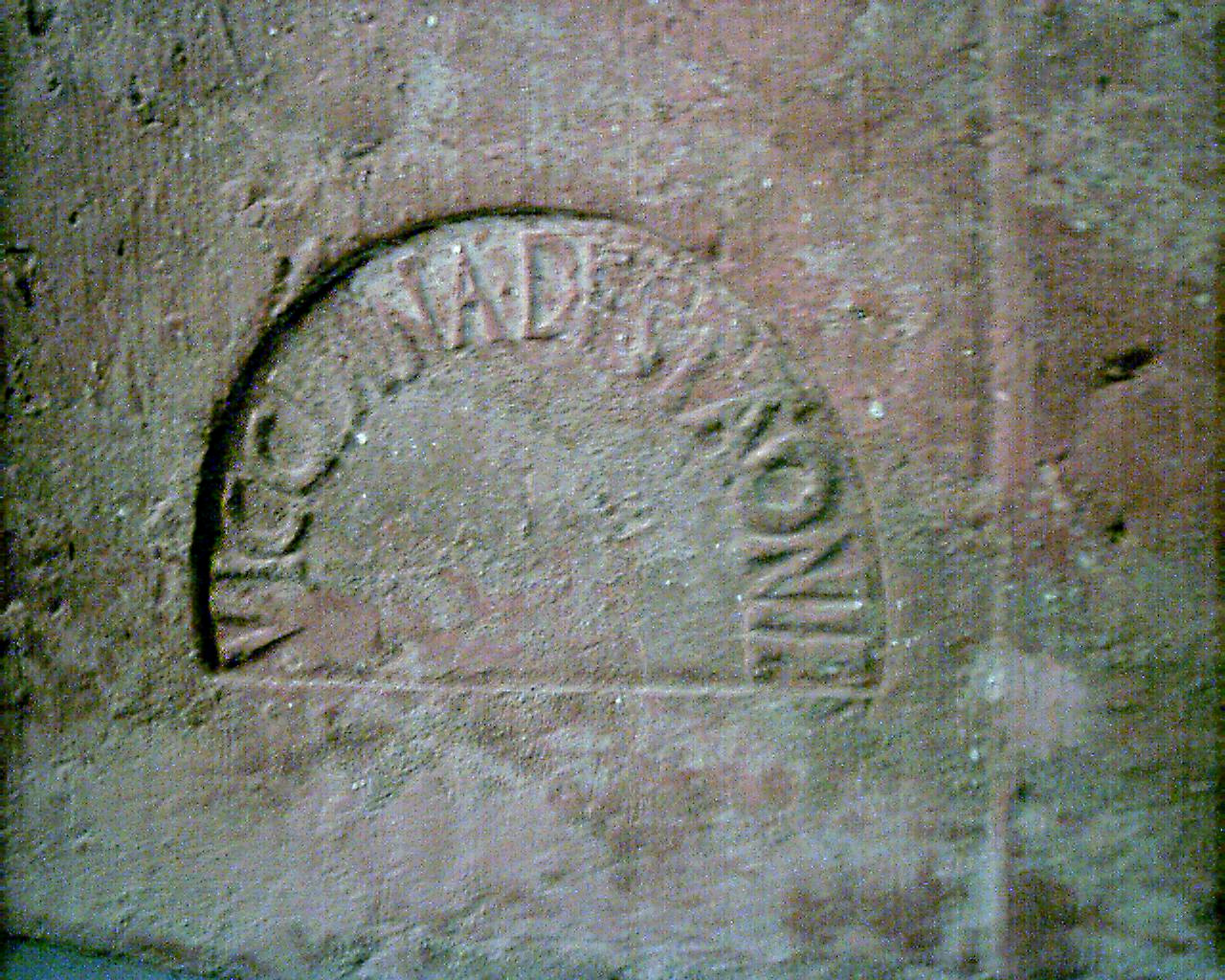
Bollo tegola VICCIANA. DF. STATONIE.[301] sepolcreto comune romano del liberto Satrino, strada staz. di Poggio Sommavilla, conservata nel Comune di Collevecchio
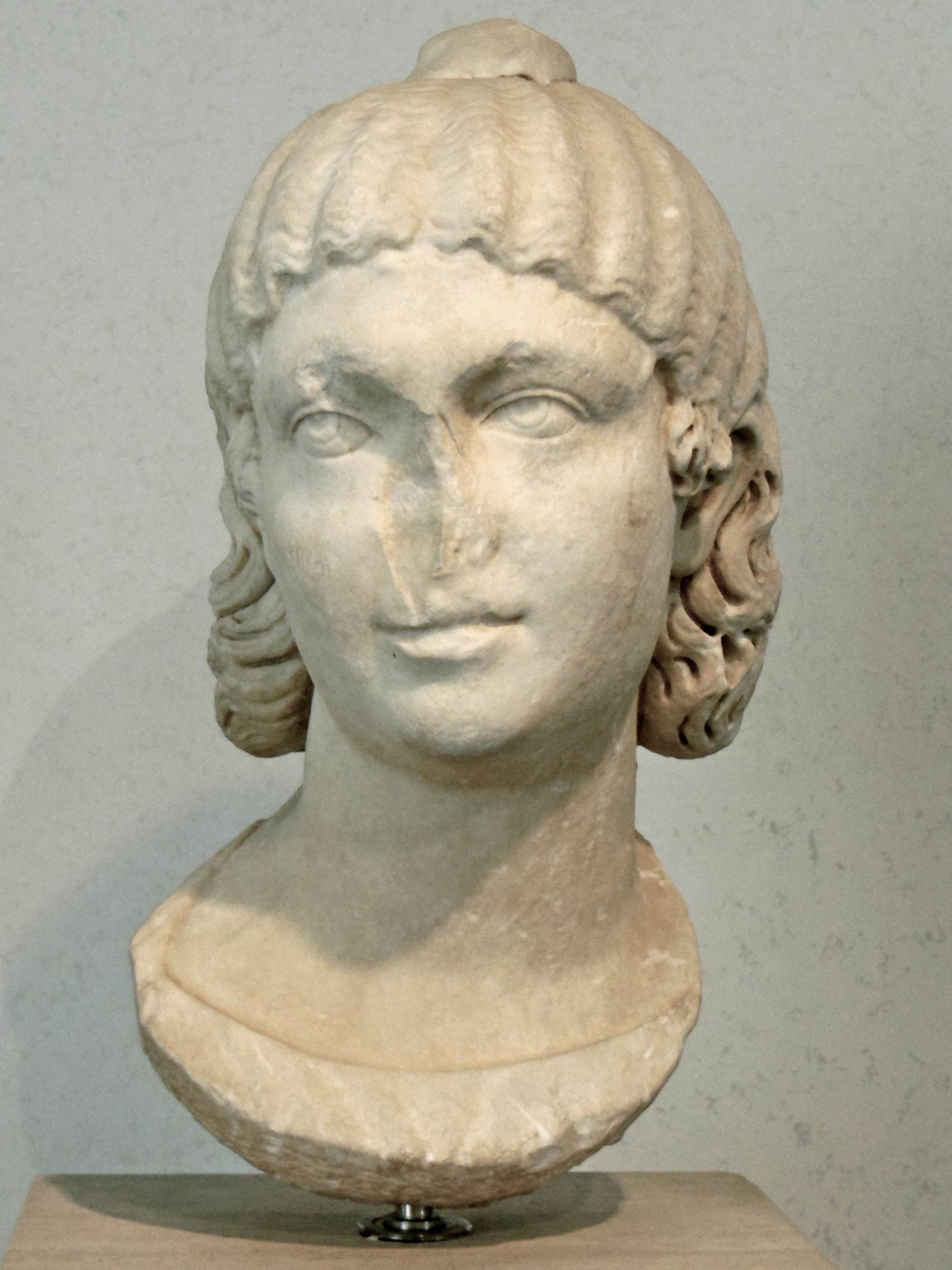
Statua di Tranquillina[302], trovata da un contadino presso la località detta dei frati  a nord dell'attuale centro storico di Poggio Sommavilla
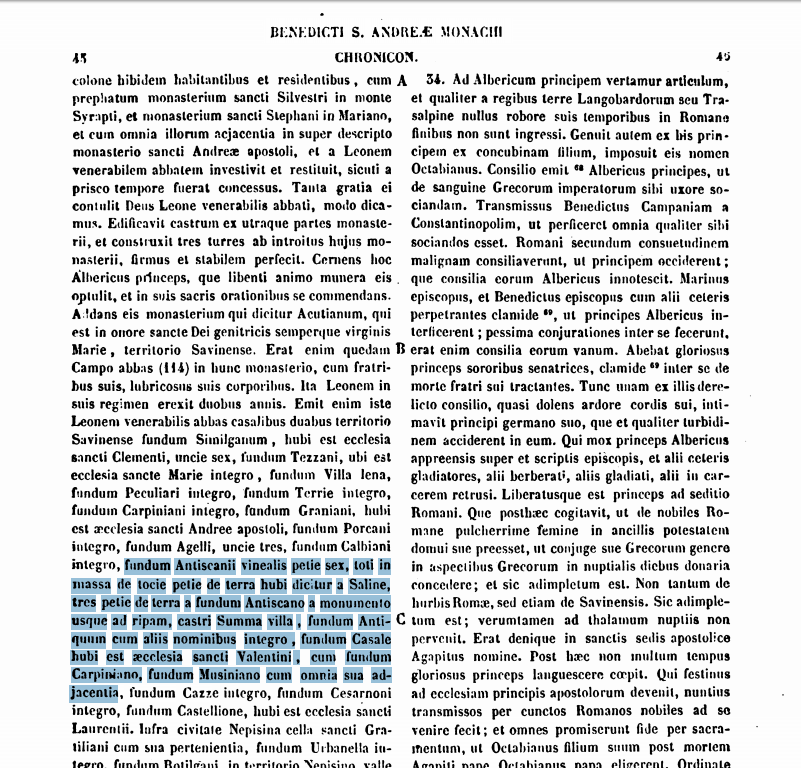
Castri Summa Villa Chronicon 33 di Benedetto del Soratte p. 46
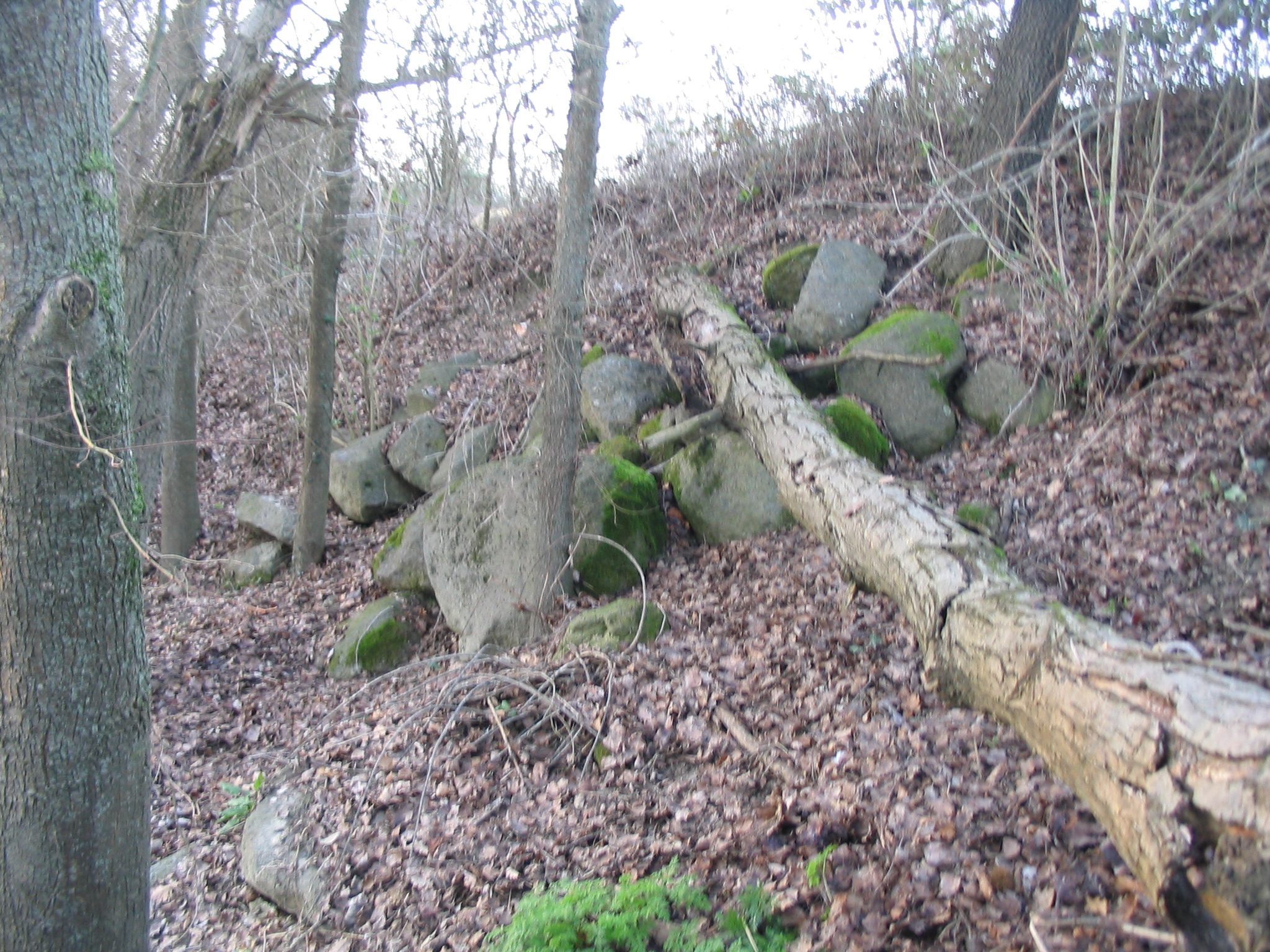
Basolati su un argine golenale del Tevere, Campo Rampone, area archeologica Poggio Sommavilla, Valle del Tevere
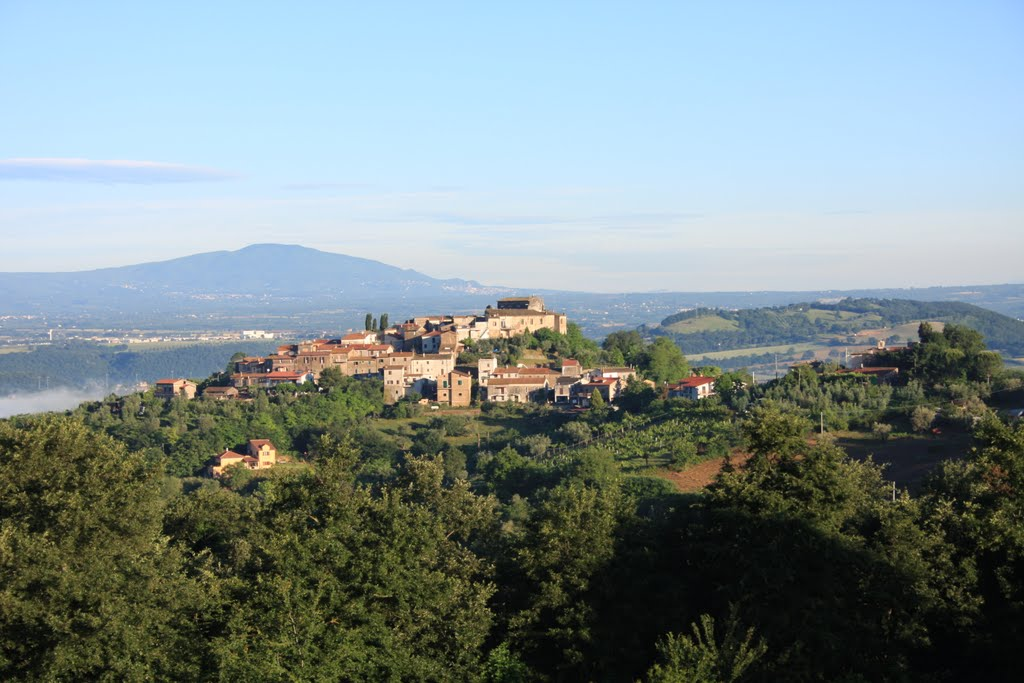
Poggio Sommavilla Poggetto, centro storico attuale, area archeologica